# Spinosauridae
Spinosauridés
Famille
Clades de rang inférieur
- † Cristatusaurus
- † Iberospinus
- † Monolophosaurus?[2]
- † Ostafrikasaurus? (Contesté)
- † Vallibonavenatrix
- † Baryonychinae[3]
  - † Baryonyx
  - † Cristatusaurus?
  - † Iberospinus?
  - † Protathlitis
  - † Riojavenatrix
  - † Suchosaurus
  - † Ceratosuchopsini
    - † Ceratosuchops
    - † Eocarcharia?
    - † Riparovenator
    - † Suchomimus
- † Spinosaurinae[3]
  - † Camarillasaurus?
  - † Ichthyovenator
  - † Irritator
  - † Oxalaia?*
  - † Siamosaurus?
  - † Spinosaurini
    - † Sigilmassasaurus*
    - † Spinosaurus

Synonymes
- † Baryonychidae[6] Charig & Milner, 1986
- † Irritatoridae[7] Martill et al., 1996
- † Sigilmassasauridae Russel, 1996

Les Spinosauridae (« spinosauridés » en français) forment une famille de dinosaures théropodes découverts sur l'ensemble des continents mis à part l'Antarctique, ils sont déjà présents au Jurassique supérieur et persistent jusqu'au Cénomanien (Crétacé supérieur), bien qu'une dent de spinosauridé semble provenir d'un étage plus récent.
Ils sont caractérisés par un crâne étroit très allongé vers l'avant, semblable à ceux des crocodiliens, et dont la mâchoire et le museau sont munis de dents coniques ainsi qu'une extrémité antérieure ayant une forme de spatule. Les narines des spinosauridés étaient rétractées vers une position plus en arrière sur la tête que chez la plupart des autres théropodes, et ils avaient des crêtes osseuses sur la tête le long de la ligne médiane de leur crâne. Leurs épaules robustes brandissaient des membres antérieurs trapus, avec des mains à trois doigts qui portaient une griffe élargie sur le premier doigt. Chez de nombreuses espèces, les épines neurales saillantes vers le haut des vertèbres (épines dorsales) étaient considérablement allongées et formaient une voile sur le dos de l'animal (d'où l'étymologie de la famille), qui supportait soit une couche de peau, soit une bosse grasse.
Ils comprennent actuellement moins de dix genres valides de dinosaures dont les mieux connus sont Baryonyx (Baryonyx walkeri), Suchomimus (Suchomimus tenerensis), Irritator (Irritator challengeri) et Spinosaurus (Spinosaurus aegyptiacus, un des plus grands et des plus massifs dinosaures carnivores connus, avec une longueur estimée jusqu'à 14 mètres et une masse corporelle jusqu'à 7,4 tonnes). Les preuves fossiles directes et des adaptations anatomiques indiquent que les spinosauridés étaient au moins partiellement piscivores (mangeurs de poissons), avec des découvertes de fossiles supplémentaires indiquant qu'ils se nourrissaient également d'autres dinosaures et ptérosaures. L'ostéologie des dents et des os des spinosauridés suggère que leur mode de vie était probablement semi-aquatique.

## Étymologie
Le terme « Spinosauridae » fut introduit pour la première fois par Ernst Stromer en 1915 et dérive du nom du nouveau théropode Spinosaurus aegyptiacus qu'il vient tout juste de nommer. Ce nom vient de deux racines anciennes, la racine latine spina signifiant épine et la racine grecque sauros voulant dire reptile ou lézard, la terminaison idae étant utilisée pour désigner une famille dans la classification animale. Stromer voulait en effet mettre en évidence le caractère le plus étonnant de cette nouvelle espèce de dinosaure, à savoir les processus épineux (ou épines neurales) des vertèbres dorsales qui atteignent jusqu'à 160 centimètres de longueur.

## Histoire de la découverte

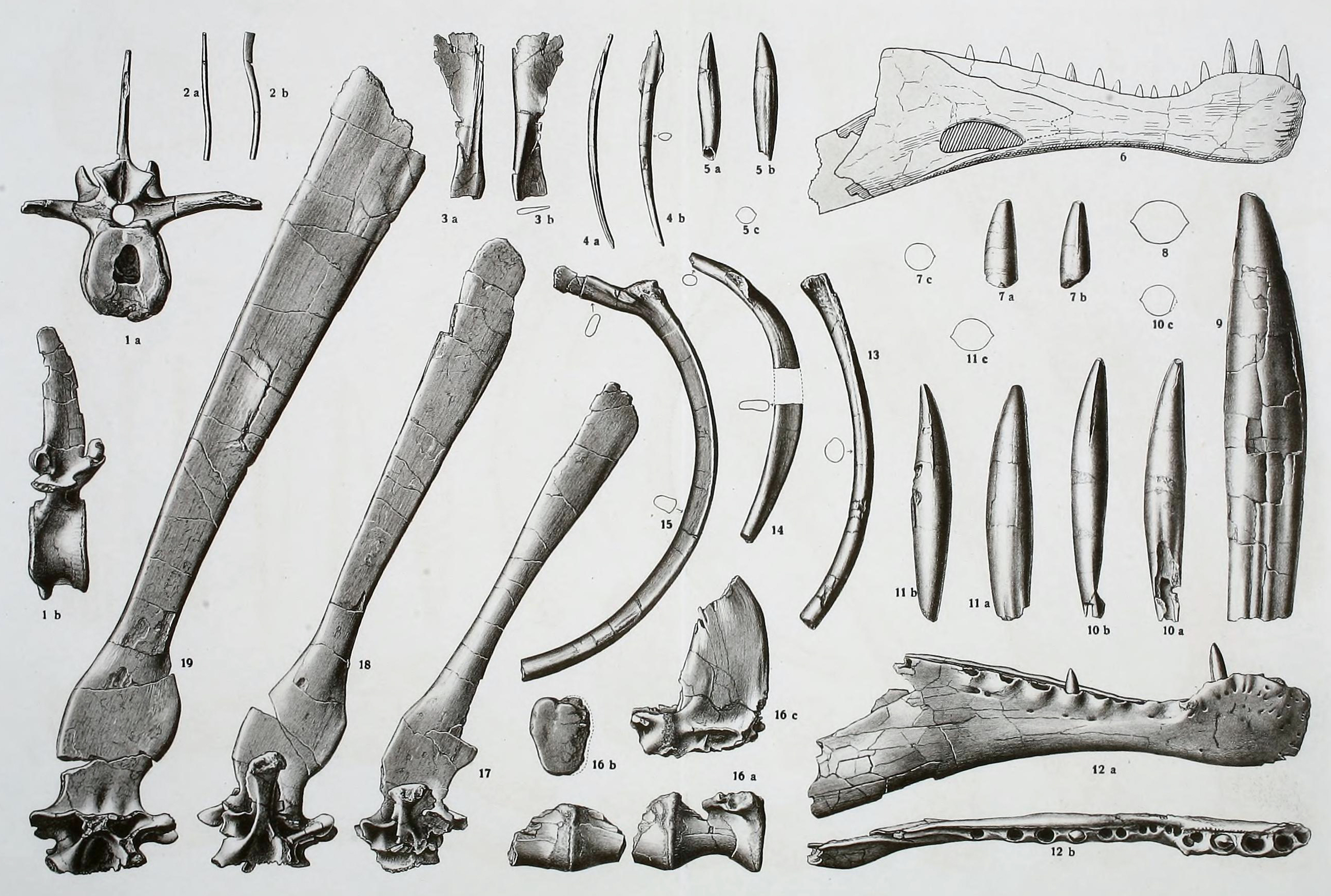
Éléments de l'holotype de Spinosaurus aegyptiacus, tel qu'illustré par Ernst Stromer en 1915

Le premier fossile de spinosauridé, une seule dent conique, a été découvert vers 1820 par le paléontologue britannique Gideon Mantell dans la formation d'argile de Wadhurst. En 1841, le naturaliste Sir Richard Owen l'attribua par erreur à un crocodilien qu'il nomma Suchosaurus (qui signifie « lézard crocodile »),. Une deuxième espèce, S. girardi, a été nommée plus tard en 1897. Cependant, la nature de spinosauridé de Suchosaurus n'a été reconnue qu'en 1998 lors d'une redescription de Baryonyx.
Les premiers fossiles faisant référence à un spinosauridé ont été découverts en 1912 dans la formation de Bahariya en Égypte. Constitués de vertèbres, de fragments de crâne et de dents, ces restes sont devenus l'holotype du nouveau genre et espèce Spinosaurus aegyptiacus en 1915, lorsqu'ils ont été décrits par le paléontologue allemand Ernst Stromer. Le nom du dinosaure signifiait « lézard à épines égyptiennes », en référence aux épines neurales inhabituellement longues jamais vues auparavant dans aucun autre théropode. En avril 1944, l'holotype de S. aegyptiacus a été détruit lors d'un bombardement allié pendant la Seconde Guerre mondiale,. En 1934, Stromer a référé un squelette partiel également de la formation de Bahariya à une nouvelle espèce de Spinosaurus ; le spécimen a depuis été alternativement attribué à un autre spinosauridé africain, Sigilmassasaurus.
En 1983, un squelette relativement complet a été excavé de la fosse Smokejacks à Surrey, en Angleterre. Ces restes ont été décrits par les paléontologues britanniques Alan J. Charig et Angela C. Milner en 1986 comme l'holotype d'une nouvelle espèce, Baryonyx walkeri. Après la découverte de Baryonyx, de nombreux nouveaux genres ont depuis été décrits, la majorité à partir de restes très incomplets. Cependant, d'autres découvertes contiennent suffisamment de matériel fossile et de caractéristiques anatomiques distinctes pour être attribuées en toute confiance. Paul Sereno et ses collègues ont décrit Suchomimus en 1998, une baryonychine du Niger, sur la base d'un squelette partiel trouvé en 1997. En 2004, des os partiels de la mâchoire ont été récupérés dans la formation d'Alcântara, ceux-ci ont été référés à un nouveau genre de spinosaurine nommé Oxalaia en 2011 par Alexandre Kellner.
En 2021, une découverte récente sur l'île de Wight, une île au large de la côte sud de l'Angleterre, des restes d'un spinosauridé qui serait d'une nouvelle espèce sont découverts. Selon les conclusions, il mesure environ 10 mètres de long et pesait plusieurs tonnes. Les os préhistoriques du spinosauridé ont été trouvés dans une couche géologique de roche connue sous le nom de formation Vectis à Compton Chine. Il s'agit du premier théropode identifiable de la formation Vectis. L'étude a été dirigée par Christopher Barker, doctorant en paléontologie des vertébrés à l'Université de Southampton.

## Description

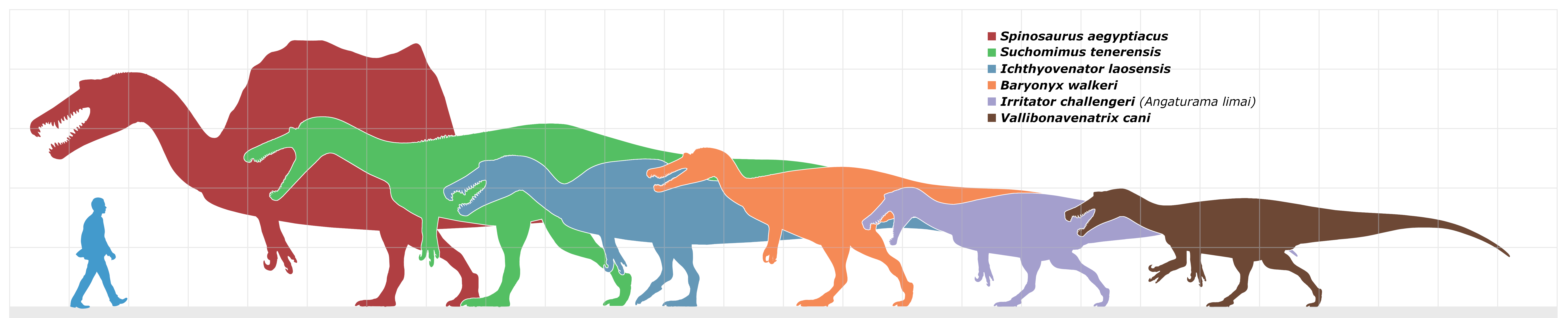
Comparaison de la taille de différents spinosauridés avec un humain.

Les spinosauridés sont des dinosaures dont le corps diffère peu des autres théropodes plus primitifs puisqu'ils sont bipèdes et possèdent un cou en forme de "S" ainsi que des membres antérieurs longs et robustes. Bien que les restes fossiles des différents taxons soient très fragmentaires, les spinosauridés étaient de gros animaux. Le plus petit, Irritator, mesurait entre 6 et 8 mètres de long pour un poids de 1 tonne,. Tandis qu'Ichthyovenator, Baryonyx et Suchomimus variaient de 7,5 à 11 mètres de long et pesaient entre 1 et 5,2 tonnes,,. Spinosaurus était le plus grand, capable d'atteindre des longueurs d'environ 15 mètres et pesant de 6,4 à 7,2 tonnes.

### Crâne

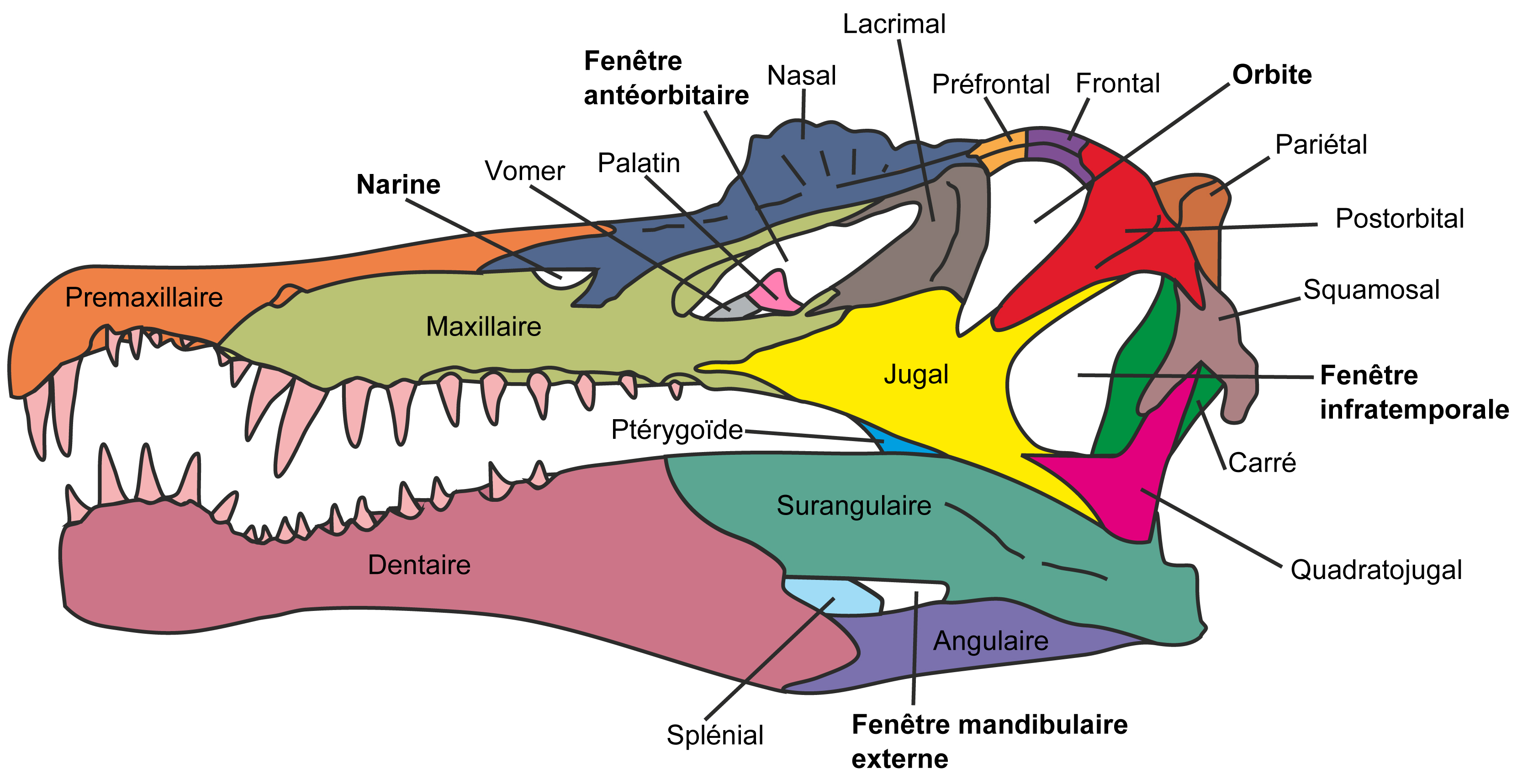
Crâne de Spinosaurus aegyptiacus avec les différents os annotés.

Les spinosauridés se distinguent néanmoins fortement des autres théropodes au niveau du crâne qui ressemble beaucoup à celui des gavials actuels. Il ne s'agit là que d'une convergence évolutive mais la plupart des paléontologues admettent qu'une telle morphologie témoignerait très probablement d'une adaptation à un régime majoritairement piscivore,,. Le crâne est très étiré vers l'avant et particulièrement étroit. La partie antérieure du museau (prémaxillaire et maxillaire) est cependant élargie latéralement ce qui lui donne une forme de spatule. La mâchoire inférieure est également élargie antérieurement au niveau des dentaires et la symphyse mandibulaire (lieu d'attache des dentaires) est faible et étroite, témoignant d'une certaine mobilité entre les deux branches de la mâchoire.

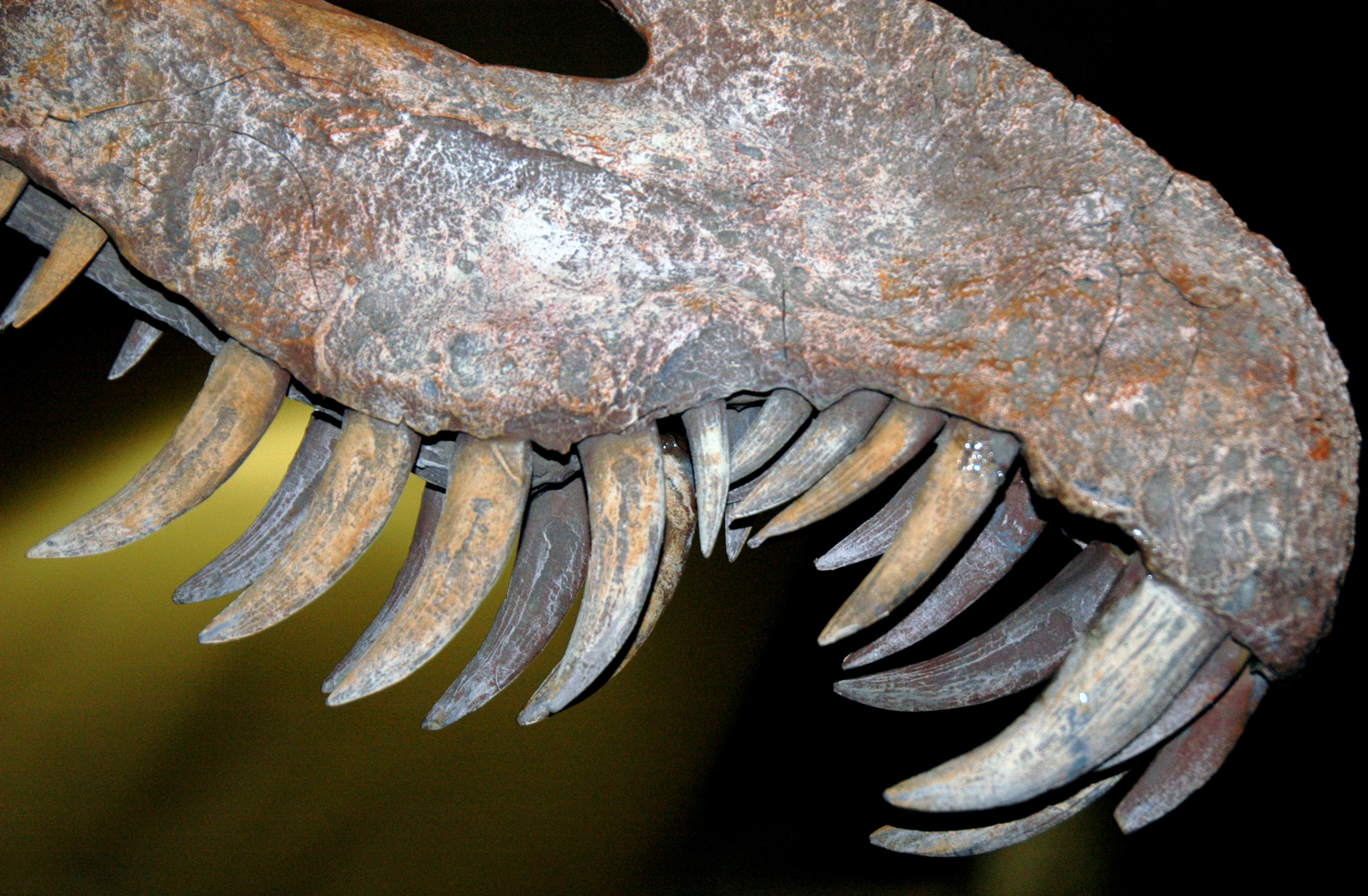
Gros plan des dents de Suchomimus

Autre particularité propre aux spinosauridés, leurs dents sont très finement ou pas du tout crénelées, de forme conique et elles ont une section circulaire transversalement, cette morphologie dentaire étant similaire à celles de certains crocodiles. Les prémaxillaires portent 6 à 7 dents dont les plus antérieures sont très allongées. Les maxillaires possèdent quant à eux des dents droites ou légèrement incurvées et les plus antérieures sont dirigées vers l'avant, au niveau d'une dépression dite "dépression subrostrale" qui donne à l'extrémité ventrale du museau une forme sigmoïde que l'on retrouve également chez d'autres théropodes tel que le Dilophosaurus. Les spinosauridés semblent tous être ornés d'une crête nasale plus ou moins développée en témoignent les crânes de Baryonyx, Irritator et Spinosaurus. Les narines des spinosauridés étaient placées loin en arrière sur le crâne, au moins derrière les dents des prémaxillaires, au lieu de l'avant du museau comme chez la plupart des théropodes. Celles de Baryonyx et Suchomimus étaient grandes et commençaient entre les première et quatrième dents maxillaires, tandis que les narines de Spinosaurus étaient beaucoup plus petites et plus rétractées. Les narines d'Irritator étaient positionnées de la même manière que celles de Baryonyx et Suchomimus, et se situaient entre celles de Spinosaurus et Suchomimus en taille.

### Squelette post-crânien
Une autre particularité anatomique des spinosauridés concerne les membres anyérieurs. Les os coracoïdes des épaules étaient robustes et en forme de crochet. Les bras étaient relativement gros et bien construits ; le radius (os long de l'avant-bras) était robuste et généralement deux fois moins long que l'humérus (os du bras). Les mains des spinosauridés avaient trois doigts, typiques des tétanoures, et brandissaient un unguéal (image à gauche) sur le « pouce » (premier doigt), formant le noyau d'une griffe de kératine fortement développée, en témoigne celle de Baryonyx qui atteint une longueur de plus de 30 centimètres sur toute sa courbure. Cependant, ce trait de caractère existe déjà chez les proches parents des spinosauridés tels que le mégalosauridé Torvosaurus et le Tetanurae Megaraptor qui semble être un membre très proche de cette famille.

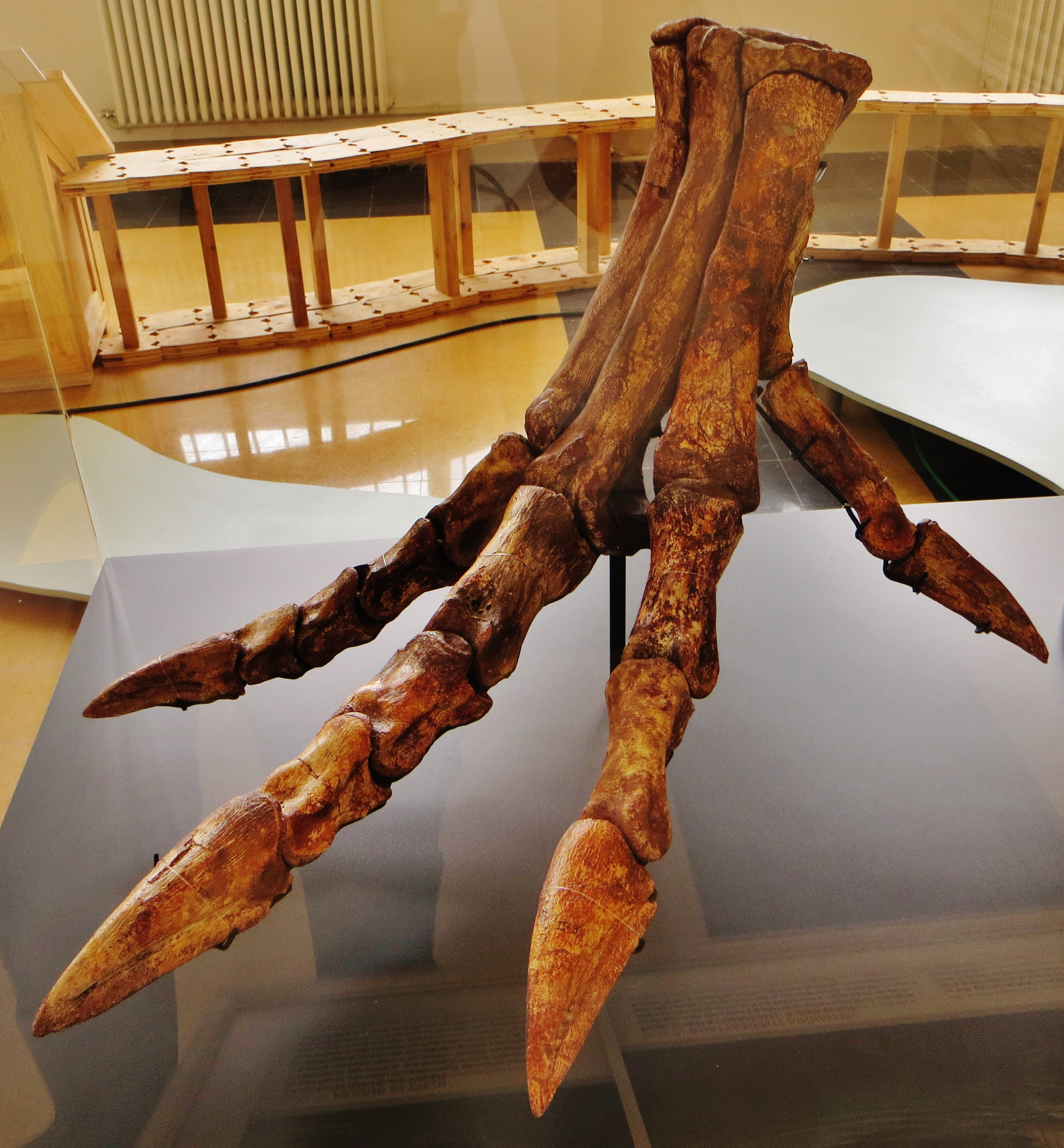
Os du pied reconstruits de Spinosaurus ; notez les griffes droites et l'hallux élargi (premier orteil) touchant le sol

Les membres postérieurs de  et de Baryonyx étaient quelque peu courts et pour la plupart conventionnels des autres théropodes mégalosauroïdes,. La région de la hanche d'Ichthyovenator a été réduite, ayant le pubis (os pubien) et l'ischium (os de la hanche inférieur et le plus en arrière) les plus courts en proportion de l'ilium (os principal de la hanche) de tout autre théropode connu. Spinosaurus avait un bassin et des membres postérieurs encore plus petits en proportion de sa taille corporelle ; ses jambes représentaient un peu plus de 25% de la longueur totale du corps. Les restes de pieds de spinosauridé pratiquement complets ne sont connus que de Spinosaurus. Contrairement à la plupart des théropodes - qui marchent sur trois orteils, l'hallux (premier orteil) étant réduit et surélevé du sol - Spinosaurus marchait sur quatre orteils fonctionnels, avec un hallux élargi qui est entré en contact avec le sol. Les unguals de ses pieds, contrairement aux unguals plus profonds, plus petits et recourbés d'autres théropodes, étaient peu profonds, longs, larges par rapport au pied et avaient des fonds plats.

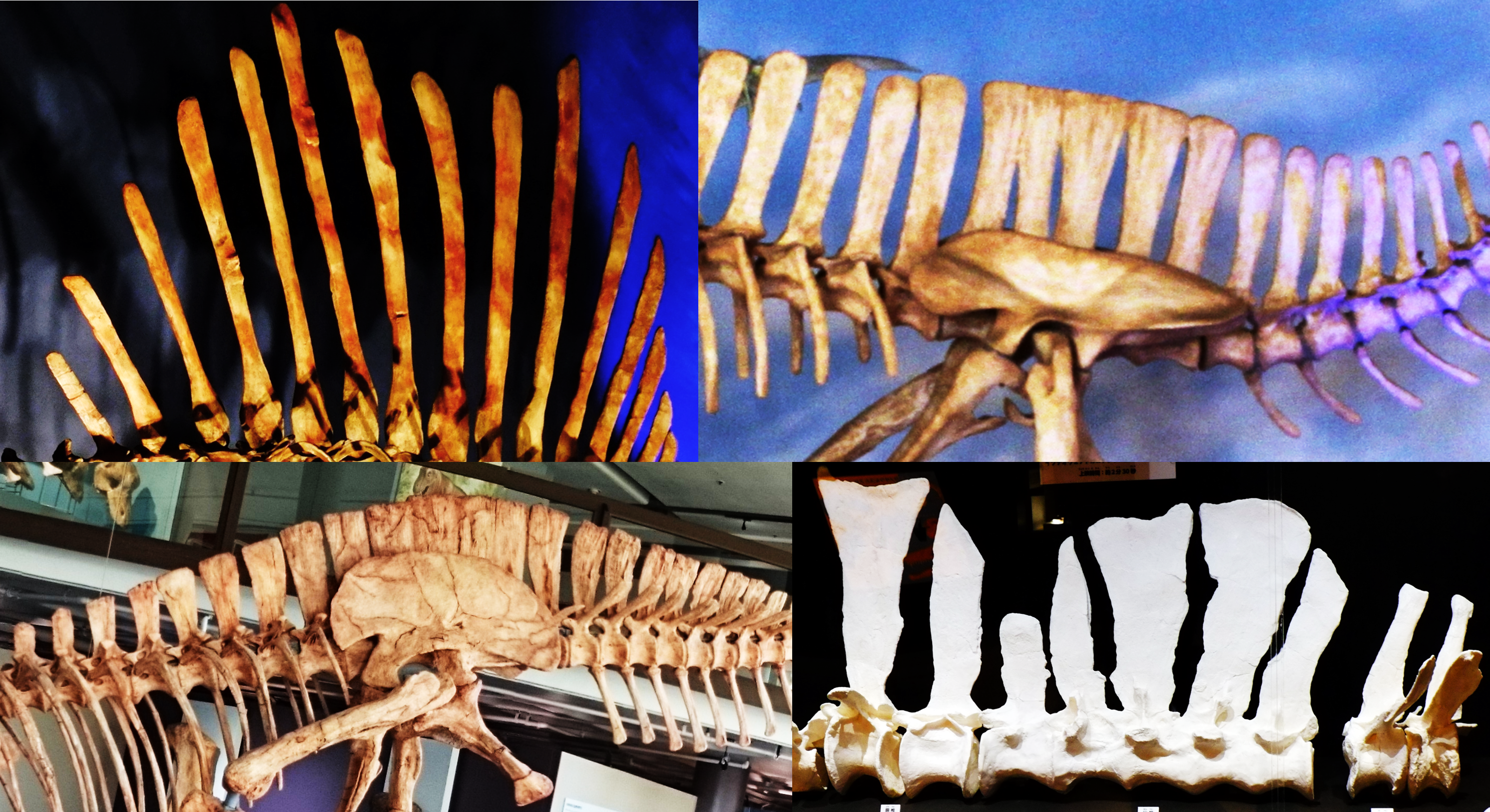
Voiles d'épine neurale reconstruites de quatre spinosauridés ; dans le sens des aiguilles d'une montre à partir du haut à gauche : Spinosaurus, Irritator, Ichthyovenator, et Suchomimus.

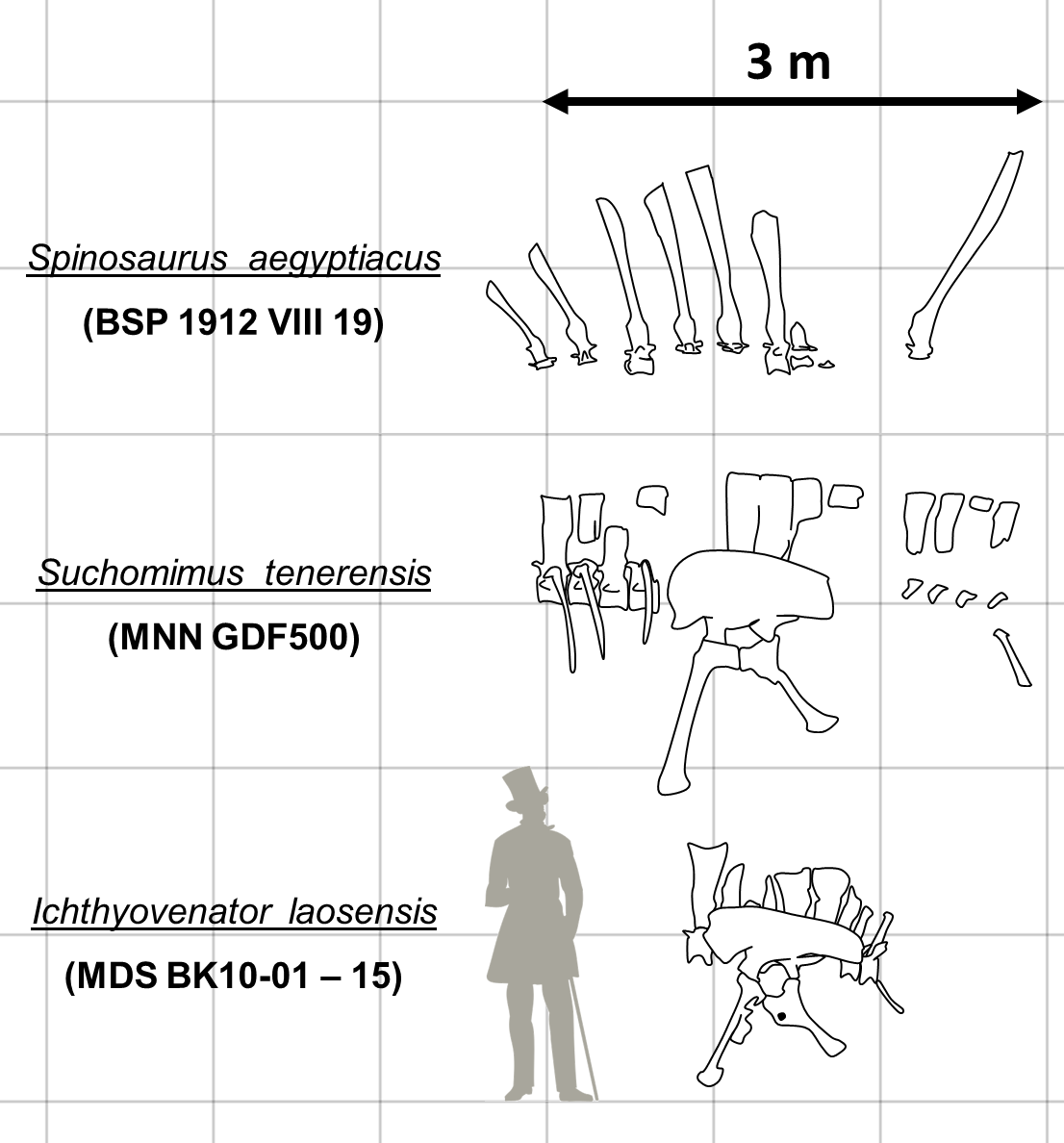
Variations des épines neurales chez trois espèces différentes de spinosauridés.

Un dernier caractère que partage l'ensemble des spinosauridés est l'élongation verticale des épines neurales des vertèbres sacrées,. Cette élongation devient considérable chez des spinosauridés plus évolués comme Spinosaurus et Siamosaurus qui présentent tous deux des épines neurales hypertrophiées au niveau des vertèbres dorsales, formant une véritable voile osseuse sur le dos de l'animal. Dans la vie, cette voile osseuse auraient été recouvertes de peau ou de tissu adipeux, une condition qui a également été observée chez certains dinosaures carcharodontosauridés et ornithopodes,. Les épines neurales de Spinosaurus étaient extrêmement hautes, mesurant plus de 1 m de hauteur sur certaines des vertèbres dorsales. Suchomimus avait une voile inférieure en forme de crête sur la majorité de sa région du dos, de la hanche et de la queue. Baryonyx a montré une voile réduite, quelques-unes des épines vertébrales les plus en arrière étant quelque peu allongées. Ichthyovenator avait une voile sinusoïdale (en forme de vague) qui était séparée en deux sur les hanches, les extrémités supérieures de certaines épines neurales étant larges et en forme d'éventail. Une épine neurale de l'holotype de Vallibonavenatrix montre une morphologie similaire à celles d'Ichthyovenator, indiquant également la présence d'une voile dans ce genre. La présence d'une voile dans des taxons fragmentaires comme Sigilmassasaurus est inconnue.

## Systématique
Les spinosauridés sont regroupés avec les mégalosauridés dans le groupe des Carnosauria, parmi les théropodes Tetanurae. Ils n'englobèrent uniquement que le genre Spinosaurus jusqu'à la description du nouveau théropode Baryonyx par Charig et Milner en 1986 et dont Paul en 1988 et Buffetaut l'année suivante considérèrent comme appartenant à la même famille que Spinosaurus. Baryonyx fut en effet classé dans la nouvelle famille des Baryonychidae par ses auteurs qui considèrent alors que cette espèce était assez distincte de Spinosaurus pour ne pas faire partie de la même famille. S'ensuivit une discussion sur les affinités de ces deux dinosaures entre Buffetaut et Charig et Milner auquel  Sereno et al. mettront fin en 1998. Ces derniers auteurs donnèrent aux familles des Spinosauridae et des Baryonychidae, alors reconnues toutes deux par Charig et Milner et Naish et al., des rangs inférieurs en définissant les deux sous-familles Spinosaurinae et Baryonychinae qui se trouvent incluses dans la famille des Spinosauridae. Cette classification est actuellement suivie par l'ensemble des paléontologues ayant étudié des restes de spinosauridés,,,,, bien que Milner et al. remettent en question les réelles différences qui peuvent exister entre ces deux sous-familles. Cependant, l'étude de nouveaux matériels de spinosauridés provenant du Brésil semble confirmer cette division au sein de cette famille.
Liste des genres selon BioLib (24 mai 2016) :
- genre Angaturama Kellner & Campos, 1996 †
- genre Baryonyx Charig & Milner, 1987 †
- genre Cristatusaurus Taquet & Russell, 1998 †
- genre Irritator Martill, Cruikshank, Frey, Small & Clarke, 1996 †
- genre Siamosaurus Buffetaut & Ingavat, 1986 †
- genre Spinosaurus Stromer, 1915 †
- genre Suchomimus Sereno, Beck, Dutheil, Gado, Larsson, Lyon, Marcot, Rauhut, Sadleir, Sidor, Varricchio, G. P. Wilson & J. A. Wilson, 1998 †
- genre Suchosaurus Owen, 1841 †

|  | Baryonyx walkeri (= Suchomimus girardi)                     |
|  |                                                             |
|  | Suchomimus tenerensis (=? Baryonyx tenerensis,)             |
|  |                                                             |
|  | Cristatusaurus lapparenti (=? Baryonyx sp., ; nomum dubium) |
|  |                                                             |
|  | Ichthyovenator laosensis                                    |
|  |                                                             |

|  | Irritator challengeri                                                                                                  |
|  | |
|  | Angaturama limai (=? Irritator challengeri,)                                                                           |
|  | |
|  | Oxalaia quilombensis                                                                                                   |
|  | |
|  | \| \| Spinosaurus aegyptiacus[14] \| \| \| \| \| \| Spinosaurus maroccanus[64] (nomen dubium[3],[10],[61]) \| \| \| \| |
|  | |
|  | Spinosaurus aegyptiacus                                                                                                |
|  | |
|  | Spinosaurus maroccanus (nomen dubium,)                                                                                 |
|  | |

|  | Spinosaurus aegyptiacus                |
|  |                                        |
|  | Spinosaurus maroccanus (nomen dubium,) |
|  |                                        |

|  | Baryonyx walkeri (= Suchomimus girardi)                     |
|  |                                                             |
|  | Suchomimus tenerensis (=? Baryonyx tenerensis,)             |
|  |                                                             |
|  | Cristatusaurus lapparenti (=? Baryonyx sp., ; nomum dubium) |
|  |                                                             |
|  | Ichthyovenator laosensis                                    |
|  |                                                             |

|  | Irritator challengeri                                                                                                  |
|  | |
|  | Angaturama limai (=? Irritator challengeri,)                                                                           |
|  | |
|  | Oxalaia quilombensis                                                                                                   |
|  | |
|  | \| \| Spinosaurus aegyptiacus[14] \| \| \| \| \| \| Spinosaurus maroccanus[64] (nomen dubium[3],[10],[61]) \| \| \| \| |
|  | |
|  | Spinosaurus aegyptiacus                                                                                                |
|  | |
|  | Spinosaurus maroccanus (nomen dubium,)                                                                                 |
|  | |

|  | Spinosaurus aegyptiacus                |
|  |                                        |
|  | Spinosaurus maroccanus (nomen dubium,) |
|  |                                        |

|  | Baryonyx walkeri (= Suchomimus girardi)                     |
|  |                                                             |
|  | Suchomimus tenerensis (=? Baryonyx tenerensis,)             |
|  |                                                             |
|  | Cristatusaurus lapparenti (=? Baryonyx sp., ; nomum dubium) |
|  |                                                             |
|  | Ichthyovenator laosensis                                    |
|  |                                                             |

|  | Irritator challengeri                                                                                                  |
|  | |
|  | Angaturama limai (=? Irritator challengeri,)                                                                           |
|  | |
|  | Oxalaia quilombensis                                                                                                   |
|  | |
|  | \| \| Spinosaurus aegyptiacus[14] \| \| \| \| \| \| Spinosaurus maroccanus[64] (nomen dubium[3],[10],[61]) \| \| \| \| |
|  | |
|  | Spinosaurus aegyptiacus                                                                                                |
|  | |
|  | Spinosaurus maroccanus (nomen dubium,)                                                                                 |
|  | |

|  | Spinosaurus aegyptiacus                |
|  |                                        |
|  | Spinosaurus maroccanus (nomen dubium,) |
|  |                                        |

|  | Baryonyx walkeri (= Suchomimus girardi)                     |
|  |                                                             |
|  | Suchomimus tenerensis (=? Baryonyx tenerensis,)             |
|  |                                                             |
|  | Cristatusaurus lapparenti (=? Baryonyx sp., ; nomum dubium) |
|  |                                                             |
|  | Ichthyovenator laosensis                                    |
|  |                                                             |

|  | Irritator challengeri                                                                                                  |
|  | |
|  | Angaturama limai (=? Irritator challengeri,)                                                                           |
|  | |
|  | Oxalaia quilombensis                                                                                                   |
|  | |
|  | \| \| Spinosaurus aegyptiacus[14] \| \| \| \| \| \| Spinosaurus maroccanus[64] (nomen dubium[3],[10],[61]) \| \| \| \| |
|  | |
|  | Spinosaurus aegyptiacus                                                                                                |
|  | |
|  | Spinosaurus maroccanus (nomen dubium,)                                                                                 |
|  | |

|  | Spinosaurus aegyptiacus                |
|  |                                        |
|  | Spinosaurus maroccanus (nomen dubium,) |
|  |                                        |

Remarque : Les taxa suivis d'un point d'interrogation ne sont pas considérés comme valides.

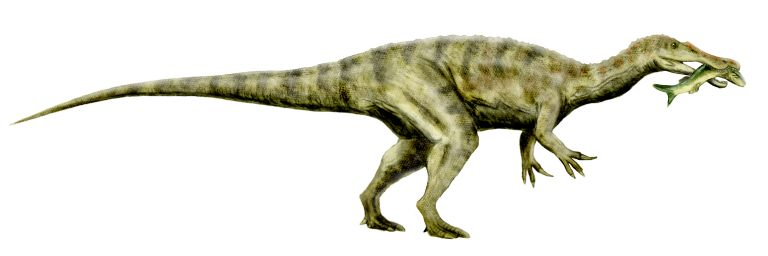
Baryonyx
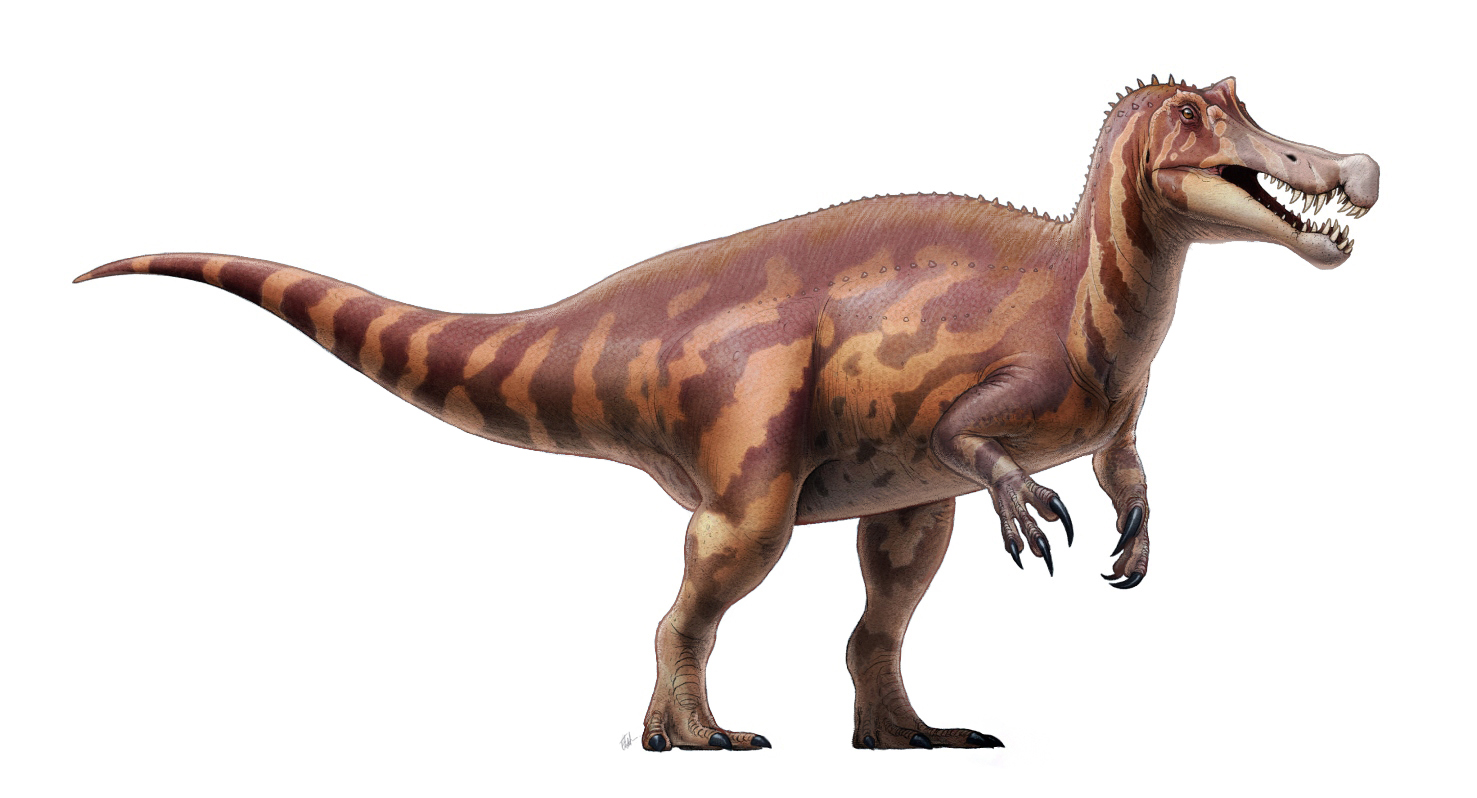
Irritator
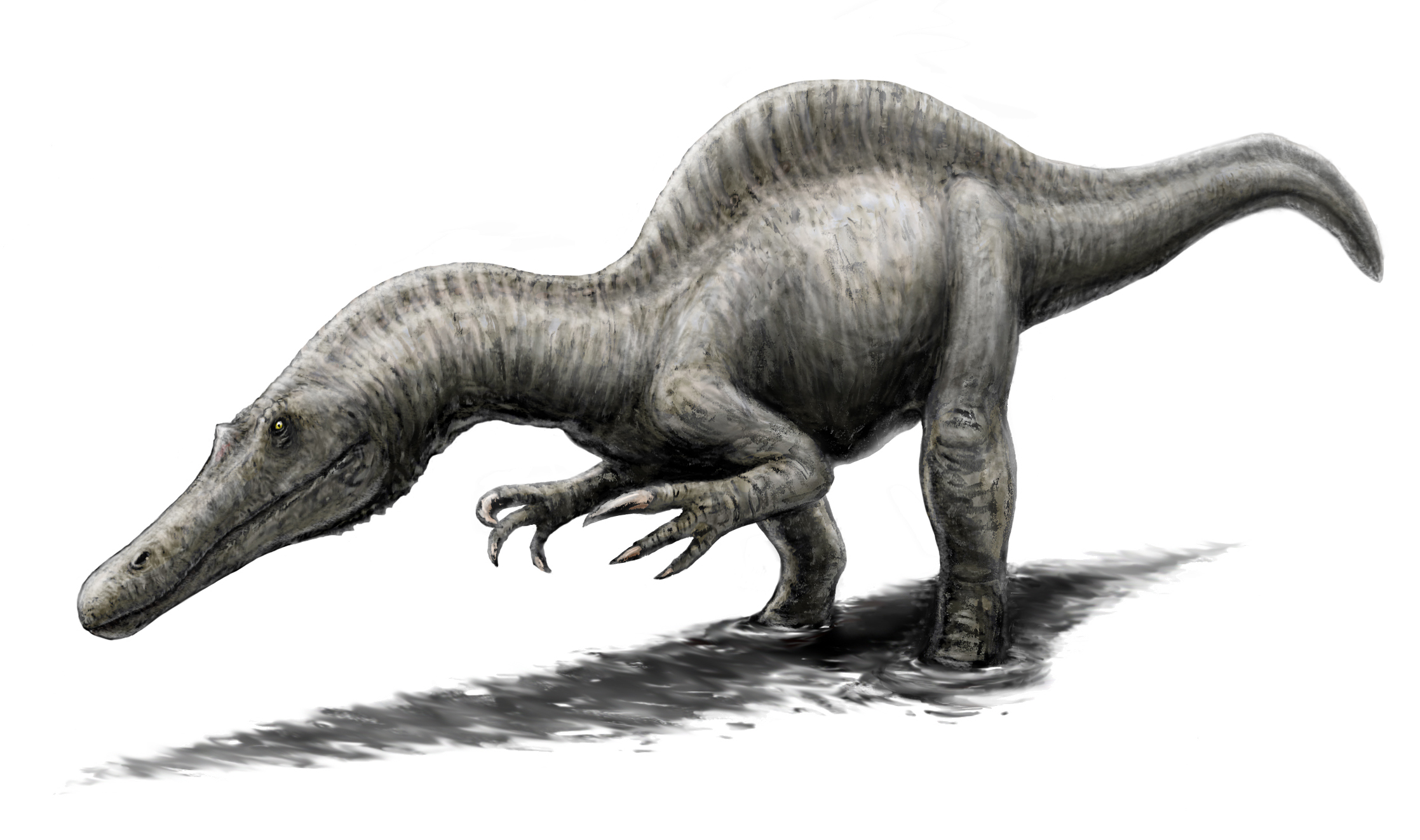
Siamosaurus
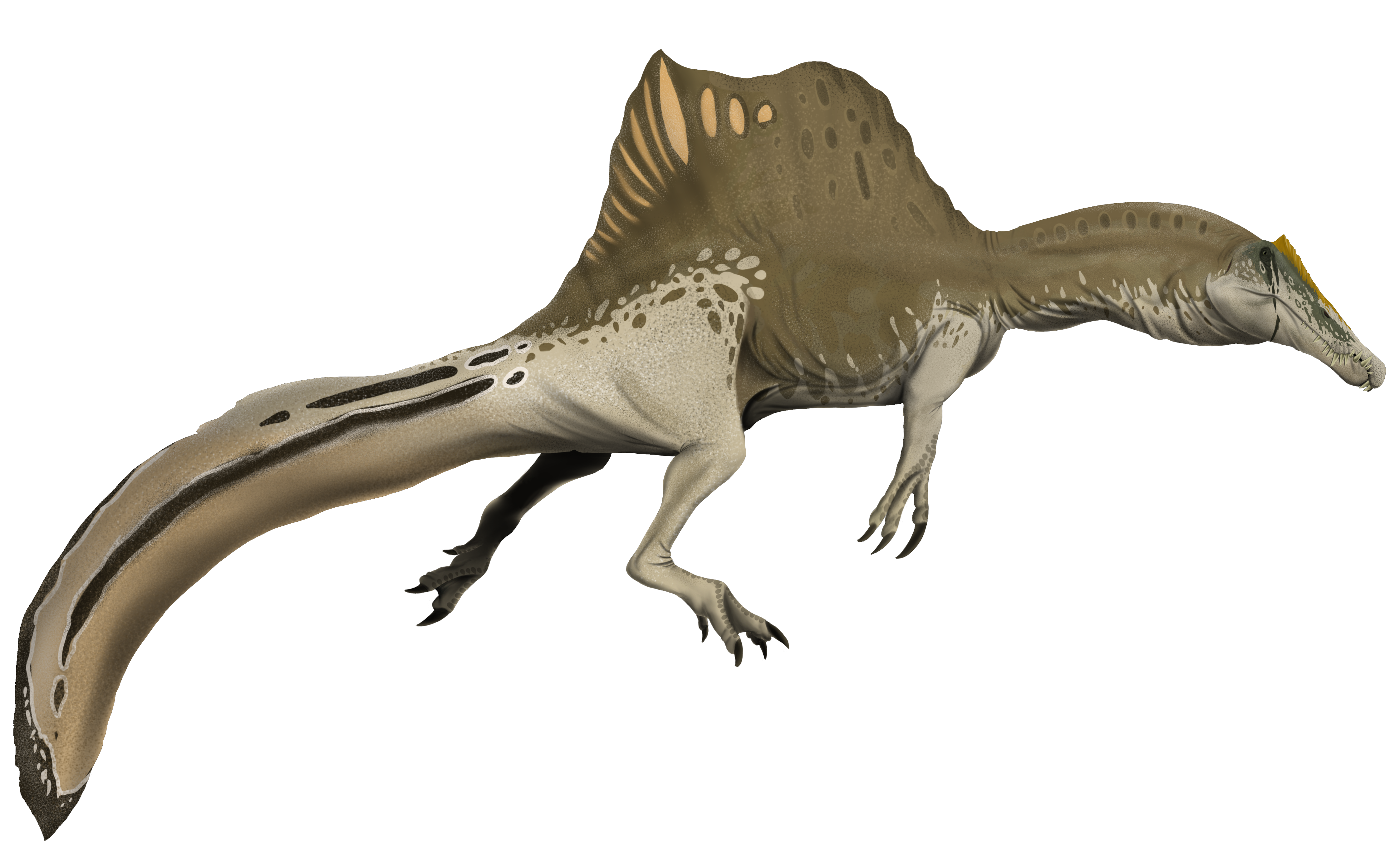
Spinosaurus
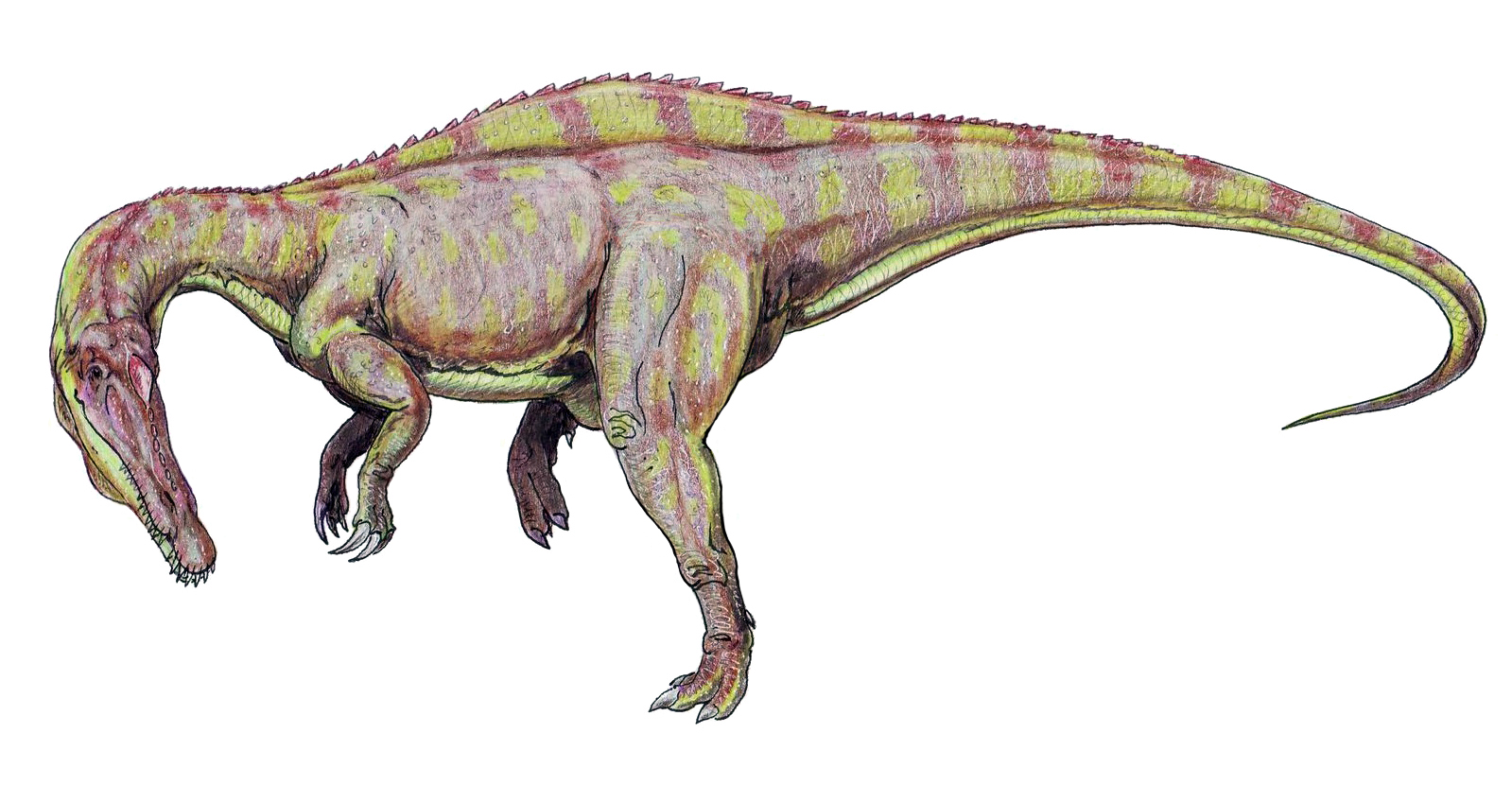
Suchomimus

L'analyse phylogénétique de 2018 par Arden et ses collègues, qui comprenait de nombreux taxons sans nom, a résolu Baryonychinae comme monophylétique et a également inventé le nouveau terme Spinosaurini pour le clade de Sigilmassasaurus et Spinosaurus.
|  | Baryonyx walkeri      |
|  |                       |
|  | Suchomimus tenerensis |
|  |                       |

|              | Irritator challengeri |
|              | |
|              | Oxalaia quilombensis |
|              | |
| Spinosaurini | \| \| Gara Samani taxon \| \| \| \| \| \| Sigilmassasaurus brevicollis \| \| \| \| \| \| Spinosaurus aegyptiacus \| \| \| \| |
|              | \| \| Gara Samani taxon \| \| \| \| \| \| Sigilmassasaurus brevicollis \| \| \| \| \| \| Spinosaurus aegyptiacus \| \| \| \| |
|              | Gara Samani taxon |
|              | |
|              | Sigilmassasaurus brevicollis                                                                                                 |
|              | |
|              | Spinosaurus aegyptiacus |
|              | |

|  | Gara Samani taxon            |
|  |                              |
|  | Sigilmassasaurus brevicollis |
|  |                              |
|  | Spinosaurus aegyptiacus      |
|  |                              |

|              | Irritator challengeri |
|              | |
|              | Oxalaia quilombensis |
|              | |
| Spinosaurini | \| \| Gara Samani taxon \| \| \| \| \| \| Sigilmassasaurus brevicollis \| \| \| \| \| \| Spinosaurus aegyptiacus \| \| \| \| |
|              | \| \| Gara Samani taxon \| \| \| \| \| \| Sigilmassasaurus brevicollis \| \| \| \| \| \| Spinosaurus aegyptiacus \| \| \| \| |
|              | Gara Samani taxon |
|              | |
|              | Sigilmassasaurus brevicollis                                                                                                 |
|              | |
|              | Spinosaurus aegyptiacus |
|              | |

|  | Gara Samani taxon            |
|  |                              |
|  | Sigilmassasaurus brevicollis |
|  |                              |
|  | Spinosaurus aegyptiacus      |
|  |                              |

|              | Irritator challengeri |
|              | |
|              | Oxalaia quilombensis |
|              | |
| Spinosaurini | \| \| Gara Samani taxon \| \| \| \| \| \| Sigilmassasaurus brevicollis \| \| \| \| \| \| Spinosaurus aegyptiacus \| \| \| \| |
|              | \| \| Gara Samani taxon \| \| \| \| \| \| Sigilmassasaurus brevicollis \| \| \| \| \| \| Spinosaurus aegyptiacus \| \| \| \| |
|              | Gara Samani taxon |
|              | |
|              | Sigilmassasaurus brevicollis                                                                                                 |
|              | |
|              | Spinosaurus aegyptiacus |
|              | |

|  | Gara Samani taxon            |
|  |                              |
|  | Sigilmassasaurus brevicollis |
|  |                              |
|  | Spinosaurus aegyptiacus      |
|  |                              |

|              | Irritator challengeri |
|              | |
|              | Oxalaia quilombensis |
|              | |
| Spinosaurini | \| \| Gara Samani taxon \| \| \| \| \| \| Sigilmassasaurus brevicollis \| \| \| \| \| \| Spinosaurus aegyptiacus \| \| \| \| |
|              | \| \| Gara Samani taxon \| \| \| \| \| \| Sigilmassasaurus brevicollis \| \| \| \| \| \| Spinosaurus aegyptiacus \| \| \| \| |
|              | Gara Samani taxon |
|              | |
|              | Sigilmassasaurus brevicollis                                                                                                 |
|              | |
|              | Spinosaurus aegyptiacus |
|              | |

|  | Gara Samani taxon            |
|  |                              |
|  | Sigilmassasaurus brevicollis |
|  |                              |
|  | Spinosaurus aegyptiacus      |
|  |                              |

|              | Irritator challengeri |
|              | |
|              | Oxalaia quilombensis |
|              | |
| Spinosaurini | \| \| Gara Samani taxon \| \| \| \| \| \| Sigilmassasaurus brevicollis \| \| \| \| \| \| Spinosaurus aegyptiacus \| \| \| \| |
|              | \| \| Gara Samani taxon \| \| \| \| \| \| Sigilmassasaurus brevicollis \| \| \| \| \| \| Spinosaurus aegyptiacus \| \| \| \| |
|              | Gara Samani taxon |
|              | |
|              | Sigilmassasaurus brevicollis                                                                                                 |
|              | |
|              | Spinosaurus aegyptiacus |
|              | |

|  | Gara Samani taxon            |
|  |                              |
|  | Sigilmassasaurus brevicollis |
|  |                              |
|  | Spinosaurus aegyptiacus      |
|  |                              |

|              | Irritator challengeri |
|              | |
|              | Oxalaia quilombensis |
|              | |
| Spinosaurini | \| \| Gara Samani taxon \| \| \| \| \| \| Sigilmassasaurus brevicollis \| \| \| \| \| \| Spinosaurus aegyptiacus \| \| \| \| |
|              | \| \| Gara Samani taxon \| \| \| \| \| \| Sigilmassasaurus brevicollis \| \| \| \| \| \| Spinosaurus aegyptiacus \| \| \| \| |
|              | Gara Samani taxon |
|              | |
|              | Sigilmassasaurus brevicollis                                                                                                 |
|              | |
|              | Spinosaurus aegyptiacus |
|              | |

|  | Gara Samani taxon            |
|  |                              |
|  | Sigilmassasaurus brevicollis |
|  |                              |
|  | Spinosaurus aegyptiacus      |
|  |                              |

|              | Irritator challengeri |
|              | |
|              | Oxalaia quilombensis |
|              | |
| Spinosaurini | \| \| Gara Samani taxon \| \| \| \| \| \| Sigilmassasaurus brevicollis \| \| \| \| \| \| Spinosaurus aegyptiacus \| \| \| \| |
|              | \| \| Gara Samani taxon \| \| \| \| \| \| Sigilmassasaurus brevicollis \| \| \| \| \| \| Spinosaurus aegyptiacus \| \| \| \| |
|              | Gara Samani taxon |
|              | |
|              | Sigilmassasaurus brevicollis                                                                                                 |
|              | |
|              | Spinosaurus aegyptiacus |
|              | |

|  | Gara Samani taxon            |
|  |                              |
|  | Sigilmassasaurus brevicollis |
|  |                              |
|  | Spinosaurus aegyptiacus      |
|  |                              |

|              | Irritator challengeri |
|              | |
|              | Oxalaia quilombensis |
|              | |
| Spinosaurini | \| \| Gara Samani taxon \| \| \| \| \| \| Sigilmassasaurus brevicollis \| \| \| \| \| \| Spinosaurus aegyptiacus \| \| \| \| |
|              | \| \| Gara Samani taxon \| \| \| \| \| \| Sigilmassasaurus brevicollis \| \| \| \| \| \| Spinosaurus aegyptiacus \| \| \| \| |
|              | Gara Samani taxon |
|              | |
|              | Sigilmassasaurus brevicollis                                                                                                 |
|              | |
|              | Spinosaurus aegyptiacus |
|              | |

|  | Gara Samani taxon            |
|  |                              |
|  | Sigilmassasaurus brevicollis |
|  |                              |
|  | Spinosaurus aegyptiacus      |
|  |                              |

|  | Baryonyx walkeri      |
|  |                       |
|  | Suchomimus tenerensis |
|  |                       |

|              | Irritator challengeri |
|              | |
|              | Oxalaia quilombensis |
|              | |
| Spinosaurini | \| \| Gara Samani taxon \| \| \| \| \| \| Sigilmassasaurus brevicollis \| \| \| \| \| \| Spinosaurus aegyptiacus \| \| \| \| |
|              | \| \| Gara Samani taxon \| \| \| \| \| \| Sigilmassasaurus brevicollis \| \| \| \| \| \| Spinosaurus aegyptiacus \| \| \| \| |
|              | Gara Samani taxon |
|              | |
|              | Sigilmassasaurus brevicollis                                                                                                 |
|              | |
|              | Spinosaurus aegyptiacus |
|              | |

|  | Gara Samani taxon            |
|  |                              |
|  | Sigilmassasaurus brevicollis |
|  |                              |
|  | Spinosaurus aegyptiacus      |
|  |                              |

|              | Irritator challengeri |
|              | |
|              | Oxalaia quilombensis |
|              | |
| Spinosaurini | \| \| Gara Samani taxon \| \| \| \| \| \| Sigilmassasaurus brevicollis \| \| \| \| \| \| Spinosaurus aegyptiacus \| \| \| \| |
|              | \| \| Gara Samani taxon \| \| \| \| \| \| Sigilmassasaurus brevicollis \| \| \| \| \| \| Spinosaurus aegyptiacus \| \| \| \| |
|              | Gara Samani taxon |
|              | |
|              | Sigilmassasaurus brevicollis                                                                                                 |
|              | |
|              | Spinosaurus aegyptiacus |
|              | |

|  | Gara Samani taxon            |
|  |                              |
|  | Sigilmassasaurus brevicollis |
|  |                              |
|  | Spinosaurus aegyptiacus      |
|  |                              |

|              | Irritator challengeri |
|              | |
|              | Oxalaia quilombensis |
|              | |
| Spinosaurini | \| \| Gara Samani taxon \| \| \| \| \| \| Sigilmassasaurus brevicollis \| \| \| \| \| \| Spinosaurus aegyptiacus \| \| \| \| |
|              | \| \| Gara Samani taxon \| \| \| \| \| \| Sigilmassasaurus brevicollis \| \| \| \| \| \| Spinosaurus aegyptiacus \| \| \| \| |
|              | Gara Samani taxon |
|              | |
|              | Sigilmassasaurus brevicollis                                                                                                 |
|              | |
|              | Spinosaurus aegyptiacus |
|              | |

|  | Gara Samani taxon            |
|  |                              |
|  | Sigilmassasaurus brevicollis |
|  |                              |
|  | Spinosaurus aegyptiacus      |
|  |                              |

|              | Irritator challengeri |
|              | |
|              | Oxalaia quilombensis |
|              | |
| Spinosaurini | \| \| Gara Samani taxon \| \| \| \| \| \| Sigilmassasaurus brevicollis \| \| \| \| \| \| Spinosaurus aegyptiacus \| \| \| \| |
|              | \| \| Gara Samani taxon \| \| \| \| \| \| Sigilmassasaurus brevicollis \| \| \| \| \| \| Spinosaurus aegyptiacus \| \| \| \| |
|              | Gara Samani taxon |
|              | |
|              | Sigilmassasaurus brevicollis                                                                                                 |
|              | |
|              | Spinosaurus aegyptiacus |
|              | |

|  | Gara Samani taxon            |
|  |                              |
|  | Sigilmassasaurus brevicollis |
|  |                              |
|  | Spinosaurus aegyptiacus      |
|  |                              |

|              | Irritator challengeri |
|              | |
|              | Oxalaia quilombensis |
|              | |
| Spinosaurini | \| \| Gara Samani taxon \| \| \| \| \| \| Sigilmassasaurus brevicollis \| \| \| \| \| \| Spinosaurus aegyptiacus \| \| \| \| |
|              | \| \| Gara Samani taxon \| \| \| \| \| \| Sigilmassasaurus brevicollis \| \| \| \| \| \| Spinosaurus aegyptiacus \| \| \| \| |
|              | Gara Samani taxon |
|              | |
|              | Sigilmassasaurus brevicollis                                                                                                 |
|              | |
|              | Spinosaurus aegyptiacus |
|              | |

|  | Gara Samani taxon            |
|  |                              |
|  | Sigilmassasaurus brevicollis |
|  |                              |
|  | Spinosaurus aegyptiacus      |
|  |                              |

|              | Irritator challengeri |
|              | |
|              | Oxalaia quilombensis |
|              | |
| Spinosaurini | \| \| Gara Samani taxon \| \| \| \| \| \| Sigilmassasaurus brevicollis \| \| \| \| \| \| Spinosaurus aegyptiacus \| \| \| \| |
|              | \| \| Gara Samani taxon \| \| \| \| \| \| Sigilmassasaurus brevicollis \| \| \| \| \| \| Spinosaurus aegyptiacus \| \| \| \| |
|              | Gara Samani taxon |
|              | |
|              | Sigilmassasaurus brevicollis                                                                                                 |
|              | |
|              | Spinosaurus aegyptiacus |
|              | |

|  | Gara Samani taxon            |
|  |                              |
|  | Sigilmassasaurus brevicollis |
|  |                              |
|  | Spinosaurus aegyptiacus      |
|  |                              |

|              | Irritator challengeri |
|              | |
|              | Oxalaia quilombensis |
|              | |
| Spinosaurini | \| \| Gara Samani taxon \| \| \| \| \| \| Sigilmassasaurus brevicollis \| \| \| \| \| \| Spinosaurus aegyptiacus \| \| \| \| |
|              | \| \| Gara Samani taxon \| \| \| \| \| \| Sigilmassasaurus brevicollis \| \| \| \| \| \| Spinosaurus aegyptiacus \| \| \| \| |
|              | Gara Samani taxon |
|              | |
|              | Sigilmassasaurus brevicollis                                                                                                 |
|              | |
|              | Spinosaurus aegyptiacus |
|              | |

|  | Gara Samani taxon            |
|  |                              |
|  | Sigilmassasaurus brevicollis |
|  |                              |
|  | Spinosaurus aegyptiacus      |
|  |                              |

|              | Irritator challengeri |
|              | |
|              | Oxalaia quilombensis |
|              | |
| Spinosaurini | \| \| Gara Samani taxon \| \| \| \| \| \| Sigilmassasaurus brevicollis \| \| \| \| \| \| Spinosaurus aegyptiacus \| \| \| \| |
|              | \| \| Gara Samani taxon \| \| \| \| \| \| Sigilmassasaurus brevicollis \| \| \| \| \| \| Spinosaurus aegyptiacus \| \| \| \| |
|              | Gara Samani taxon |
|              | |
|              | Sigilmassasaurus brevicollis                                                                                                 |
|              | |
|              | Spinosaurus aegyptiacus |
|              | |

|  | Gara Samani taxon            |
|  |                              |
|  | Sigilmassasaurus brevicollis |
|  |                              |
|  | Spinosaurus aegyptiacus      |
|  |                              |

En 2021, Chris Barker, Hone, Darren Naish, Andrea Cau, Lockwood, Foster, Clarkin, Schneider et Gostling ont décrit deux nouvelles espèces de spinosauridés, Ceratosuchops inferodios et Riparovenator milnerae. Dans l'article, ils ont effectué une analyse phylogénétique incorporant une gamme générale de théropodes, mais se concentrant principalement sur les Spinosauridae. Les résultats de l'analyse apparaissent ci-dessous :
|  | ML1190 (cf. Baryonyx sp.) (=Iberospinus) |
|  |                                          |
|  | Baryonyx                                 |
|  |                                          |

|  | Suchomimus                                                      |
|  |                                                                 |
|  | \| \| Riparovenator \| \| \| \| \| \| Ceratosuchops \| \| \| \| |
|  |                                                                 |
|  | Riparovenator                                                   |
|  |                                                                 |
|  | Ceratosuchops                                                   |
|  |                                                                 |

|  | Riparovenator |
|  |               |
|  | Ceratosuchops |
|  |               |

|  | ML1190 (cf. Baryonyx sp.) (=Iberospinus) |
|  |                                          |
|  | Baryonyx                                 |
|  |                                          |

|  | Suchomimus                                                      |
|  |                                                                 |
|  | \| \| Riparovenator \| \| \| \| \| \| Ceratosuchops \| \| \| \| |
|  |                                                                 |
|  | Riparovenator                                                   |
|  |                                                                 |
|  | Ceratosuchops                                                   |
|  |                                                                 |

|  | Riparovenator |
|  |               |
|  | Ceratosuchops |
|  |               |

|  | MSNM V4047                                                             |
|  |                                                                        |
|  | \| \| FSAC-KK 11888 \| \| \| \| \| \| Spinosaurus holotype \| \| \| \| |
|  |                                                                        |
|  | FSAC-KK 11888                                                          |
|  |                                                                        |
|  | Spinosaurus holotype                                                   |
|  |                                                                        |

|  | FSAC-KK 11888        |
|  |                      |
|  | Spinosaurus holotype |
|  |                      |

|  | MSNM V4047                                                             |
|  |                                                                        |
|  | \| \| FSAC-KK 11888 \| \| \| \| \| \| Spinosaurus holotype \| \| \| \| |
|  |                                                                        |
|  | FSAC-KK 11888                                                          |
|  |                                                                        |
|  | Spinosaurus holotype                                                   |
|  |                                                                        |

|  | FSAC-KK 11888        |
|  |                      |
|  | Spinosaurus holotype |
|  |                      |

|  | MSNM V4047                                                             |
|  |                                                                        |
|  | \| \| FSAC-KK 11888 \| \| \| \| \| \| Spinosaurus holotype \| \| \| \| |
|  |                                                                        |
|  | FSAC-KK 11888                                                          |
|  |                                                                        |
|  | Spinosaurus holotype                                                   |
|  |                                                                        |

|  | FSAC-KK 11888        |
|  |                      |
|  | Spinosaurus holotype |
|  |                      |

|  | MSNM V4047                                                             |
|  |                                                                        |
|  | \| \| FSAC-KK 11888 \| \| \| \| \| \| Spinosaurus holotype \| \| \| \| |
|  |                                                                        |
|  | FSAC-KK 11888                                                          |
|  |                                                                        |
|  | Spinosaurus holotype                                                   |
|  |                                                                        |

|  | FSAC-KK 11888        |
|  |                      |
|  | Spinosaurus holotype |
|  |                      |

|  | MSNM V4047                                                             |
|  |                                                                        |
|  | \| \| FSAC-KK 11888 \| \| \| \| \| \| Spinosaurus holotype \| \| \| \| |
|  |                                                                        |
|  | FSAC-KK 11888                                                          |
|  |                                                                        |
|  | Spinosaurus holotype                                                   |
|  |                                                                        |

|  | FSAC-KK 11888        |
|  |                      |
|  | Spinosaurus holotype |
|  |                      |

|  | MSNM V4047                                                             |
|  |                                                                        |
|  | \| \| FSAC-KK 11888 \| \| \| \| \| \| Spinosaurus holotype \| \| \| \| |
|  |                                                                        |
|  | FSAC-KK 11888                                                          |
|  |                                                                        |
|  | Spinosaurus holotype                                                   |
|  |                                                                        |

|  | FSAC-KK 11888        |
|  |                      |
|  | Spinosaurus holotype |
|  |                      |

|  | MSNM V4047                                                             |
|  |                                                                        |
|  | \| \| FSAC-KK 11888 \| \| \| \| \| \| Spinosaurus holotype \| \| \| \| |
|  |                                                                        |
|  | FSAC-KK 11888                                                          |
|  |                                                                        |
|  | Spinosaurus holotype                                                   |
|  |                                                                        |

|  | FSAC-KK 11888        |
|  |                      |
|  | Spinosaurus holotype |
|  |                      |

|  | MSNM V4047                                                             |
|  |                                                                        |
|  | \| \| FSAC-KK 11888 \| \| \| \| \| \| Spinosaurus holotype \| \| \| \| |
|  |                                                                        |
|  | FSAC-KK 11888                                                          |
|  |                                                                        |
|  | Spinosaurus holotype                                                   |
|  |                                                                        |

|  | FSAC-KK 11888        |
|  |                      |
|  | Spinosaurus holotype |
|  |                      |

|  | MSNM V4047                                                             |
|  |                                                                        |
|  | \| \| FSAC-KK 11888 \| \| \| \| \| \| Spinosaurus holotype \| \| \| \| |
|  |                                                                        |
|  | FSAC-KK 11888                                                          |
|  |                                                                        |
|  | Spinosaurus holotype                                                   |
|  |                                                                        |

|  | FSAC-KK 11888        |
|  |                      |
|  | Spinosaurus holotype |
|  |                      |

|  | MSNM V4047                                                             |
|  |                                                                        |
|  | \| \| FSAC-KK 11888 \| \| \| \| \| \| Spinosaurus holotype \| \| \| \| |
|  |                                                                        |
|  | FSAC-KK 11888                                                          |
|  |                                                                        |
|  | Spinosaurus holotype                                                   |
|  |                                                                        |

|  | FSAC-KK 11888        |
|  |                      |
|  | Spinosaurus holotype |
|  |                      |

|  | MSNM V4047                                                             |
|  |                                                                        |
|  | \| \| FSAC-KK 11888 \| \| \| \| \| \| Spinosaurus holotype \| \| \| \| |
|  |                                                                        |
|  | FSAC-KK 11888                                                          |
|  |                                                                        |
|  | Spinosaurus holotype                                                   |
|  |                                                                        |

|  | FSAC-KK 11888        |
|  |                      |
|  | Spinosaurus holotype |
|  |                      |

|  | MSNM V4047                                                             |
|  |                                                                        |
|  | \| \| FSAC-KK 11888 \| \| \| \| \| \| Spinosaurus holotype \| \| \| \| |
|  |                                                                        |
|  | FSAC-KK 11888                                                          |
|  |                                                                        |
|  | Spinosaurus holotype                                                   |
|  |                                                                        |

|  | FSAC-KK 11888        |
|  |                      |
|  | Spinosaurus holotype |
|  |                      |

|  | MSNM V4047                                                             |
|  |                                                                        |
|  | \| \| FSAC-KK 11888 \| \| \| \| \| \| Spinosaurus holotype \| \| \| \| |
|  |                                                                        |
|  | FSAC-KK 11888                                                          |
|  |                                                                        |
|  | Spinosaurus holotype                                                   |
|  |                                                                        |

|  | FSAC-KK 11888        |
|  |                      |
|  | Spinosaurus holotype |
|  |                      |

|  | MSNM V4047                                                             |
|  |                                                                        |
|  | \| \| FSAC-KK 11888 \| \| \| \| \| \| Spinosaurus holotype \| \| \| \| |
|  |                                                                        |
|  | FSAC-KK 11888                                                          |
|  |                                                                        |
|  | Spinosaurus holotype                                                   |
|  |                                                                        |

|  | FSAC-KK 11888        |
|  |                      |
|  | Spinosaurus holotype |
|  |                      |

|  | MSNM V4047                                                             |
|  |                                                                        |
|  | \| \| FSAC-KK 11888 \| \| \| \| \| \| Spinosaurus holotype \| \| \| \| |
|  |                                                                        |
|  | FSAC-KK 11888                                                          |
|  |                                                                        |
|  | Spinosaurus holotype                                                   |
|  |                                                                        |

|  | FSAC-KK 11888        |
|  |                      |
|  | Spinosaurus holotype |
|  |                      |

|  | MSNM V4047                                                             |
|  |                                                                        |
|  | \| \| FSAC-KK 11888 \| \| \| \| \| \| Spinosaurus holotype \| \| \| \| |
|  |                                                                        |
|  | FSAC-KK 11888                                                          |
|  |                                                                        |
|  | Spinosaurus holotype                                                   |
|  |                                                                        |

|  | FSAC-KK 11888        |
|  |                      |
|  | Spinosaurus holotype |
|  |                      |

|  | MSNM V4047                                                             |
|  |                                                                        |
|  | \| \| FSAC-KK 11888 \| \| \| \| \| \| Spinosaurus holotype \| \| \| \| |
|  |                                                                        |
|  | FSAC-KK 11888                                                          |
|  |                                                                        |
|  | Spinosaurus holotype                                                   |
|  |                                                                        |

|  | FSAC-KK 11888        |
|  |                      |
|  | Spinosaurus holotype |
|  |                      |

|  | MSNM V4047                                                             |
|  |                                                                        |
|  | \| \| FSAC-KK 11888 \| \| \| \| \| \| Spinosaurus holotype \| \| \| \| |
|  |                                                                        |
|  | FSAC-KK 11888                                                          |
|  |                                                                        |
|  | Spinosaurus holotype                                                   |
|  |                                                                        |

|  | FSAC-KK 11888        |
|  |                      |
|  | Spinosaurus holotype |
|  |                      |

|  | MSNM V4047                                                             |
|  |                                                                        |
|  | \| \| FSAC-KK 11888 \| \| \| \| \| \| Spinosaurus holotype \| \| \| \| |
|  |                                                                        |
|  | FSAC-KK 11888                                                          |
|  |                                                                        |
|  | Spinosaurus holotype                                                   |
|  |                                                                        |

|  | FSAC-KK 11888        |
|  |                      |
|  | Spinosaurus holotype |
|  |                      |

|  | MSNM V4047                                                             |
|  |                                                                        |
|  | \| \| FSAC-KK 11888 \| \| \| \| \| \| Spinosaurus holotype \| \| \| \| |
|  |                                                                        |
|  | FSAC-KK 11888                                                          |
|  |                                                                        |
|  | Spinosaurus holotype                                                   |
|  |                                                                        |

|  | FSAC-KK 11888        |
|  |                      |
|  | Spinosaurus holotype |
|  |                      |

|  | MSNM V4047                                                             |
|  |                                                                        |
|  | \| \| FSAC-KK 11888 \| \| \| \| \| \| Spinosaurus holotype \| \| \| \| |
|  |                                                                        |
|  | FSAC-KK 11888                                                          |
|  |                                                                        |
|  | Spinosaurus holotype                                                   |
|  |                                                                        |

|  | FSAC-KK 11888        |
|  |                      |
|  | Spinosaurus holotype |
|  |                      |

|  | MSNM V4047                                                             |
|  |                                                                        |
|  | \| \| FSAC-KK 11888 \| \| \| \| \| \| Spinosaurus holotype \| \| \| \| |
|  |                                                                        |
|  | FSAC-KK 11888                                                          |
|  |                                                                        |
|  | Spinosaurus holotype                                                   |
|  |                                                                        |

|  | FSAC-KK 11888        |
|  |                      |
|  | Spinosaurus holotype |
|  |                      |

|  | MSNM V4047                                                             |
|  |                                                                        |
|  | \| \| FSAC-KK 11888 \| \| \| \| \| \| Spinosaurus holotype \| \| \| \| |
|  |                                                                        |
|  | FSAC-KK 11888                                                          |
|  |                                                                        |
|  | Spinosaurus holotype                                                   |
|  |                                                                        |

|  | FSAC-KK 11888        |
|  |                      |
|  | Spinosaurus holotype |
|  |                      |

|  | MSNM V4047                                                             |
|  |                                                                        |
|  | \| \| FSAC-KK 11888 \| \| \| \| \| \| Spinosaurus holotype \| \| \| \| |
|  |                                                                        |
|  | FSAC-KK 11888                                                          |
|  |                                                                        |
|  | Spinosaurus holotype                                                   |
|  |                                                                        |

|  | FSAC-KK 11888        |
|  |                      |
|  | Spinosaurus holotype |
|  |                      |

|  | MSNM V4047                                                             |
|  |                                                                        |
|  | \| \| FSAC-KK 11888 \| \| \| \| \| \| Spinosaurus holotype \| \| \| \| |
|  |                                                                        |
|  | FSAC-KK 11888                                                          |
|  |                                                                        |
|  | Spinosaurus holotype                                                   |
|  |                                                                        |

|  | FSAC-KK 11888        |
|  |                      |
|  | Spinosaurus holotype |
|  |                      |

|  | MSNM V4047                                                             |
|  |                                                                        |
|  | \| \| FSAC-KK 11888 \| \| \| \| \| \| Spinosaurus holotype \| \| \| \| |
|  |                                                                        |
|  | FSAC-KK 11888                                                          |
|  |                                                                        |
|  | Spinosaurus holotype                                                   |
|  |                                                                        |

|  | FSAC-KK 11888        |
|  |                      |
|  | Spinosaurus holotype |
|  |                      |

|  | MSNM V4047                                                             |
|  |                                                                        |
|  | \| \| FSAC-KK 11888 \| \| \| \| \| \| Spinosaurus holotype \| \| \| \| |
|  |                                                                        |
|  | FSAC-KK 11888                                                          |
|  |                                                                        |
|  | Spinosaurus holotype                                                   |
|  |                                                                        |

|  | FSAC-KK 11888        |
|  |                      |
|  | Spinosaurus holotype |
|  |                      |

|  | MSNM V4047                                                             |
|  |                                                                        |
|  | \| \| FSAC-KK 11888 \| \| \| \| \| \| Spinosaurus holotype \| \| \| \| |
|  |                                                                        |
|  | FSAC-KK 11888                                                          |
|  |                                                                        |
|  | Spinosaurus holotype                                                   |
|  |                                                                        |

|  | FSAC-KK 11888        |
|  |                      |
|  | Spinosaurus holotype |
|  |                      |

|  | MSNM V4047                                                             |
|  |                                                                        |
|  | \| \| FSAC-KK 11888 \| \| \| \| \| \| Spinosaurus holotype \| \| \| \| |
|  |                                                                        |
|  | FSAC-KK 11888                                                          |
|  |                                                                        |
|  | Spinosaurus holotype                                                   |
|  |                                                                        |

|  | FSAC-KK 11888        |
|  |                      |
|  | Spinosaurus holotype |
|  |                      |

|  | MSNM V4047                                                             |
|  |                                                                        |
|  | \| \| FSAC-KK 11888 \| \| \| \| \| \| Spinosaurus holotype \| \| \| \| |
|  |                                                                        |
|  | FSAC-KK 11888                                                          |
|  |                                                                        |
|  | Spinosaurus holotype                                                   |
|  |                                                                        |

|  | FSAC-KK 11888        |
|  |                      |
|  | Spinosaurus holotype |
|  |                      |

|  | MSNM V4047                                                             |
|  |                                                                        |
|  | \| \| FSAC-KK 11888 \| \| \| \| \| \| Spinosaurus holotype \| \| \| \| |
|  |                                                                        |
|  | FSAC-KK 11888                                                          |
|  |                                                                        |
|  | Spinosaurus holotype                                                   |
|  |                                                                        |

|  | FSAC-KK 11888        |
|  |                      |
|  | Spinosaurus holotype |
|  |                      |

|  | MSNM V4047                                                             |
|  |                                                                        |
|  | \| \| FSAC-KK 11888 \| \| \| \| \| \| Spinosaurus holotype \| \| \| \| |
|  |                                                                        |
|  | FSAC-KK 11888                                                          |
|  |                                                                        |
|  | Spinosaurus holotype                                                   |
|  |                                                                        |

|  | FSAC-KK 11888        |
|  |                      |
|  | Spinosaurus holotype |
|  |                      |

|  | ML1190 (cf. Baryonyx sp.) (=Iberospinus) |
|  |                                          |
|  | Baryonyx                                 |
|  |                                          |

|  | Suchomimus                                                      |
|  |                                                                 |
|  | \| \| Riparovenator \| \| \| \| \| \| Ceratosuchops \| \| \| \| |
|  |                                                                 |
|  | Riparovenator                                                   |
|  |                                                                 |
|  | Ceratosuchops                                                   |
|  |                                                                 |

|  | Riparovenator |
|  |               |
|  | Ceratosuchops |
|  |               |

|  | ML1190 (cf. Baryonyx sp.) (=Iberospinus) |
|  |                                          |
|  | Baryonyx                                 |
|  |                                          |

|  | Suchomimus                                                      |
|  |                                                                 |
|  | \| \| Riparovenator \| \| \| \| \| \| Ceratosuchops \| \| \| \| |
|  |                                                                 |
|  | Riparovenator                                                   |
|  |                                                                 |
|  | Ceratosuchops                                                   |
|  |                                                                 |

|  | Riparovenator |
|  |               |
|  | Ceratosuchops |
|  |               |

|  | MSNM V4047                                                             |
|  |                                                                        |
|  | \| \| FSAC-KK 11888 \| \| \| \| \| \| Spinosaurus holotype \| \| \| \| |
|  |                                                                        |
|  | FSAC-KK 11888                                                          |
|  |                                                                        |
|  | Spinosaurus holotype                                                   |
|  |                                                                        |

|  | FSAC-KK 11888        |
|  |                      |
|  | Spinosaurus holotype |
|  |                      |

|  | MSNM V4047                                                             |
|  |                                                                        |
|  | \| \| FSAC-KK 11888 \| \| \| \| \| \| Spinosaurus holotype \| \| \| \| |
|  |                                                                        |
|  | FSAC-KK 11888                                                          |
|  |                                                                        |
|  | Spinosaurus holotype                                                   |
|  |                                                                        |

|  | FSAC-KK 11888        |
|  |                      |
|  | Spinosaurus holotype |
|  |                      |

|  | MSNM V4047                                                             |
|  |                                                                        |
|  | \| \| FSAC-KK 11888 \| \| \| \| \| \| Spinosaurus holotype \| \| \| \| |
|  |                                                                        |
|  | FSAC-KK 11888                                                          |
|  |                                                                        |
|  | Spinosaurus holotype                                                   |
|  |                                                                        |

|  | FSAC-KK 11888        |
|  |                      |
|  | Spinosaurus holotype |
|  |                      |

|  | MSNM V4047                                                             |
|  |                                                                        |
|  | \| \| FSAC-KK 11888 \| \| \| \| \| \| Spinosaurus holotype \| \| \| \| |
|  |                                                                        |
|  | FSAC-KK 11888                                                          |
|  |                                                                        |
|  | Spinosaurus holotype                                                   |
|  |                                                                        |

|  | FSAC-KK 11888        |
|  |                      |
|  | Spinosaurus holotype |
|  |                      |

|  | MSNM V4047                                                             |
|  |                                                                        |
|  | \| \| FSAC-KK 11888 \| \| \| \| \| \| Spinosaurus holotype \| \| \| \| |
|  |                                                                        |
|  | FSAC-KK 11888                                                          |
|  |                                                                        |
|  | Spinosaurus holotype                                                   |
|  |                                                                        |

|  | FSAC-KK 11888        |
|  |                      |
|  | Spinosaurus holotype |
|  |                      |

|  | MSNM V4047                                                             |
|  |                                                                        |
|  | \| \| FSAC-KK 11888 \| \| \| \| \| \| Spinosaurus holotype \| \| \| \| |
|  |                                                                        |
|  | FSAC-KK 11888                                                          |
|  |                                                                        |
|  | Spinosaurus holotype                                                   |
|  |                                                                        |

|  | FSAC-KK 11888        |
|  |                      |
|  | Spinosaurus holotype |
|  |                      |

|  | MSNM V4047                                                             |
|  |                                                                        |
|  | \| \| FSAC-KK 11888 \| \| \| \| \| \| Spinosaurus holotype \| \| \| \| |
|  |                                                                        |
|  | FSAC-KK 11888                                                          |
|  |                                                                        |
|  | Spinosaurus holotype                                                   |
|  |                                                                        |

|  | FSAC-KK 11888        |
|  |                      |
|  | Spinosaurus holotype |
|  |                      |

|  | MSNM V4047                                                             |
|  |                                                                        |
|  | \| \| FSAC-KK 11888 \| \| \| \| \| \| Spinosaurus holotype \| \| \| \| |
|  |                                                                        |
|  | FSAC-KK 11888                                                          |
|  |                                                                        |
|  | Spinosaurus holotype                                                   |
|  |                                                                        |

|  | FSAC-KK 11888        |
|  |                      |
|  | Spinosaurus holotype |
|  |                      |

|  | MSNM V4047                                                             |
|  |                                                                        |
|  | \| \| FSAC-KK 11888 \| \| \| \| \| \| Spinosaurus holotype \| \| \| \| |
|  |                                                                        |
|  | FSAC-KK 11888                                                          |
|  |                                                                        |
|  | Spinosaurus holotype                                                   |
|  |                                                                        |

|  | FSAC-KK 11888        |
|  |                      |
|  | Spinosaurus holotype |
|  |                      |

|  | MSNM V4047                                                             |
|  |                                                                        |
|  | \| \| FSAC-KK 11888 \| \| \| \| \| \| Spinosaurus holotype \| \| \| \| |
|  |                                                                        |
|  | FSAC-KK 11888                                                          |
|  |                                                                        |
|  | Spinosaurus holotype                                                   |
|  |                                                                        |

|  | FSAC-KK 11888        |
|  |                      |
|  | Spinosaurus holotype |
|  |                      |

|  | MSNM V4047                                                             |
|  |                                                                        |
|  | \| \| FSAC-KK 11888 \| \| \| \| \| \| Spinosaurus holotype \| \| \| \| |
|  |                                                                        |
|  | FSAC-KK 11888                                                          |
|  |                                                                        |
|  | Spinosaurus holotype                                                   |
|  |                                                                        |

|  | FSAC-KK 11888        |
|  |                      |
|  | Spinosaurus holotype |
|  |                      |

|  | MSNM V4047                                                             |
|  |                                                                        |
|  | \| \| FSAC-KK 11888 \| \| \| \| \| \| Spinosaurus holotype \| \| \| \| |
|  |                                                                        |
|  | FSAC-KK 11888                                                          |
|  |                                                                        |
|  | Spinosaurus holotype                                                   |
|  |                                                                        |

|  | FSAC-KK 11888        |
|  |                      |
|  | Spinosaurus holotype |
|  |                      |

|  | MSNM V4047                                                             |
|  |                                                                        |
|  | \| \| FSAC-KK 11888 \| \| \| \| \| \| Spinosaurus holotype \| \| \| \| |
|  |                                                                        |
|  | FSAC-KK 11888                                                          |
|  |                                                                        |
|  | Spinosaurus holotype                                                   |
|  |                                                                        |

|  | FSAC-KK 11888        |
|  |                      |
|  | Spinosaurus holotype |
|  |                      |

|  | MSNM V4047                                                             |
|  |                                                                        |
|  | \| \| FSAC-KK 11888 \| \| \| \| \| \| Spinosaurus holotype \| \| \| \| |
|  |                                                                        |
|  | FSAC-KK 11888                                                          |
|  |                                                                        |
|  | Spinosaurus holotype                                                   |
|  |                                                                        |

|  | FSAC-KK 11888        |
|  |                      |
|  | Spinosaurus holotype |
|  |                      |

|  | MSNM V4047                                                             |
|  |                                                                        |
|  | \| \| FSAC-KK 11888 \| \| \| \| \| \| Spinosaurus holotype \| \| \| \| |
|  |                                                                        |
|  | FSAC-KK 11888                                                          |
|  |                                                                        |
|  | Spinosaurus holotype                                                   |
|  |                                                                        |

|  | FSAC-KK 11888        |
|  |                      |
|  | Spinosaurus holotype |
|  |                      |

|  | MSNM V4047                                                             |
|  |                                                                        |
|  | \| \| FSAC-KK 11888 \| \| \| \| \| \| Spinosaurus holotype \| \| \| \| |
|  |                                                                        |
|  | FSAC-KK 11888                                                          |
|  |                                                                        |
|  | Spinosaurus holotype                                                   |
|  |                                                                        |

|  | FSAC-KK 11888        |
|  |                      |
|  | Spinosaurus holotype |
|  |                      |

|  | MSNM V4047                                                             |
|  |                                                                        |
|  | \| \| FSAC-KK 11888 \| \| \| \| \| \| Spinosaurus holotype \| \| \| \| |
|  |                                                                        |
|  | FSAC-KK 11888                                                          |
|  |                                                                        |
|  | Spinosaurus holotype                                                   |
|  |                                                                        |

|  | FSAC-KK 11888        |
|  |                      |
|  | Spinosaurus holotype |
|  |                      |

|  | MSNM V4047                                                             |
|  |                                                                        |
|  | \| \| FSAC-KK 11888 \| \| \| \| \| \| Spinosaurus holotype \| \| \| \| |
|  |                                                                        |
|  | FSAC-KK 11888                                                          |
|  |                                                                        |
|  | Spinosaurus holotype                                                   |
|  |                                                                        |

|  | FSAC-KK 11888        |
|  |                      |
|  | Spinosaurus holotype |
|  |                      |

|  | MSNM V4047                                                             |
|  |                                                                        |
|  | \| \| FSAC-KK 11888 \| \| \| \| \| \| Spinosaurus holotype \| \| \| \| |
|  |                                                                        |
|  | FSAC-KK 11888                                                          |
|  |                                                                        |
|  | Spinosaurus holotype                                                   |
|  |                                                                        |

|  | FSAC-KK 11888        |
|  |                      |
|  | Spinosaurus holotype |
|  |                      |

|  | MSNM V4047                                                             |
|  |                                                                        |
|  | \| \| FSAC-KK 11888 \| \| \| \| \| \| Spinosaurus holotype \| \| \| \| |
|  |                                                                        |
|  | FSAC-KK 11888                                                          |
|  |                                                                        |
|  | Spinosaurus holotype                                                   |
|  |                                                                        |

|  | FSAC-KK 11888        |
|  |                      |
|  | Spinosaurus holotype |
|  |                      |

|  | MSNM V4047                                                             |
|  |                                                                        |
|  | \| \| FSAC-KK 11888 \| \| \| \| \| \| Spinosaurus holotype \| \| \| \| |
|  |                                                                        |
|  | FSAC-KK 11888                                                          |
|  |                                                                        |
|  | Spinosaurus holotype                                                   |
|  |                                                                        |

|  | FSAC-KK 11888        |
|  |                      |
|  | Spinosaurus holotype |
|  |                      |

|  | MSNM V4047                                                             |
|  |                                                                        |
|  | \| \| FSAC-KK 11888 \| \| \| \| \| \| Spinosaurus holotype \| \| \| \| |
|  |                                                                        |
|  | FSAC-KK 11888                                                          |
|  |                                                                        |
|  | Spinosaurus holotype                                                   |
|  |                                                                        |

|  | FSAC-KK 11888        |
|  |                      |
|  | Spinosaurus holotype |
|  |                      |

|  | MSNM V4047                                                             |
|  |                                                                        |
|  | \| \| FSAC-KK 11888 \| \| \| \| \| \| Spinosaurus holotype \| \| \| \| |
|  |                                                                        |
|  | FSAC-KK 11888                                                          |
|  |                                                                        |
|  | Spinosaurus holotype                                                   |
|  |                                                                        |

|  | FSAC-KK 11888        |
|  |                      |
|  | Spinosaurus holotype |
|  |                      |

|  | MSNM V4047                                                             |
|  |                                                                        |
|  | \| \| FSAC-KK 11888 \| \| \| \| \| \| Spinosaurus holotype \| \| \| \| |
|  |                                                                        |
|  | FSAC-KK 11888                                                          |
|  |                                                                        |
|  | Spinosaurus holotype                                                   |
|  |                                                                        |

|  | FSAC-KK 11888        |
|  |                      |
|  | Spinosaurus holotype |
|  |                      |

|  | MSNM V4047                                                             |
|  |                                                                        |
|  | \| \| FSAC-KK 11888 \| \| \| \| \| \| Spinosaurus holotype \| \| \| \| |
|  |                                                                        |
|  | FSAC-KK 11888                                                          |
|  |                                                                        |
|  | Spinosaurus holotype                                                   |
|  |                                                                        |

|  | FSAC-KK 11888        |
|  |                      |
|  | Spinosaurus holotype |
|  |                      |

|  | MSNM V4047                                                             |
|  |                                                                        |
|  | \| \| FSAC-KK 11888 \| \| \| \| \| \| Spinosaurus holotype \| \| \| \| |
|  |                                                                        |
|  | FSAC-KK 11888                                                          |
|  |                                                                        |
|  | Spinosaurus holotype                                                   |
|  |                                                                        |

|  | FSAC-KK 11888        |
|  |                      |
|  | Spinosaurus holotype |
|  |                      |

|  | MSNM V4047                                                             |
|  |                                                                        |
|  | \| \| FSAC-KK 11888 \| \| \| \| \| \| Spinosaurus holotype \| \| \| \| |
|  |                                                                        |
|  | FSAC-KK 11888                                                          |
|  |                                                                        |
|  | Spinosaurus holotype                                                   |
|  |                                                                        |

|  | FSAC-KK 11888        |
|  |                      |
|  | Spinosaurus holotype |
|  |                      |

|  | MSNM V4047                                                             |
|  |                                                                        |
|  | \| \| FSAC-KK 11888 \| \| \| \| \| \| Spinosaurus holotype \| \| \| \| |
|  |                                                                        |
|  | FSAC-KK 11888                                                          |
|  |                                                                        |
|  | Spinosaurus holotype                                                   |
|  |                                                                        |

|  | FSAC-KK 11888        |
|  |                      |
|  | Spinosaurus holotype |
|  |                      |

|  | MSNM V4047                                                             |
|  |                                                                        |
|  | \| \| FSAC-KK 11888 \| \| \| \| \| \| Spinosaurus holotype \| \| \| \| |
|  |                                                                        |
|  | FSAC-KK 11888                                                          |
|  |                                                                        |
|  | Spinosaurus holotype                                                   |
|  |                                                                        |

|  | FSAC-KK 11888        |
|  |                      |
|  | Spinosaurus holotype |
|  |                      |

|  | MSNM V4047                                                             |
|  |                                                                        |
|  | \| \| FSAC-KK 11888 \| \| \| \| \| \| Spinosaurus holotype \| \| \| \| |
|  |                                                                        |
|  | FSAC-KK 11888                                                          |
|  |                                                                        |
|  | Spinosaurus holotype                                                   |
|  |                                                                        |

|  | FSAC-KK 11888        |
|  |                      |
|  | Spinosaurus holotype |
|  |                      |

|  | MSNM V4047                                                             |
|  |                                                                        |
|  | \| \| FSAC-KK 11888 \| \| \| \| \| \| Spinosaurus holotype \| \| \| \| |
|  |                                                                        |
|  | FSAC-KK 11888                                                          |
|  |                                                                        |
|  | Spinosaurus holotype                                                   |
|  |                                                                        |

|  | FSAC-KK 11888        |
|  |                      |
|  | Spinosaurus holotype |
|  |                      |

|  | MSNM V4047                                                             |
|  |                                                                        |
|  | \| \| FSAC-KK 11888 \| \| \| \| \| \| Spinosaurus holotype \| \| \| \| |
|  |                                                                        |
|  | FSAC-KK 11888                                                          |
|  |                                                                        |
|  | Spinosaurus holotype                                                   |
|  |                                                                        |

|  | FSAC-KK 11888        |
|  |                      |
|  | Spinosaurus holotype |
|  |                      |

|  | ML1190 (cf. Baryonyx sp.) (=Iberospinus) |
|  |                                          |
|  | Baryonyx                                 |
|  |                                          |

|  | Suchomimus                                                      |
|  |                                                                 |
|  | \| \| Riparovenator \| \| \| \| \| \| Ceratosuchops \| \| \| \| |
|  |                                                                 |
|  | Riparovenator                                                   |
|  |                                                                 |
|  | Ceratosuchops                                                   |
|  |                                                                 |

|  | Riparovenator |
|  |               |
|  | Ceratosuchops |
|  |               |

|  | ML1190 (cf. Baryonyx sp.) (=Iberospinus) |
|  |                                          |
|  | Baryonyx                                 |
|  |                                          |

|  | Suchomimus                                                      |
|  |                                                                 |
|  | \| \| Riparovenator \| \| \| \| \| \| Ceratosuchops \| \| \| \| |
|  |                                                                 |
|  | Riparovenator                                                   |
|  |                                                                 |
|  | Ceratosuchops                                                   |
|  |                                                                 |

|  | Riparovenator |
|  |               |
|  | Ceratosuchops |
|  |               |

|  | MSNM V4047                                                             |
|  |                                                                        |
|  | \| \| FSAC-KK 11888 \| \| \| \| \| \| Spinosaurus holotype \| \| \| \| |
|  |                                                                        |
|  | FSAC-KK 11888                                                          |
|  |                                                                        |
|  | Spinosaurus holotype                                                   |
|  |                                                                        |

|  | FSAC-KK 11888        |
|  |                      |
|  | Spinosaurus holotype |
|  |                      |

|  | MSNM V4047                                                             |
|  |                                                                        |
|  | \| \| FSAC-KK 11888 \| \| \| \| \| \| Spinosaurus holotype \| \| \| \| |
|  |                                                                        |
|  | FSAC-KK 11888                                                          |
|  |                                                                        |
|  | Spinosaurus holotype                                                   |
|  |                                                                        |

|  | FSAC-KK 11888        |
|  |                      |
|  | Spinosaurus holotype |
|  |                      |

|  | MSNM V4047                                                             |
|  |                                                                        |
|  | \| \| FSAC-KK 11888 \| \| \| \| \| \| Spinosaurus holotype \| \| \| \| |
|  |                                                                        |
|  | FSAC-KK 11888                                                          |
|  |                                                                        |
|  | Spinosaurus holotype                                                   |
|  |                                                                        |

|  | FSAC-KK 11888        |
|  |                      |
|  | Spinosaurus holotype |
|  |                      |

|  | MSNM V4047                                                             |
|  |                                                                        |
|  | \| \| FSAC-KK 11888 \| \| \| \| \| \| Spinosaurus holotype \| \| \| \| |
|  |                                                                        |
|  | FSAC-KK 11888                                                          |
|  |                                                                        |
|  | Spinosaurus holotype                                                   |
|  |                                                                        |

|  | FSAC-KK 11888        |
|  |                      |
|  | Spinosaurus holotype |
|  |                      |

|  | MSNM V4047                                                             |
|  |                                                                        |
|  | \| \| FSAC-KK 11888 \| \| \| \| \| \| Spinosaurus holotype \| \| \| \| |
|  |                                                                        |
|  | FSAC-KK 11888                                                          |
|  |                                                                        |
|  | Spinosaurus holotype                                                   |
|  |                                                                        |

|  | FSAC-KK 11888        |
|  |                      |
|  | Spinosaurus holotype |
|  |                      |

|  | MSNM V4047                                                             |
|  |                                                                        |
|  | \| \| FSAC-KK 11888 \| \| \| \| \| \| Spinosaurus holotype \| \| \| \| |
|  |                                                                        |
|  | FSAC-KK 11888                                                          |
|  |                                                                        |
|  | Spinosaurus holotype                                                   |
|  |                                                                        |

|  | FSAC-KK 11888        |
|  |                      |
|  | Spinosaurus holotype |
|  |                      |

|  | MSNM V4047                                                             |
|  |                                                                        |
|  | \| \| FSAC-KK 11888 \| \| \| \| \| \| Spinosaurus holotype \| \| \| \| |
|  |                                                                        |
|  | FSAC-KK 11888                                                          |
|  |                                                                        |
|  | Spinosaurus holotype                                                   |
|  |                                                                        |

|  | FSAC-KK 11888        |
|  |                      |
|  | Spinosaurus holotype |
|  |                      |

|  | MSNM V4047                                                             |
|  |                                                                        |
|  | \| \| FSAC-KK 11888 \| \| \| \| \| \| Spinosaurus holotype \| \| \| \| |
|  |                                                                        |
|  | FSAC-KK 11888                                                          |
|  |                                                                        |
|  | Spinosaurus holotype                                                   |
|  |                                                                        |

|  | FSAC-KK 11888        |
|  |                      |
|  | Spinosaurus holotype |
|  |                      |

|  | MSNM V4047                                                             |
|  |                                                                        |
|  | \| \| FSAC-KK 11888 \| \| \| \| \| \| Spinosaurus holotype \| \| \| \| |
|  |                                                                        |
|  | FSAC-KK 11888                                                          |
|  |                                                                        |
|  | Spinosaurus holotype                                                   |
|  |                                                                        |

|  | FSAC-KK 11888        |
|  |                      |
|  | Spinosaurus holotype |
|  |                      |

|  | MSNM V4047                                                             |
|  |                                                                        |
|  | \| \| FSAC-KK 11888 \| \| \| \| \| \| Spinosaurus holotype \| \| \| \| |
|  |                                                                        |
|  | FSAC-KK 11888                                                          |
|  |                                                                        |
|  | Spinosaurus holotype                                                   |
|  |                                                                        |

|  | FSAC-KK 11888        |
|  |                      |
|  | Spinosaurus holotype |
|  |                      |

|  | MSNM V4047                                                             |
|  |                                                                        |
|  | \| \| FSAC-KK 11888 \| \| \| \| \| \| Spinosaurus holotype \| \| \| \| |
|  |                                                                        |
|  | FSAC-KK 11888                                                          |
|  |                                                                        |
|  | Spinosaurus holotype                                                   |
|  |                                                                        |

|  | FSAC-KK 11888        |
|  |                      |
|  | Spinosaurus holotype |
|  |                      |

|  | MSNM V4047                                                             |
|  |                                                                        |
|  | \| \| FSAC-KK 11888 \| \| \| \| \| \| Spinosaurus holotype \| \| \| \| |
|  |                                                                        |
|  | FSAC-KK 11888                                                          |
|  |                                                                        |
|  | Spinosaurus holotype                                                   |
|  |                                                                        |

|  | FSAC-KK 11888        |
|  |                      |
|  | Spinosaurus holotype |
|  |                      |

|  | MSNM V4047                                                             |
|  |                                                                        |
|  | \| \| FSAC-KK 11888 \| \| \| \| \| \| Spinosaurus holotype \| \| \| \| |
|  |                                                                        |
|  | FSAC-KK 11888                                                          |
|  |                                                                        |
|  | Spinosaurus holotype                                                   |
|  |                                                                        |

|  | FSAC-KK 11888        |
|  |                      |
|  | Spinosaurus holotype |
|  |                      |

|  | MSNM V4047                                                             |
|  |                                                                        |
|  | \| \| FSAC-KK 11888 \| \| \| \| \| \| Spinosaurus holotype \| \| \| \| |
|  |                                                                        |
|  | FSAC-KK 11888                                                          |
|  |                                                                        |
|  | Spinosaurus holotype                                                   |
|  |                                                                        |

|  | FSAC-KK 11888        |
|  |                      |
|  | Spinosaurus holotype |
|  |                      |

|  | MSNM V4047                                                             |
|  |                                                                        |
|  | \| \| FSAC-KK 11888 \| \| \| \| \| \| Spinosaurus holotype \| \| \| \| |
|  |                                                                        |
|  | FSAC-KK 11888                                                          |
|  |                                                                        |
|  | Spinosaurus holotype                                                   |
|  |                                                                        |

|  | FSAC-KK 11888        |
|  |                      |
|  | Spinosaurus holotype |
|  |                      |

|  | MSNM V4047                                                             |
|  |                                                                        |
|  | \| \| FSAC-KK 11888 \| \| \| \| \| \| Spinosaurus holotype \| \| \| \| |
|  |                                                                        |
|  | FSAC-KK 11888                                                          |
|  |                                                                        |
|  | Spinosaurus holotype                                                   |
|  |                                                                        |

|  | FSAC-KK 11888        |
|  |                      |
|  | Spinosaurus holotype |
|  |                      |

|  | MSNM V4047                                                             |
|  |                                                                        |
|  | \| \| FSAC-KK 11888 \| \| \| \| \| \| Spinosaurus holotype \| \| \| \| |
|  |                                                                        |
|  | FSAC-KK 11888                                                          |
|  |                                                                        |
|  | Spinosaurus holotype                                                   |
|  |                                                                        |

|  | FSAC-KK 11888        |
|  |                      |
|  | Spinosaurus holotype |
|  |                      |

|  | MSNM V4047                                                             |
|  |                                                                        |
|  | \| \| FSAC-KK 11888 \| \| \| \| \| \| Spinosaurus holotype \| \| \| \| |
|  |                                                                        |
|  | FSAC-KK 11888                                                          |
|  |                                                                        |
|  | Spinosaurus holotype                                                   |
|  |                                                                        |

|  | FSAC-KK 11888        |
|  |                      |
|  | Spinosaurus holotype |
|  |                      |

|  | MSNM V4047                                                             |
|  |                                                                        |
|  | \| \| FSAC-KK 11888 \| \| \| \| \| \| Spinosaurus holotype \| \| \| \| |
|  |                                                                        |
|  | FSAC-KK 11888                                                          |
|  |                                                                        |
|  | Spinosaurus holotype                                                   |
|  |                                                                        |

|  | FSAC-KK 11888        |
|  |                      |
|  | Spinosaurus holotype |
|  |                      |

|  | MSNM V4047                                                             |
|  |                                                                        |
|  | \| \| FSAC-KK 11888 \| \| \| \| \| \| Spinosaurus holotype \| \| \| \| |
|  |                                                                        |
|  | FSAC-KK 11888                                                          |
|  |                                                                        |
|  | Spinosaurus holotype                                                   |
|  |                                                                        |

|  | FSAC-KK 11888        |
|  |                      |
|  | Spinosaurus holotype |
|  |                      |

|  | MSNM V4047                                                             |
|  |                                                                        |
|  | \| \| FSAC-KK 11888 \| \| \| \| \| \| Spinosaurus holotype \| \| \| \| |
|  |                                                                        |
|  | FSAC-KK 11888                                                          |
|  |                                                                        |
|  | Spinosaurus holotype                                                   |
|  |                                                                        |

|  | FSAC-KK 11888        |
|  |                      |
|  | Spinosaurus holotype |
|  |                      |

|  | MSNM V4047                                                             |
|  |                                                                        |
|  | \| \| FSAC-KK 11888 \| \| \| \| \| \| Spinosaurus holotype \| \| \| \| |
|  |                                                                        |
|  | FSAC-KK 11888                                                          |
|  |                                                                        |
|  | Spinosaurus holotype                                                   |
|  |                                                                        |

|  | FSAC-KK 11888        |
|  |                      |
|  | Spinosaurus holotype |
|  |                      |

|  | MSNM V4047                                                             |
|  |                                                                        |
|  | \| \| FSAC-KK 11888 \| \| \| \| \| \| Spinosaurus holotype \| \| \| \| |
|  |                                                                        |
|  | FSAC-KK 11888                                                          |
|  |                                                                        |
|  | Spinosaurus holotype                                                   |
|  |                                                                        |

|  | FSAC-KK 11888        |
|  |                      |
|  | Spinosaurus holotype |
|  |                      |

|  | MSNM V4047                                                             |
|  |                                                                        |
|  | \| \| FSAC-KK 11888 \| \| \| \| \| \| Spinosaurus holotype \| \| \| \| |
|  |                                                                        |
|  | FSAC-KK 11888                                                          |
|  |                                                                        |
|  | Spinosaurus holotype                                                   |
|  |                                                                        |

|  | FSAC-KK 11888        |
|  |                      |
|  | Spinosaurus holotype |
|  |                      |

|  | MSNM V4047                                                             |
|  |                                                                        |
|  | \| \| FSAC-KK 11888 \| \| \| \| \| \| Spinosaurus holotype \| \| \| \| |
|  |                                                                        |
|  | FSAC-KK 11888                                                          |
|  |                                                                        |
|  | Spinosaurus holotype                                                   |
|  |                                                                        |

|  | FSAC-KK 11888        |
|  |                      |
|  | Spinosaurus holotype |
|  |                      |

|  | MSNM V4047                                                             |
|  |                                                                        |
|  | \| \| FSAC-KK 11888 \| \| \| \| \| \| Spinosaurus holotype \| \| \| \| |
|  |                                                                        |
|  | FSAC-KK 11888                                                          |
|  |                                                                        |
|  | Spinosaurus holotype                                                   |
|  |                                                                        |

|  | FSAC-KK 11888        |
|  |                      |
|  | Spinosaurus holotype |
|  |                      |

|  | MSNM V4047                                                             |
|  |                                                                        |
|  | \| \| FSAC-KK 11888 \| \| \| \| \| \| Spinosaurus holotype \| \| \| \| |
|  |                                                                        |
|  | FSAC-KK 11888                                                          |
|  |                                                                        |
|  | Spinosaurus holotype                                                   |
|  |                                                                        |

|  | FSAC-KK 11888        |
|  |                      |
|  | Spinosaurus holotype |
|  |                      |

|  | MSNM V4047                                                             |
|  |                                                                        |
|  | \| \| FSAC-KK 11888 \| \| \| \| \| \| Spinosaurus holotype \| \| \| \| |
|  |                                                                        |
|  | FSAC-KK 11888                                                          |
|  |                                                                        |
|  | Spinosaurus holotype                                                   |
|  |                                                                        |

|  | FSAC-KK 11888        |
|  |                      |
|  | Spinosaurus holotype |
|  |                      |

|  | MSNM V4047                                                             |
|  |                                                                        |
|  | \| \| FSAC-KK 11888 \| \| \| \| \| \| Spinosaurus holotype \| \| \| \| |
|  |                                                                        |
|  | FSAC-KK 11888                                                          |
|  |                                                                        |
|  | Spinosaurus holotype                                                   |
|  |                                                                        |

|  | FSAC-KK 11888        |
|  |                      |
|  | Spinosaurus holotype |
|  |                      |

|  | MSNM V4047                                                             |
|  |                                                                        |
|  | \| \| FSAC-KK 11888 \| \| \| \| \| \| Spinosaurus holotype \| \| \| \| |
|  |                                                                        |
|  | FSAC-KK 11888                                                          |
|  |                                                                        |
|  | Spinosaurus holotype                                                   |
|  |                                                                        |

|  | FSAC-KK 11888        |
|  |                      |
|  | Spinosaurus holotype |
|  |                      |

|  | MSNM V4047                                                             |
|  |                                                                        |
|  | \| \| FSAC-KK 11888 \| \| \| \| \| \| Spinosaurus holotype \| \| \| \| |
|  |                                                                        |
|  | FSAC-KK 11888                                                          |
|  |                                                                        |
|  | Spinosaurus holotype                                                   |
|  |                                                                        |

|  | FSAC-KK 11888        |
|  |                      |
|  | Spinosaurus holotype |
|  |                      |

|  | MSNM V4047                                                             |
|  |                                                                        |
|  | \| \| FSAC-KK 11888 \| \| \| \| \| \| Spinosaurus holotype \| \| \| \| |
|  |                                                                        |
|  | FSAC-KK 11888                                                          |
|  |                                                                        |
|  | Spinosaurus holotype                                                   |
|  |                                                                        |

|  | FSAC-KK 11888        |
|  |                      |
|  | Spinosaurus holotype |
|  |                      |

|  | ML1190 (cf. Baryonyx sp.) (=Iberospinus) |
|  |                                          |
|  | Baryonyx                                 |
|  |                                          |

|  | Suchomimus                                                      |
|  |                                                                 |
|  | \| \| Riparovenator \| \| \| \| \| \| Ceratosuchops \| \| \| \| |
|  |                                                                 |
|  | Riparovenator                                                   |
|  |                                                                 |
|  | Ceratosuchops                                                   |
|  |                                                                 |

|  | Riparovenator |
|  |               |
|  | Ceratosuchops |
|  |               |

|  | ML1190 (cf. Baryonyx sp.) (=Iberospinus) |
|  |                                          |
|  | Baryonyx                                 |
|  |                                          |

|  | Suchomimus                                                      |
|  |                                                                 |
|  | \| \| Riparovenator \| \| \| \| \| \| Ceratosuchops \| \| \| \| |
|  |                                                                 |
|  | Riparovenator                                                   |
|  |                                                                 |
|  | Ceratosuchops                                                   |
|  |                                                                 |

|  | Riparovenator |
|  |               |
|  | Ceratosuchops |
|  |               |

|  | MSNM V4047                                                             |
|  |                                                                        |
|  | \| \| FSAC-KK 11888 \| \| \| \| \| \| Spinosaurus holotype \| \| \| \| |
|  |                                                                        |
|  | FSAC-KK 11888                                                          |
|  |                                                                        |
|  | Spinosaurus holotype                                                   |
|  |                                                                        |

|  | FSAC-KK 11888        |
|  |                      |
|  | Spinosaurus holotype |
|  |                      |

|  | MSNM V4047                                                             |
|  |                                                                        |
|  | \| \| FSAC-KK 11888 \| \| \| \| \| \| Spinosaurus holotype \| \| \| \| |
|  |                                                                        |
|  | FSAC-KK 11888                                                          |
|  |                                                                        |
|  | Spinosaurus holotype                                                   |
|  |                                                                        |

|  | FSAC-KK 11888        |
|  |                      |
|  | Spinosaurus holotype |
|  |                      |

|  | MSNM V4047                                                             |
|  |                                                                        |
|  | \| \| FSAC-KK 11888 \| \| \| \| \| \| Spinosaurus holotype \| \| \| \| |
|  |                                                                        |
|  | FSAC-KK 11888                                                          |
|  |                                                                        |
|  | Spinosaurus holotype                                                   |
|  |                                                                        |

|  | FSAC-KK 11888        |
|  |                      |
|  | Spinosaurus holotype |
|  |                      |

|  | MSNM V4047                                                             |
|  |                                                                        |
|  | \| \| FSAC-KK 11888 \| \| \| \| \| \| Spinosaurus holotype \| \| \| \| |
|  |                                                                        |
|  | FSAC-KK 11888                                                          |
|  |                                                                        |
|  | Spinosaurus holotype                                                   |
|  |                                                                        |

|  | FSAC-KK 11888        |
|  |                      |
|  | Spinosaurus holotype |
|  |                      |

|  | MSNM V4047                                                             |
|  |                                                                        |
|  | \| \| FSAC-KK 11888 \| \| \| \| \| \| Spinosaurus holotype \| \| \| \| |
|  |                                                                        |
|  | FSAC-KK 11888                                                          |
|  |                                                                        |
|  | Spinosaurus holotype                                                   |
|  |                                                                        |

|  | FSAC-KK 11888        |
|  |                      |
|  | Spinosaurus holotype |
|  |                      |

|  | MSNM V4047                                                             |
|  |                                                                        |
|  | \| \| FSAC-KK 11888 \| \| \| \| \| \| Spinosaurus holotype \| \| \| \| |
|  |                                                                        |
|  | FSAC-KK 11888                                                          |
|  |                                                                        |
|  | Spinosaurus holotype                                                   |
|  |                                                                        |

|  | FSAC-KK 11888        |
|  |                      |
|  | Spinosaurus holotype |
|  |                      |

|  | MSNM V4047                                                             |
|  |                                                                        |
|  | \| \| FSAC-KK 11888 \| \| \| \| \| \| Spinosaurus holotype \| \| \| \| |
|  |                                                                        |
|  | FSAC-KK 11888                                                          |
|  |                                                                        |
|  | Spinosaurus holotype                                                   |
|  |                                                                        |

|  | FSAC-KK 11888        |
|  |                      |
|  | Spinosaurus holotype |
|  |                      |

|  | MSNM V4047                                                             |
|  |                                                                        |
|  | \| \| FSAC-KK 11888 \| \| \| \| \| \| Spinosaurus holotype \| \| \| \| |
|  |                                                                        |
|  | FSAC-KK 11888                                                          |
|  |                                                                        |
|  | Spinosaurus holotype                                                   |
|  |                                                                        |

|  | FSAC-KK 11888        |
|  |                      |
|  | Spinosaurus holotype |
|  |                      |

|  | MSNM V4047                                                             |
|  |                                                                        |
|  | \| \| FSAC-KK 11888 \| \| \| \| \| \| Spinosaurus holotype \| \| \| \| |
|  |                                                                        |
|  | FSAC-KK 11888                                                          |
|  |                                                                        |
|  | Spinosaurus holotype                                                   |
|  |                                                                        |

|  | FSAC-KK 11888        |
|  |                      |
|  | Spinosaurus holotype |
|  |                      |

|  | MSNM V4047                                                             |
|  |                                                                        |
|  | \| \| FSAC-KK 11888 \| \| \| \| \| \| Spinosaurus holotype \| \| \| \| |
|  |                                                                        |
|  | FSAC-KK 11888                                                          |
|  |                                                                        |
|  | Spinosaurus holotype                                                   |
|  |                                                                        |

|  | FSAC-KK 11888        |
|  |                      |
|  | Spinosaurus holotype |
|  |                      |

|  | MSNM V4047                                                             |
|  |                                                                        |
|  | \| \| FSAC-KK 11888 \| \| \| \| \| \| Spinosaurus holotype \| \| \| \| |
|  |                                                                        |
|  | FSAC-KK 11888                                                          |
|  |                                                                        |
|  | Spinosaurus holotype                                                   |
|  |                                                                        |

|  | FSAC-KK 11888        |
|  |                      |
|  | Spinosaurus holotype |
|  |                      |

|  | MSNM V4047                                                             |
|  |                                                                        |
|  | \| \| FSAC-KK 11888 \| \| \| \| \| \| Spinosaurus holotype \| \| \| \| |
|  |                                                                        |
|  | FSAC-KK 11888                                                          |
|  |                                                                        |
|  | Spinosaurus holotype                                                   |
|  |                                                                        |

|  | FSAC-KK 11888        |
|  |                      |
|  | Spinosaurus holotype |
|  |                      |

|  | MSNM V4047                                                             |
|  |                                                                        |
|  | \| \| FSAC-KK 11888 \| \| \| \| \| \| Spinosaurus holotype \| \| \| \| |
|  |                                                                        |
|  | FSAC-KK 11888                                                          |
|  |                                                                        |
|  | Spinosaurus holotype                                                   |
|  |                                                                        |

|  | FSAC-KK 11888        |
|  |                      |
|  | Spinosaurus holotype |
|  |                      |

|  | MSNM V4047                                                             |
|  |                                                                        |
|  | \| \| FSAC-KK 11888 \| \| \| \| \| \| Spinosaurus holotype \| \| \| \| |
|  |                                                                        |
|  | FSAC-KK 11888                                                          |
|  |                                                                        |
|  | Spinosaurus holotype                                                   |
|  |                                                                        |

|  | FSAC-KK 11888        |
|  |                      |
|  | Spinosaurus holotype |
|  |                      |

|  | MSNM V4047                                                             |
|  |                                                                        |
|  | \| \| FSAC-KK 11888 \| \| \| \| \| \| Spinosaurus holotype \| \| \| \| |
|  |                                                                        |
|  | FSAC-KK 11888                                                          |
|  |                                                                        |
|  | Spinosaurus holotype                                                   |
|  |                                                                        |

|  | FSAC-KK 11888        |
|  |                      |
|  | Spinosaurus holotype |
|  |                      |

|  | MSNM V4047                                                             |
|  |                                                                        |
|  | \| \| FSAC-KK 11888 \| \| \| \| \| \| Spinosaurus holotype \| \| \| \| |
|  |                                                                        |
|  | FSAC-KK 11888                                                          |
|  |                                                                        |
|  | Spinosaurus holotype                                                   |
|  |                                                                        |

|  | FSAC-KK 11888        |
|  |                      |
|  | Spinosaurus holotype |
|  |                      |

|  | MSNM V4047                                                             |
|  |                                                                        |
|  | \| \| FSAC-KK 11888 \| \| \| \| \| \| Spinosaurus holotype \| \| \| \| |
|  |                                                                        |
|  | FSAC-KK 11888                                                          |
|  |                                                                        |
|  | Spinosaurus holotype                                                   |
|  |                                                                        |

|  | FSAC-KK 11888        |
|  |                      |
|  | Spinosaurus holotype |
|  |                      |

|  | MSNM V4047                                                             |
|  |                                                                        |
|  | \| \| FSAC-KK 11888 \| \| \| \| \| \| Spinosaurus holotype \| \| \| \| |
|  |                                                                        |
|  | FSAC-KK 11888                                                          |
|  |                                                                        |
|  | Spinosaurus holotype                                                   |
|  |                                                                        |

|  | FSAC-KK 11888        |
|  |                      |
|  | Spinosaurus holotype |
|  |                      |

|  | MSNM V4047                                                             |
|  |                                                                        |
|  | \| \| FSAC-KK 11888 \| \| \| \| \| \| Spinosaurus holotype \| \| \| \| |
|  |                                                                        |
|  | FSAC-KK 11888                                                          |
|  |                                                                        |
|  | Spinosaurus holotype                                                   |
|  |                                                                        |

|  | FSAC-KK 11888        |
|  |                      |
|  | Spinosaurus holotype |
|  |                      |

|  | MSNM V4047                                                             |
|  |                                                                        |
|  | \| \| FSAC-KK 11888 \| \| \| \| \| \| Spinosaurus holotype \| \| \| \| |
|  |                                                                        |
|  | FSAC-KK 11888                                                          |
|  |                                                                        |
|  | Spinosaurus holotype                                                   |
|  |                                                                        |

|  | FSAC-KK 11888        |
|  |                      |
|  | Spinosaurus holotype |
|  |                      |

|  | MSNM V4047                                                             |
|  |                                                                        |
|  | \| \| FSAC-KK 11888 \| \| \| \| \| \| Spinosaurus holotype \| \| \| \| |
|  |                                                                        |
|  | FSAC-KK 11888                                                          |
|  |                                                                        |
|  | Spinosaurus holotype                                                   |
|  |                                                                        |

|  | FSAC-KK 11888        |
|  |                      |
|  | Spinosaurus holotype |
|  |                      |

|  | MSNM V4047                                                             |
|  |                                                                        |
|  | \| \| FSAC-KK 11888 \| \| \| \| \| \| Spinosaurus holotype \| \| \| \| |
|  |                                                                        |
|  | FSAC-KK 11888                                                          |
|  |                                                                        |
|  | Spinosaurus holotype                                                   |
|  |                                                                        |

|  | FSAC-KK 11888        |
|  |                      |
|  | Spinosaurus holotype |
|  |                      |

|  | MSNM V4047                                                             |
|  |                                                                        |
|  | \| \| FSAC-KK 11888 \| \| \| \| \| \| Spinosaurus holotype \| \| \| \| |
|  |                                                                        |
|  | FSAC-KK 11888                                                          |
|  |                                                                        |
|  | Spinosaurus holotype                                                   |
|  |                                                                        |

|  | FSAC-KK 11888        |
|  |                      |
|  | Spinosaurus holotype |
|  |                      |

|  | MSNM V4047                                                             |
|  |                                                                        |
|  | \| \| FSAC-KK 11888 \| \| \| \| \| \| Spinosaurus holotype \| \| \| \| |
|  |                                                                        |
|  | FSAC-KK 11888                                                          |
|  |                                                                        |
|  | Spinosaurus holotype                                                   |
|  |                                                                        |

|  | FSAC-KK 11888        |
|  |                      |
|  | Spinosaurus holotype |
|  |                      |

|  | MSNM V4047                                                             |
|  |                                                                        |
|  | \| \| FSAC-KK 11888 \| \| \| \| \| \| Spinosaurus holotype \| \| \| \| |
|  |                                                                        |
|  | FSAC-KK 11888                                                          |
|  |                                                                        |
|  | Spinosaurus holotype                                                   |
|  |                                                                        |

|  | FSAC-KK 11888        |
|  |                      |
|  | Spinosaurus holotype |
|  |                      |

|  | MSNM V4047                                                             |
|  |                                                                        |
|  | \| \| FSAC-KK 11888 \| \| \| \| \| \| Spinosaurus holotype \| \| \| \| |
|  |                                                                        |
|  | FSAC-KK 11888                                                          |
|  |                                                                        |
|  | Spinosaurus holotype                                                   |
|  |                                                                        |

|  | FSAC-KK 11888        |
|  |                      |
|  | Spinosaurus holotype |
|  |                      |

|  | MSNM V4047                                                             |
|  |                                                                        |
|  | \| \| FSAC-KK 11888 \| \| \| \| \| \| Spinosaurus holotype \| \| \| \| |
|  |                                                                        |
|  | FSAC-KK 11888                                                          |
|  |                                                                        |
|  | Spinosaurus holotype                                                   |
|  |                                                                        |

|  | FSAC-KK 11888        |
|  |                      |
|  | Spinosaurus holotype |
|  |                      |

|  | MSNM V4047                                                             |
|  |                                                                        |
|  | \| \| FSAC-KK 11888 \| \| \| \| \| \| Spinosaurus holotype \| \| \| \| |
|  |                                                                        |
|  | FSAC-KK 11888                                                          |
|  |                                                                        |
|  | Spinosaurus holotype                                                   |
|  |                                                                        |

|  | FSAC-KK 11888        |
|  |                      |
|  | Spinosaurus holotype |
|  |                      |

|  | MSNM V4047                                                             |
|  |                                                                        |
|  | \| \| FSAC-KK 11888 \| \| \| \| \| \| Spinosaurus holotype \| \| \| \| |
|  |                                                                        |
|  | FSAC-KK 11888                                                          |
|  |                                                                        |
|  | Spinosaurus holotype                                                   |
|  |                                                                        |

|  | FSAC-KK 11888        |
|  |                      |
|  | Spinosaurus holotype |
|  |                      |

|  | MSNM V4047                                                             |
|  |                                                                        |
|  | \| \| FSAC-KK 11888 \| \| \| \| \| \| Spinosaurus holotype \| \| \| \| |
|  |                                                                        |
|  | FSAC-KK 11888                                                          |
|  |                                                                        |
|  | Spinosaurus holotype                                                   |
|  |                                                                        |

|  | FSAC-KK 11888        |
|  |                      |
|  | Spinosaurus holotype |
|  |                      |

|  | MSNM V4047                                                             |
|  |                                                                        |
|  | \| \| FSAC-KK 11888 \| \| \| \| \| \| Spinosaurus holotype \| \| \| \| |
|  |                                                                        |
|  | FSAC-KK 11888                                                          |
|  |                                                                        |
|  | Spinosaurus holotype                                                   |
|  |                                                                        |

|  | FSAC-KK 11888        |
|  |                      |
|  | Spinosaurus holotype |
|  |                      |

|  | MSNM V4047                                                             |
|  |                                                                        |
|  | \| \| FSAC-KK 11888 \| \| \| \| \| \| Spinosaurus holotype \| \| \| \| |
|  |                                                                        |
|  | FSAC-KK 11888                                                          |
|  |                                                                        |
|  | Spinosaurus holotype                                                   |
|  |                                                                        |

|  | FSAC-KK 11888        |
|  |                      |
|  | Spinosaurus holotype |
|  |                      |

Voir aussi les résultats phylogénétiques dans l'article de 2022 décrivant Iberospinus.

### Baryonychinae
Les baryonychinés regroupent les spinosauridés les plus primitifs. Ils apparaissent probablement au Jurassique supérieur, peut-être même au Jurassique moyen, et semblent s'éteindre vers l'Aptien. Ils ont peuplé l'Europe et l'Afrique durant le Crétacé inférieur. Ils se distinguent des spinosaurinés par des dents finement crénelées, petites et augmentant en nombre au niveau du dentaire juste après la forme de spatule, ainsi qu'un orifice nasal large et positionné en avant du museau. Ils comprennent actuellement 3 genres valides, dont les plus complets et les mieux connus sont Baryonyx et Suchomimus. En 2021, s'y ajoute 2 genres Ceratosuchops et Riparovenator.

#### Baryonyx walkeri

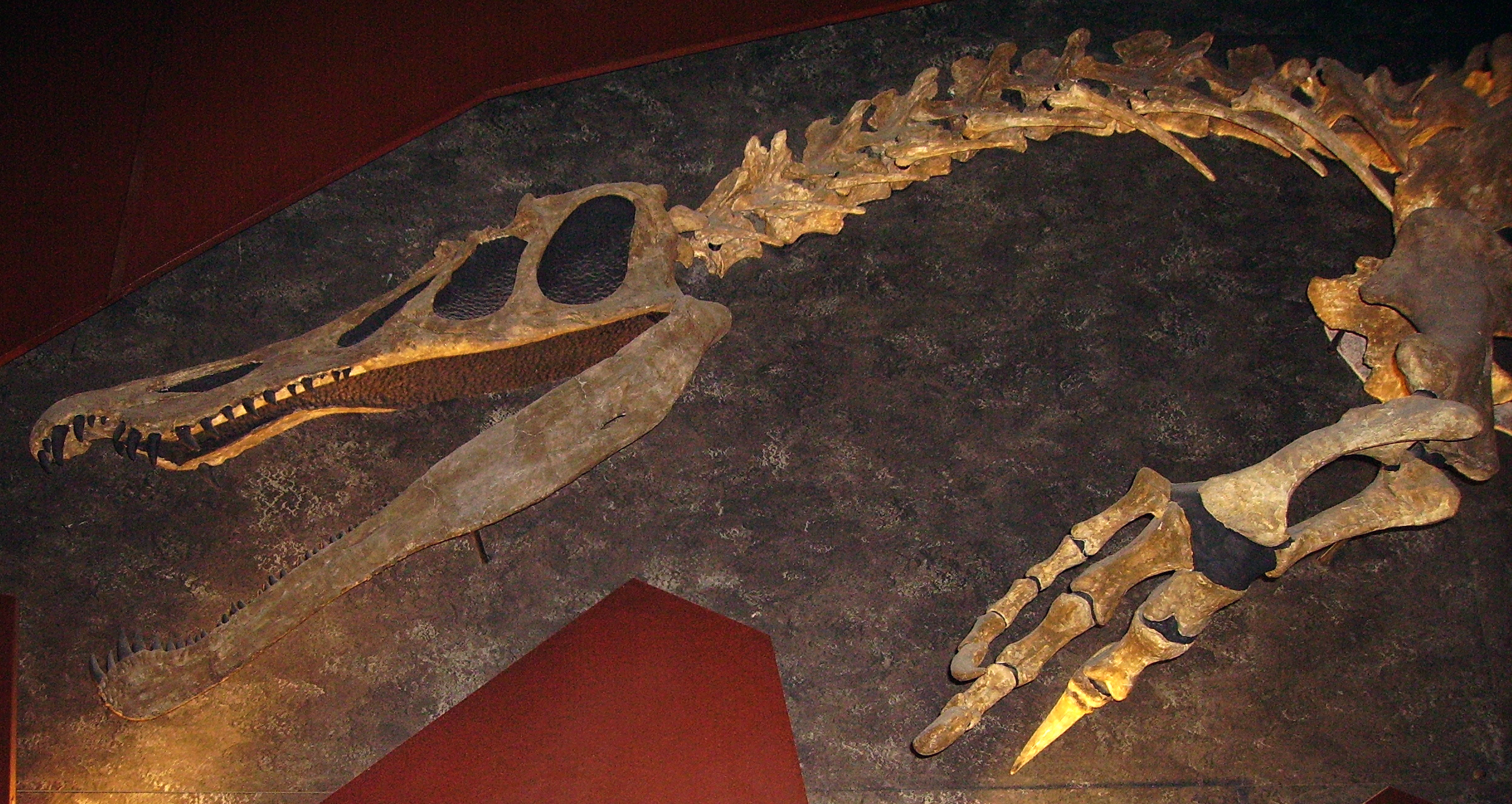
Tête et avant-bras de Baryonyx walkeri exposés au Natural History Museum de Londres.

Baryonyx walkeri fut découvert non loin de Dorking (Surrey, Angleterre) durant l'hiver 1983 par William J. Walker qui ne trouva d'abord que l'énorme griffe unguéale de  l'animal. Conscient de l'importance de la découverte, il contacta les paléontologues Alan J. Charig et Angela C. Milner, tous deux paléontologues au Natural History Museum de Londres, qui commencèrent des fouilles au printemps 1983 et dégagèrent pas moins de deux tonnes de roches contenant les ossements de l'animal. Celui-ci fut préservé dans des argiles wealdiennes datées de la base du Barrémien. C'est un dinosaure assez complet (il lui manque quelques os du crâne, des vertèbres cervicales et dorsales, des côtes, des os des pieds et des mains et la majeure partie de la queue) qui mesure environ 8 mètres pour un poids estimé à presque 2 tonnes. Baryonyx walkeri se caractérise par son énorme griffe du pouce, un nombre de 7 dents au niveau du prémaxillaire et 32 dents au niveau du dentaire. Il fut retrouvé dans la région stomacale de ce dinosaure des dents et des écailles du poisson Lepidotes qui furent attaquées par des acides gastriques, preuve indéniable d’une alimentation piscivore, mais également des restes désarticulés du squelette d’un jeune Iguanodon. Baryonyx walkeri ne devait donc pas être exclusivement ichtyophage. D'autres ossements (éléments crâniens, dents et vertèbres) datés des étages Barrémien et Aptien et provenant d'Angleterre (Sussex et Île de Wight), d'Espagne (Province de La Tioja et de Burgos) et du Portugal (Province de Lisboa e Setubal) furent également rapportés au genre Baryonyx et démontrent que ce théropode fut présent dans toute l'Europe occidentale au Crétacé inférieur.

#### Suchomimus tenerensis

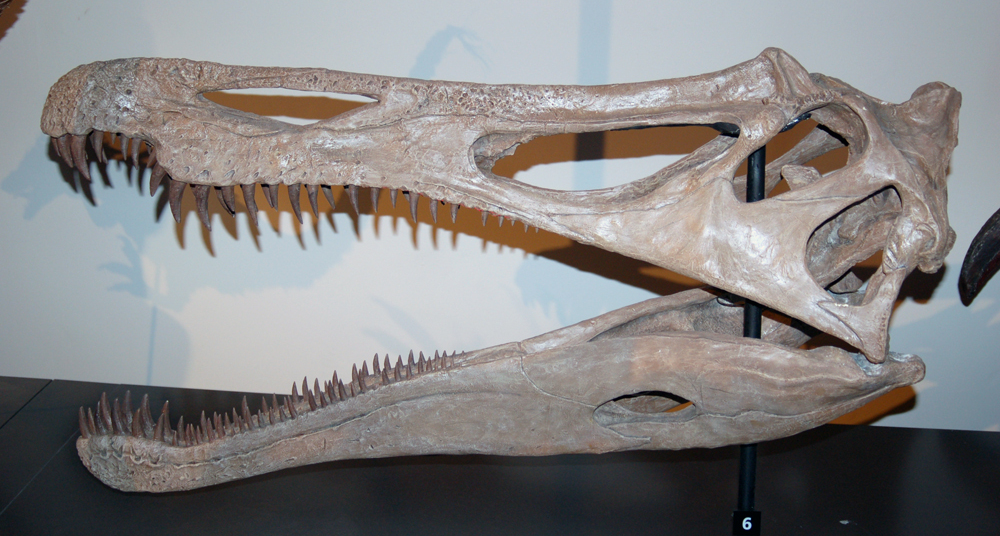
Moulage du crâne de Suchomimus tenerensis.

Suchomimus tenerensis est  l'un des spinosauridés les plus complets au niveau du squelette postcrânien puisque seuls quelques vertèbres (majoritairement les cervicales et les caudales), des côtes, des chevrons et des os des doigts des pattes et des mains sont absents. Le crâne est plus incomplet que celui de Baryonyx walkeri mais le prémaxillaire et le maxillaire sont mieux préservés et ont été trouvés en connexion. Ce dinosaure fut découvert à l'automne 1997 dans le désert du Ténéré (région de la Gadoufaoua, Niger) qui fut fouillé par une équipe internationale dirigée par le paléontologue américain Paul Sereno. Il provient de l'horizon GAD 5 qui inclut la partie supérieure de la formation d'Elrhaz datée de l'Albien-Aptien et qui a également fourni des théropodes abelisauridés, carcharodontosauridés, des sauropodes rebbachisauridés et titanosauridés ainsi que des iguanodontes. Suchomimus se distinguerait de Baryonyx au niveau du prémaxillaire (le processus du prémaxillaire exclut presque entièrement le maxillaire de la narine externe), des épines neurales des vertèbres dorsales, sacrales et caudales (plus élevées que celle de Baryonyx) de l'humérus ainsi que de l'ulna (olecranon hypertrophié). Cependant, plusieurs scientifiques, estiment que ces différences sont minimes et ne suffisent pas à nommer un nouveau genre de baryonychinés, si bien qu'il considèrent Suchomimus tenerenis comme une espèce de Baryonyx. De même, il est très probable que Suchomimus soit également un synonyme junior de Cristatusaurus lapparenti découvert dans la même localité et les mêmes niveaux géologiques et nommé quelques mois auparavant. Ainsi Suchomimus diffère peu de Baryonyx mais il est beaucoup plus grand que lui puisqu'il mesure entre 10 et 11 mètres de longueur, et pèserait un peu plus de 5 tonnes.

#### Cristatusaurus lapparenti

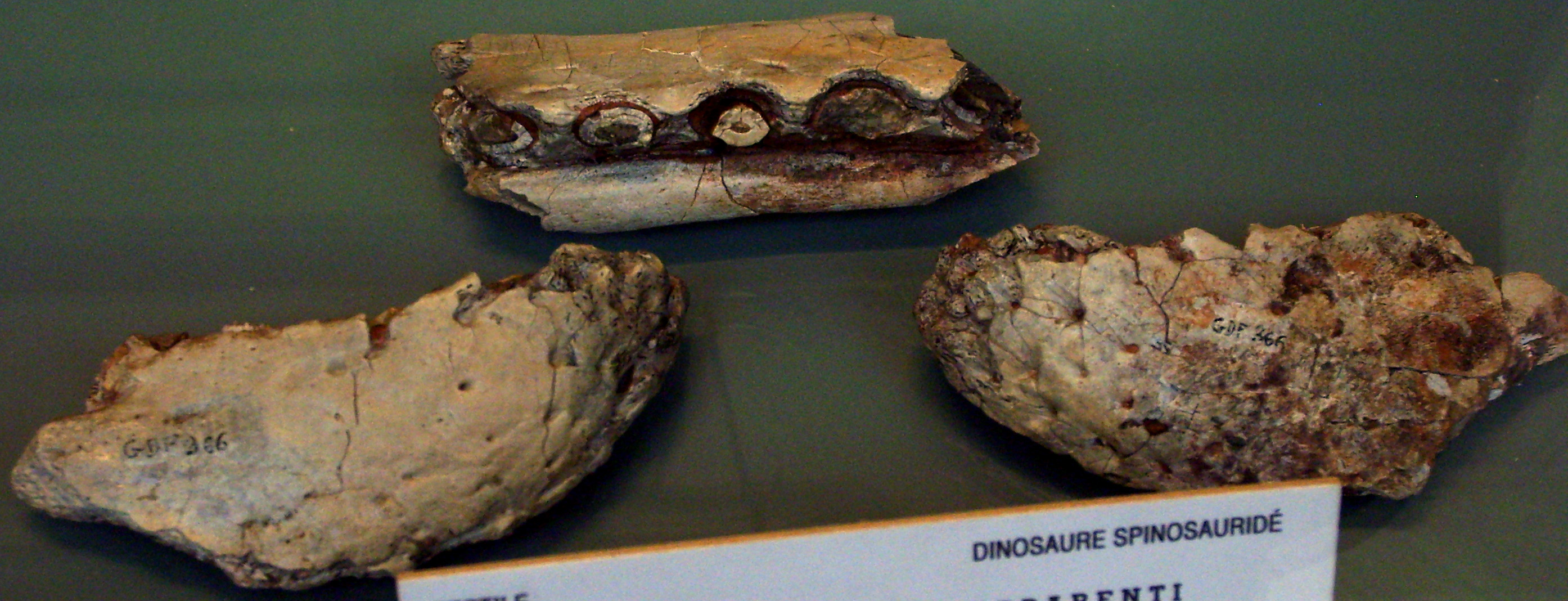
Prémaxillaire et maxillaire de Cristatusaurus lapparenti.

Cristatusaurus lapparenti fut également découvert dans le site fossilifère de Gadoufaoua au Niger (GAD5, niveau des Innocants, Albien/Aptien) par Taquet dans les années 1970. Ce théropode ne repose que sur deux extrémités antérieures de prémaxillaires fusionnés, un morceau de maxillaire droit, un morceau de dentaire droit et une vertèbre dorsale antérieure incomplète. Les deux prémaxillaires furent décrits pour la première fois en 1984 et incorrectement identifiées à des portions antérieures de mandibules (dentaires). Ils furent re-décrits correctement plus tard, et attribués en 1998 à ce nouveau dinosaure qui se distinguerait de Baryonyx par la condition bévirostres de ces prémaxillaires. Néanmoins, cette distinction est confuse pour certains paléontologues et la plupart des scientifiques admettent que Cristatusaurus est un nomen dubium ou doit être référé au genre Baryonyx lui-même,.

#### Suchosaurus cultridens?
Suchosaurus fut érigé  par le célèbre paléontologue Richard Owen en 1841 (une année seulement avant qu'il ne propose le nom 'Dinosauria') sur la base de plusieurs dents. Celles-ci proviennent du 'wealdien' de Tilgate Forest dans le Sussex (Angleterre), et avaient été mentionnées en 1827 par un autre grand paléontologue de l'époque, Gideon Mantell. Ce dernier y voyait une ressemblance avec celles des gavials actuels et Owen les rapproche également à un crocodilien bien qu'il note que ces dents ressemblent aussi beaucoup à celles du théropode Megalosaurus. Plus de 160 ans plus tard, Milner note qu'au moins certaines d'entre elles peuvent être rapprochées avec certitude au genre Baryonyx. Cependant, l'espèce Suchosaurus cultridens, définie sur la base d'une seule dent provenant du 'wealdien' de Cuckfield (Sussex) semble se distinguer de celles de Baryonyx walkeri par une surface cannelée alors que la surface des dents de Baryonyx est lisse. Ainsi, il n'est pas exclu que Suchosaurus cultridens soit bien un taxon distinct de Baryonyx.
Une autre espèce de Suchosaurus, S. girardi, fut définie sur la base de deux fragments de mâchoire et de dents isolées par Sauvage à la fin du XIXe siècle sans toutefois que celui-ci ne distingue cette nouvelle espèce de Suchosaurus cultridens. Le matériel illustré par Sauvage provient du Barrémien (Crétacé inférieur) de la Province de Boca do Chapim au Portugal et fut décrit une nouvelle fois par Buffetaut comme étant des portions de dentaires pouvant être rapprochées au genre Baryonyx. Suchosaurus peut ainsi être regardé comme un synonyme 'senior' de Baryonyx tant au niveau du matériel portugais (S. girardi) que de certaines dents provenant d'Angleterre (Suchosaurus cultridens). Les règles de la nomenclature voudraient ainsi que le nom de genre Baryonyx disparaisse au profit de Suchosaurus mais vu que ce dernier ne repose que sur très peu de matériel (contrairement à Baryonyx walkeri), il ne serait pas utile qu'elles s'appliquent.

### Spinosaurinae
Les Spinosaurinae incluent les spinosauridés les plus évolués et dont les espèces les mieux connues sont Irritator challengeri et Spinosaurus aegyptiacus. Ils se distinguent des baryonychinés comme Baryonyx principalement au niveau de la morphologie de leurs dents puisque celles des spinosaurinés sont dépourvues de crènelure et ont une couronne dentaire très légèrement courbée ou droite. De plus, la première dent du prémaxillaire est beaucoup plus petite que la seconde et la troisième chez ceux-ci,. D'autres caractéristiques unissent également les spinosaurinés à savoir des narines externes positionnées beaucoup plus en arrière et qui semblent être plus petites que celles des baryonychinés et un diastème large au niveau de la terminaison en forme de spatule. Les plus anciennes évidences de spinosaurinés sont des dents provenant d'Espagne et datées du Barrémien et les restes décrits les plus récents datent du Cénomanien inférieur,. Les spinosaurinés ont colonisé l'Europe, l'Afrique, l'Asie et l'Amérique du Sud durant le Crétacé 'moyen'.

#### Spinosaurus
- Spinosaurus aegyptiacus

Spinosaurus aegyptiacus est actuellement le plus grand et le plus lourd carnivore terrestre ayant existé sur Terre puisque certaines estimations lui donnent une longueur de 16 à 18 mètres pour un poids total de plus de 20 tonnes. Néanmoins, de telles estimations ne reposent que sur très peu de matériel car Spinosaurus aegyptiacus n'est actuellement représenté que par quelques éléments crâniens plus ou moins bien conservés,,. Spinosaurus aegyptiacus fut découvert durant le printemps 1912 dans l'oasis de Baharija en Égypte par Richard Markgraf alors collecteur de fossiles pour le paléontologue allemand Ernst Stromer. Ce dernier publiera le matériel de Spinosaurus trois ans plus tard. Les ossements comprennent deux branches de dentaire dépourvues de l'extrémité postérieure et comptant quelques dents préservées, un os angulaire gauche, une portion de maxillaire gauche, une dizaine de dents individuelles, un grand nombre de côtes incomplètes, des gastralia latérales ainsi que deux vertèbres cervicales, sept autres dorsales, trois sacrales et une caudale antérieure. Stomer définira sur la base de ce matériel le nouveau dinosaure Spinosaurus aegyptiacus dont il fait remarquer l'élongation importante des épines neurales et la morphologie particulière de la mâchoire inférieure. Il interprète le surdéveloppement des processus épineux des vertèbres dorsales comme étant le support d'une crête étroite et haute. Bien qu'il remarque que de telles élongations des épines neurales sont présentes chez le bison et le chameau, il n'y voit là ni une bosse de graisse ni un développement important de la musculature du tronc. L'entièreté des ossements de l'holotype de Spinosaurus aegyptiacus fut malheureusement détruit lors d'un raid aérien des bombardiers de la British Royal Air Force sur Munich dans la nuit du 24 au 25 avril 1944. Le bombardement endommagea sévèrement le building qui hébergeait les ossements conservés dans le Paläontologische Staatssammlung München et détruisit une grande partie de la collection de Stromer qui provenait d'Égypte.
Des photos des ossements ont néanmoins été redécouvertes récemment et ont permis d'apporter de nouvelles informations sur Spinosaurus notamment sur l'arrangement des vertèbres dorsales. 

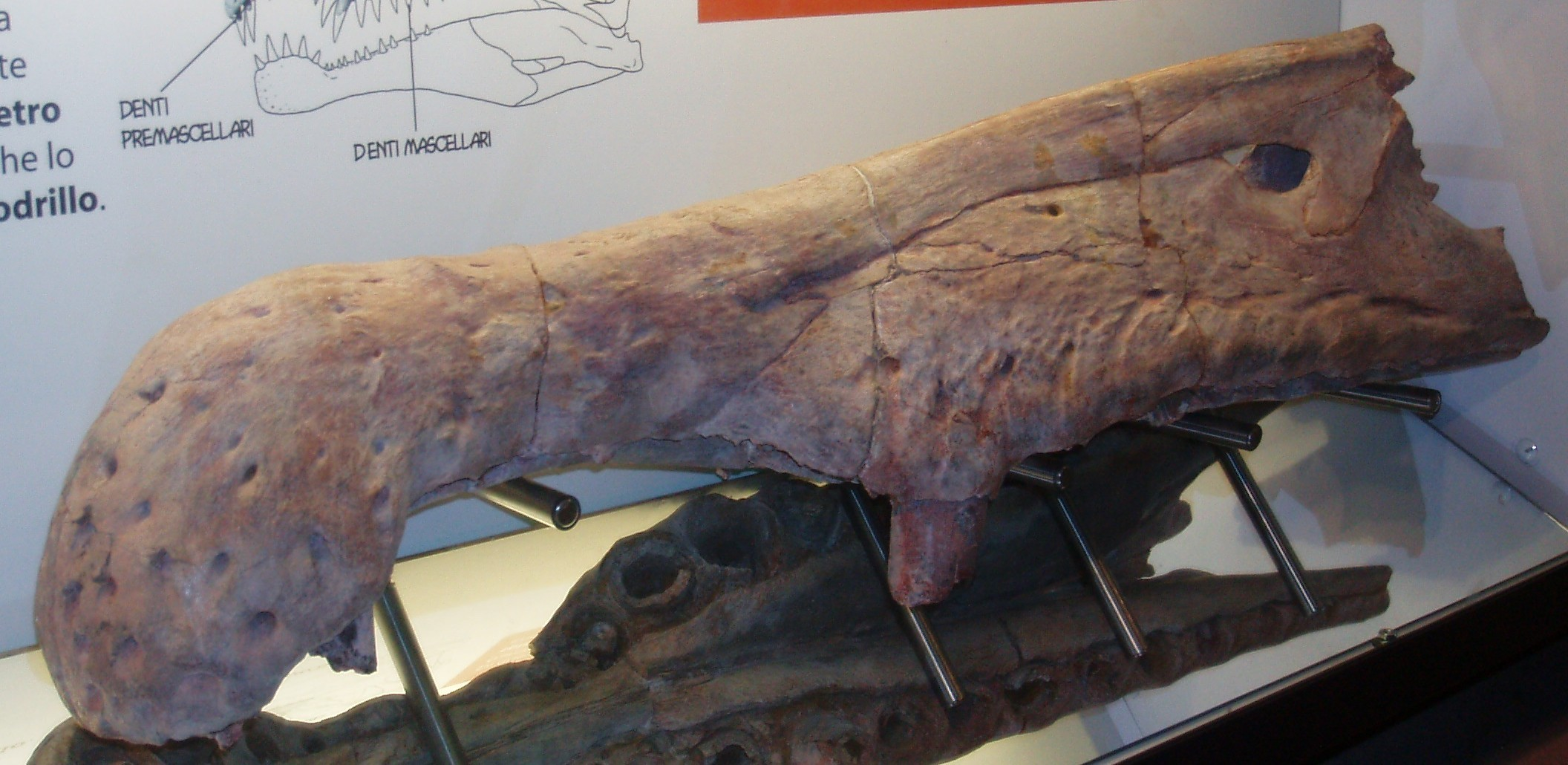
Museau de Spinosaurus aegyptiacus.

De nouveaux ossements ont été depuis lors rapprochés à Spinosaurus aegyptiacus et proviennent tous du Crétacé 'moyen' d'Afrique du Nord. Des dents trouvées durant l'hiver 1985 dans la région de Tatahouine en Tunisie et provenant d'un nouveau site daté de l'Albien ont été rapprochées à Spinosaurus sp. par leurs auteurs. Plus tard, une portion de dentaire découvert dans les grès de Chenini d'âge Albien et identifié comme appartenant à Spinosaurus aegyptiacus ont démontré l'existence de cette espèce en Tunisie. Un maxillaire droit collecté dans le sud-est marocain en 1971 fut également rapproché à Spinosaurus aegyptiacus une dizaine d'années plus tard. Cet ossement provient du vaste gisement fossilifère des Kem Kem d'âge Cénomanien (Crétacé supérieur) et qui a fourni récemment un museau complet de Spinosaurus aegyptiacus de très grande taille (image à gauche) ainsi qu'un nasal incomplet. Ces ossements ont permis de mettre en évidence la grande taille atteinte par cette espèce ainsi que l'existence d'une crête nasale chez elle et de supporter les liens de parenté qui existent entre Spinosaurus et Irritator au sein des spinosaurinés.

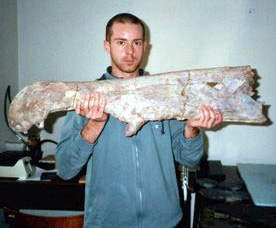
Museau de Spinosaurus aegyptiacus dans les bras du paléontologue qui l'a décrit.

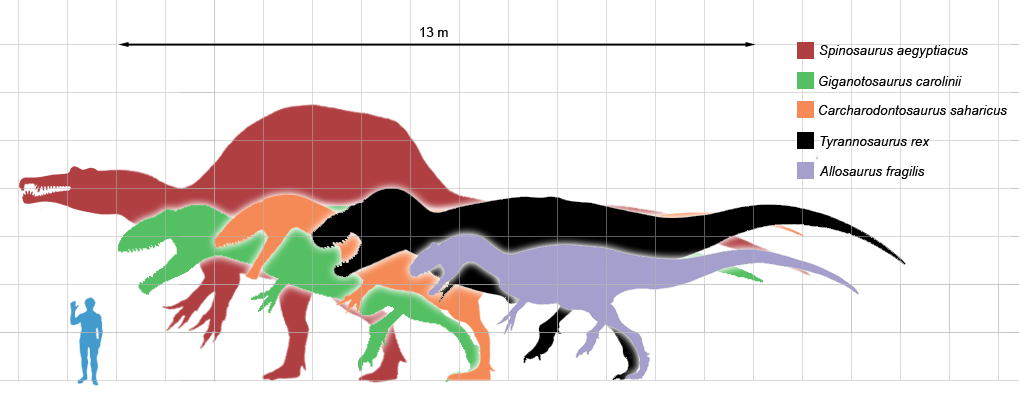
Comparaison de Spinosaurus aegypticus avec les plus grands théropodes connus.

- Spinosaurus marocannus

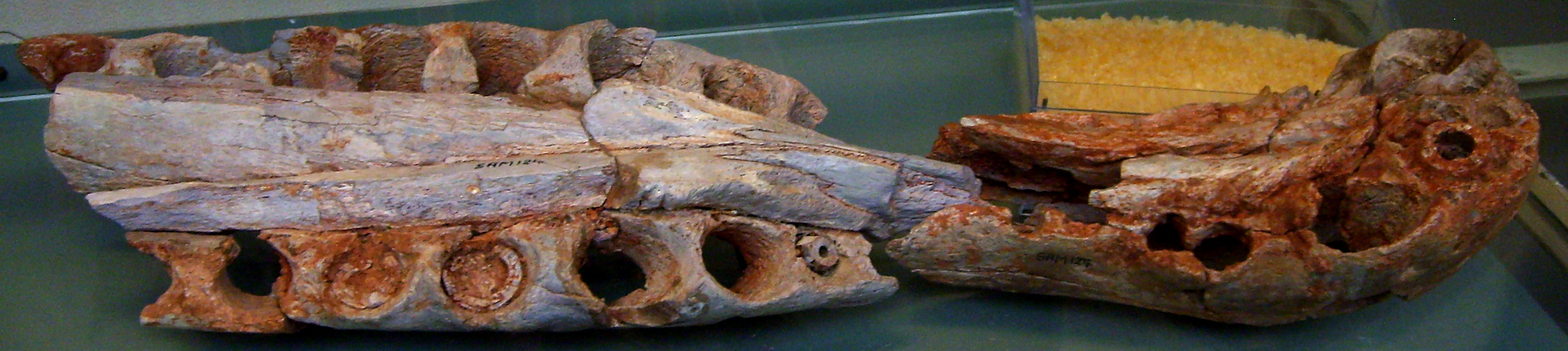
Museau de Spinosaurus maroccanus en vue ventrale.

Cette nouvelle espèce de Spinosaurus fut reconnue par Russel sur la base de vertèbres cervicales, de fragments de dentaires et d'arcs neuraux de vertèbres dorsales. Ces ossements proviennent du Tafilalt, région du Maroc située au nord du vaste site des Kem Kem et dont les niveaux fossilifères ont été datés au Cénomanien inférieur. Spinosaurus marocannus se distinguerait de l'espèce aegyptiacus par des proportions plus grandes des centres de vertèbres cervicales (ceci n'est cependant fondé que sur une seule vertèbre isolée) et des arcs neuraux. Deux ans plus tard, du matériel crânien et postcrânien provenant de l'Albien d'Algérie (site de Gara Samani, bordure nord-ouest du Tademaït) est à nouveau rapproché à Spinosaurus marocannus. Il s'agit d'un museau bien préservé comprenant les deux prémaxillaires, les maxillaires et les vomers ainsi que deux branches de dentaire en connexion, un fragment de prémaxillaire, deux centres de vertèbres cervicales et un arc neural de vertèbre dorsale. Spinosaurus marocannus est cette fois-ci distingué de S. aegyptiacus au niveau de la forme des prémaxillaires et des dents des maxillaires et des dentaires. L'espèce marocannus est néanmoins considérée par un grand nombre de paléontologues,, comme un nomen dubium. En effet, Rauhut attribue la différence de proportion des centres vertébraux à une position plus antérieure de la vertèbre décrite par Russel dans la série des cervicales. De plus, les distinctions qui concernent le museau (et majoritairement le prémaxillaire) de S. maroccanus pouvaient difficilement se faire puisqu'à l'époque n'existait qu'un petit morceau de prémaxillaire chez S. aegyptiacus. Ainsi, certains auteurs considèrent que l'entièreté du matériel découvert dans le Crétacé 'moyen' d'Afrique du Nord et rapporté au genre Spinosaurus peut être référé à l'espèce S. aegyptiacus.

#### Angaturama limai
Angaturama limai n'est connu que par une portion antérieure de crâne comprenant deux prémaxillaires en connexion auxquels sont liées les deux parties antérieures de maxillaires. Le museau fut découvert en 1991 dans un nodule calcaire typique de la formation de Santana (plus exactement du Membre Romualdo) qui affleure dans le bassin d'Araripe, au nord-est du Brésil. Cette formation, datée avec peu de précision à l'Albien ou au Cénomanien, a fourni un grand nombre de fossiles dont quelques beaux spécimens de ptérosaures. Le fossile est mal préservé car les parties latérales et dorsales sont endommagées. Malgré cela, l'étroitesse du museau, la forme de 'cuillère' des prémaxillaires en vue ventrale, la position postérieure des narines externes et le nombre de dents (7) au niveau des prémaxillaires ont permis aux paléontologues de rapprocher cette nouvelle espèce de la famille des spinosauridés. Angaturama se distingue néanmoins des autres membres de cette famille par une crête sagittale fine sur le haut du prémaxillaire, ce qui démontre que certains spinosauridés étaient également pourvus de crêtes sur le bout du museau. Un grand nombre de paléontologues,,, considèrent Angaturama limai comme un synonyme junior d'Irritator challengeri découvert dans la même formation et la même localité. D'autres scientifiques pensent même que les ossements de ces deux spinosaurinés pourraient appartenir au même individu.

#### Irritator challengeri
En 1996, un mois avant que ne paraissent la publication sur Angaturama limai, d'autres ossements préservés dans un nodules du Membre de Romualdo furent également décrits et associés à un dinosaure carnivore inhabituel. Le nodule calcaire renfermait un crâne quasi complet d'un nouveau théropode dont ne manquait que la partie antérieure du museau. Malheureusement, le fossile avait été découvert par des marchands qui n'hésitèrent pas à endommager le crâne afin de l'allonger artificiellement et augmenter ainsi son coût. De ce fait, les auteurs de ce nouveau dinosaure décidèrent de le nommer Irritator à la suite du sentiment d'irritation qu'ils ressentirent en constatant cet acte de vandalisme. Il lui donnèrent le nom d'espèce challengeri en hommage au Professeur George Edward Challenger, célèbre personnage du Monde Perdu écrit par Sir Arthur Conan Doyle. Irritator challengeri fut originellement identifié comme étant le crâne d'un ptérosaure avant d'être rapproché à un dinosaure de la famille des Maniraptora en 1996. Peu de temps après, Kellner ne trouva cependant aucune affinité qui puisse lier ce théropode aux Maniraptora et le plaça plutôt dans la famille des spinosauridés. Cette affiliation fut supportée par plusieurs auteurs,, et confirmée par Sues et al. qui décrivirent le crâne en détail. Irritator challengeri comprend toutes les caractéristiques propres aux spinosauridés mais se distinguent des autres membres par une crête nasale proéminente dont l'extrémité postérieure à une forme de 'bouton' ainsi que par une morphologie distincte au niveau des pariétaux, des basisphénoïdes et des surangulaires. Sues et al. ont pensé qu'Irritator pouvait être congénérique avec Spinosaurus dont n'avait été décrit à l'époque que le dentaire et le maxillaire. Néanmoins, la description d'un museau de Spinosaurus aegyptiacus permit de distinguer ces deux genres mais de les rassembler au sein de la sous-famille des Spinosaurinae. En effet, Irritator et Spinosaurus partagent des synapomorphies au niveau de la forme des dents mais Irritator se différencie grandement de son homologue africain par des narines externes plus larges et positionnées au milieu de la rangée dentaire du maxillaire (plutôt qu'à la fin de celle-ci chez Spinosaurus), une dentition moins massive, un rostre plus court et enfin un crâne qui se resserre vers l'avant du museau alors que celui de Spinosaurus garde une même hauteur. En 2004, une séquence de vertèbres sacrales et caudales provenant du Membre Romualdo a été attribuée à un spinosauridé. Tout dernièrement encore, des ossements provenant du même membre et comprenant des os des membres (dont une main presque complète), un bassin, des vertèbres dorsales, sacrales et caudales proviennent d'un spinosauridé. Bien qu'il soit impossible de le confirmer, il n'est pas improbable que ces ossements appartiennent au genre Irritator.

## Paléobiologie

### Régime et alimentation

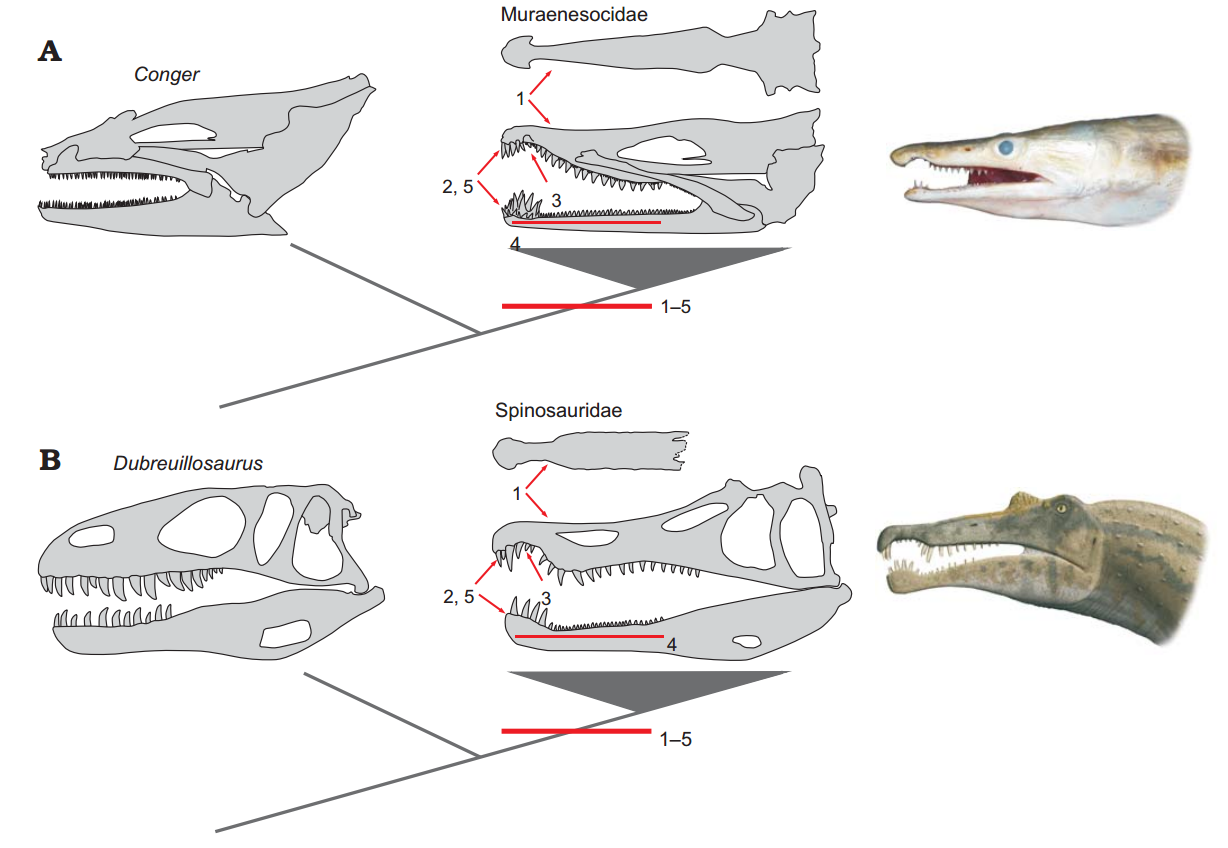
Comparaison d'un crâne de spinosauridé avec celui de Dubreuillosaurus et de deux brochets

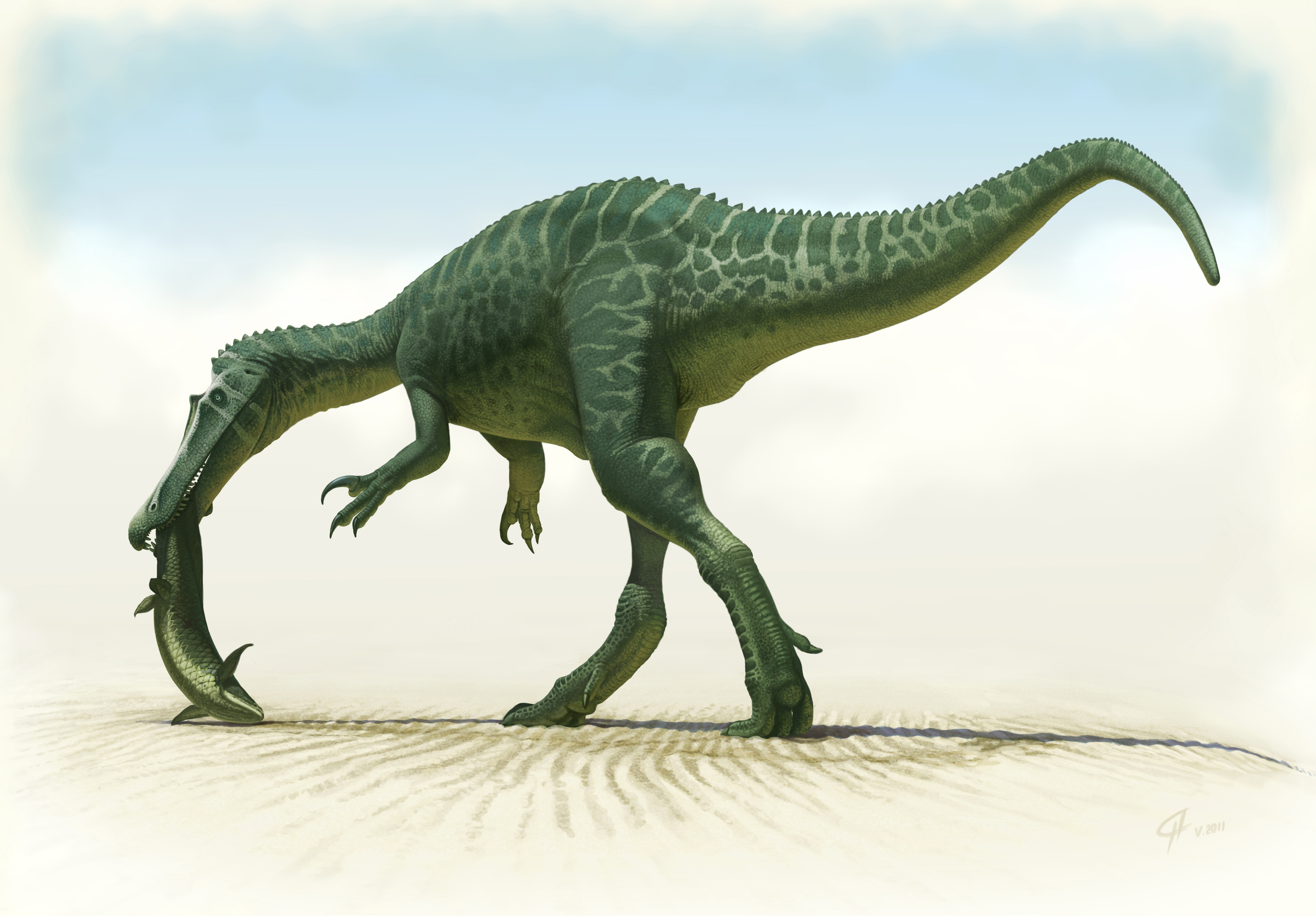
Restauration de la vie de Baryonyx avec un poisson dans ses mâchoires

Dans le passé, les spinosauridés étaient souvent considérés comme des piscivores (mangeurs de poisson) dans l'ensemble, sur la base de comparaisons de leurs mâchoires avec celles des crocodiliens modernes. En 2007, la paléontologue britannique Emily J.Rayfield et ses collègues ont mené des études biomécaniques sur le crâne de Baryonyx, qui avait un crâne long et comprimé latéralement, en le comparant aux crânes de gavial (long, étroit, tubulaire) et d'alligator (plat et large). Ils ont constaté que la structure des mâchoires des baryonychines convergeait vers celle des gavials, en ce que les deux taxons présentaient des schémas de réponse similaires au stress des charges alimentaires simulées, et le faisaient avec et sans la présence d'un palais secondaire (simulé). Le gavial, exemplaire d'un museau long, étroit et tubulaire, est un spécialiste des poissons. Cependant, cette anatomie du museau n'exclut pas d'autres options pour les spinosauridés. Le gavial en est l'exemple le plus extrême et un spécialiste des poissons ; les crocodiles d'eau douce australiens, qui ont des crânes de forme similaire à ceux des gavials, se spécialisent également davantage dans les poissons que les crocodiles sympatriques à museau large et sont des mangeurs opportunistes qui mangent toutes sortes de petites proies aquatiques, y compris des insectes et des crustacés. Ainsi, les museaux des spinosauridés sont en corrélation avec la piscivorie ; ceci est cohérent avec les hypothèses de ce régime pour les spinosauridés, en particulier les baryonychines, mais cela n'indique pas qu'ils étaient uniquement piscivores.

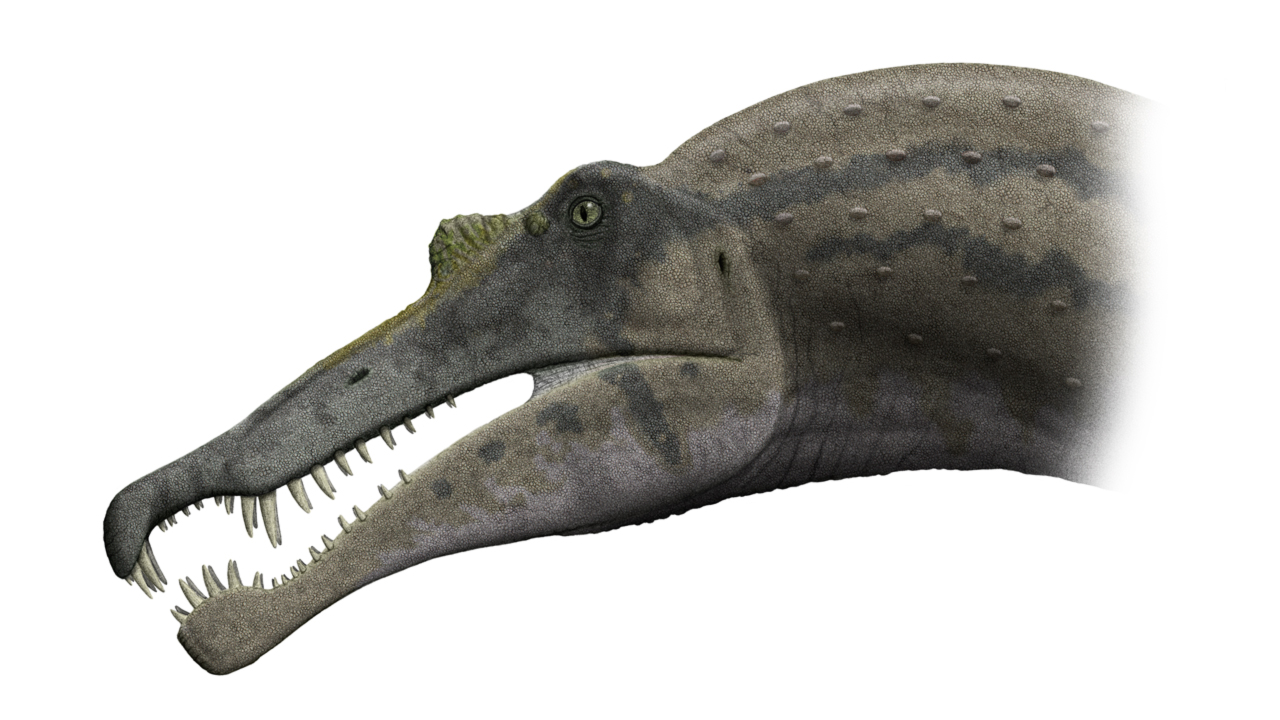
Restauration de la tête de Spinosaurus

Une étude plus approfondie par Andrew R. Cuff et Rayfield en 2013 sur les crânes de Spinosaurus et de Baryonyx n'a pas retrouvé de similitudes dans les crânes de Baryonyx et du gavial que l'étude précédente avait fait. Baryonyx avait, dans les modèles où la différence de taille des crânes était corrigée, une plus grande résistance à la torsion et à la flexion dorso-ventrale que le Spinosaurus et le gavial, tandis que les deux spinosauridés étaient inférieurs au gavial, à l'alligator et au crocodile à museau élancé pour résister à la torsion et flexion médio-latérale. Lorsque les résultats de la modélisation n'ont pas été mis à l'échelle en fonction de la taille, les deux spinosauridés ont obtenu de meilleurs résultats que tous les crocodiliens en termes de résistance à la flexion et à la torsion, en raison de leur plus grande taille. Ainsi, Cuff et Rayfield ont suggéré que les crânes n'étaient pas efficacement construits pour bien faire face à des proies relativement grandes et en difficulté, mais que les spinosauridés peuvent vaincre les proies simplement par leur avantage de taille, et non par la construction du crâne. En 2002, Hans-Dieter Sues et ses collègues ont étudié la construction du crâne des spinosauridés et ont conclu que leur mode d'alimentation consistait à utiliser des frappes extrêmement rapides et puissantes pour saisir de petites proies à l'aide de leurs mâchoires, tout en utilisant les puissants muscles du cou dans des mouvements rapides de haut en bas. En raison du museau étroit, un mouvement latéral vigoureux du crâne pendant la capture des proies est peu probable. Sur la base de la taille et de la position de leurs narines, Marcos Sales et Cesar Schultz ont suggéré en 2017 que le Spinosaurus dépendait davantage de son odorat et avait un mode de vie plus piscivore que Irritator et les baryonychines.

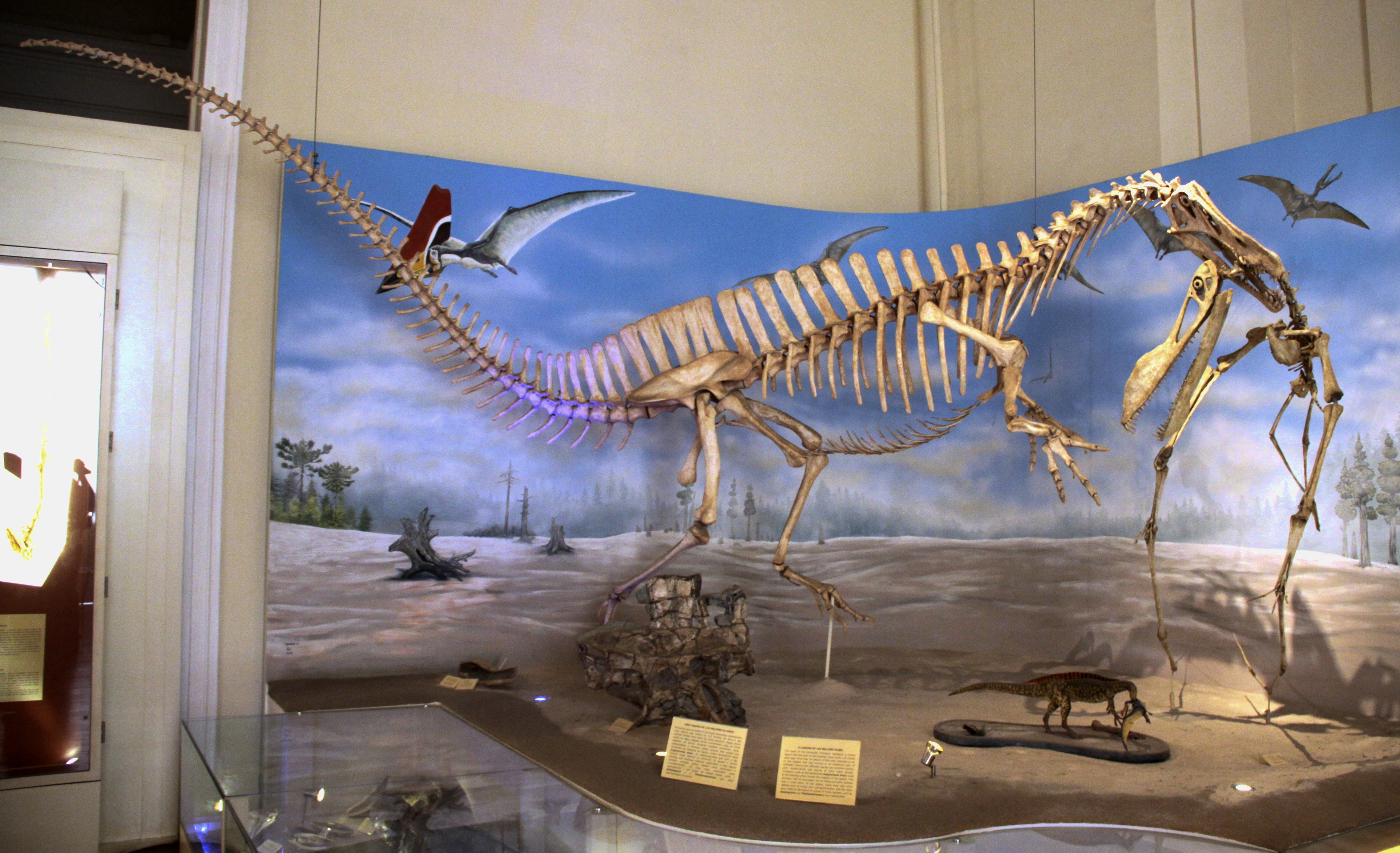
Squelette dIrritator reconstruit monté comme attaquant un ptérosaure anhangueridé, Musée national de l'université fédérale de Rio de Janeiro

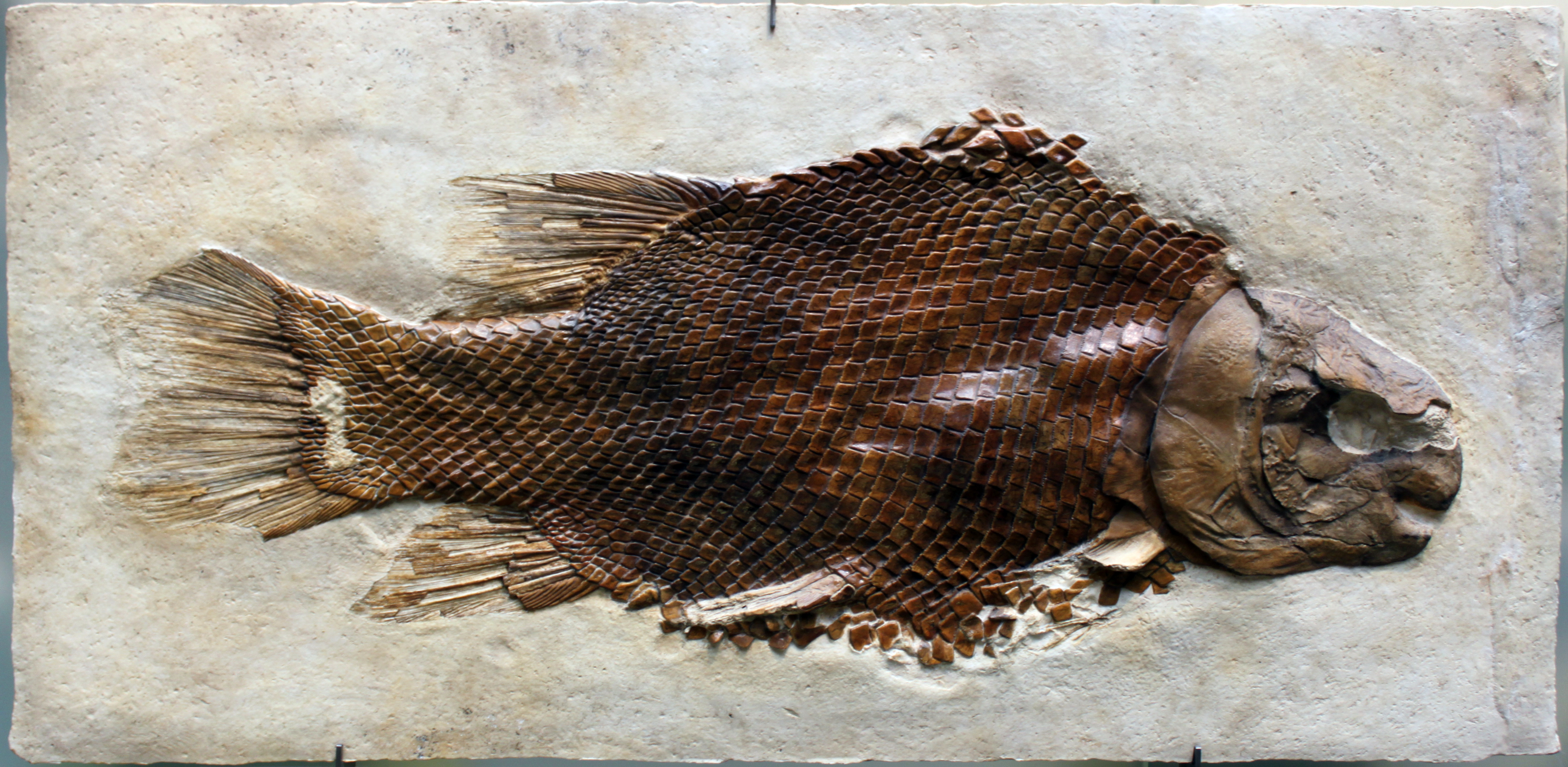
Fossile du poisson Scheenstia, proie du Baryonyx

Des preuves fossiles directes montrent que les spinosauridés se nourrissaient de poissons ainsi que d'une variété d'autres animaux de petite à moyenne taille, y compris les dinosaures. Baryonyx a été trouvé avec des écailles du poisson préhistorique Scheenstia dans sa cavité corporelle, et celles-ci ont été abrasées, hypothétiquement par les sucs gastriques. Des ossements d'un jeune Iguanodon, également abrasés, ont été retrouvés à côté de ce spécimen. Si ceux-ci représentent le repas de Baryonyx, l'animal était, qu'il s'agisse dans ce cas d'un chasseur ou d'un charognard, un mangeur de nourriture plus diversifiée que le poisson,,. De plus, il existe un exemple documenté d'un spinosauridé ayant mangé un ptérosaure, car une dent d'Irritator a été trouvée logée dans les vertèbres fossiles d'un ptérosaure ornithocheiridé trouvé dans la formation de Romualdo au Brésil. Cela peut représenter une prédation ou un événement de récupération,. Un museau fossile référé à Spinosaurus a été découvert avec une vertèbre du Sclerorhynchidae Onchopristis incrustée dedans.

### Fonction des membres antérieurs

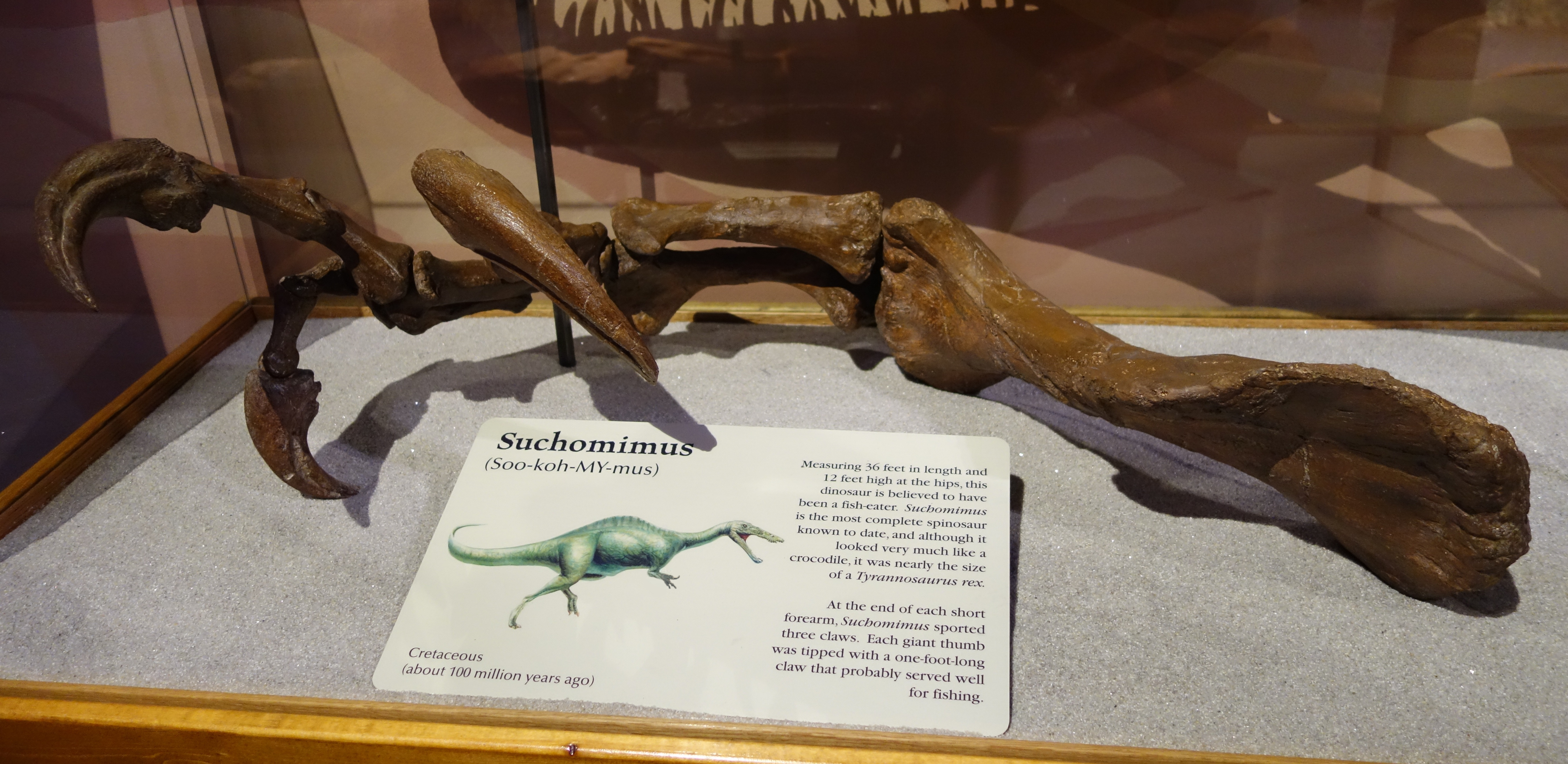
Membre antérieur et main reconstruits de Suchomimus, Museum of Ancient Life, Utah

L'utilisation des membres antérieurs robustes et des griffes recourbées géantes des spinosaures reste un sujet débattu. Charig et Milner ont émis l'hypothèse en 1986 que Baryonyx s'était peut-être accroupi au bord de la rivière et avait utilisé ses griffes pour sortir le poisson de l'eau, comme les grizzlis. En 1987, le biologiste britannique Andrew Kitchener a fait valoir qu'avec à la fois son museau en forme de crocodile et ses griffes élargies, Baryonyx semblait avoir trop d'adaptations pour la piscivorie alors qu'une seule aurait suffi. Kitchener a plutôt postulé que Baryonyx utilisait plus probablement ses bras pour récupérer les cadavres de grands dinosaures, comme Iguanodon, en pénétrant par effraction dans la carcasse avec les grandes griffes, puis en sondant les viscères avec son long museau. Dans leur article de 1997, Charig et Milner ont rejeté cette hypothèse, soulignant que dans la plupart des cas, une carcasse aurait déjà été largement vidée par ses prédateurs initiaux. Des recherches ultérieures ont également exclu ce type de nettoyage spécialisé.
En 1986, Charig et Milner ont suggéré que les membres antérieurs robustes et les griffes de pouce géantes auraient été la principale méthode de Baryonyx pour capturer, tuer et déchirer de grandes proies ; alors que son long museau aurait été surtout utilisé pour la pêche. Une étude réalisée en 2005 par le paléontologue canadien François Therrien et ses collègues a convenu que les membres antérieurs des spinosaures étaient probablement utilisés pour chasser des proies plus grosses, étant donné que leur museau ne pouvait pas résister à la contrainte de flexion. Dans un examen de la famille en 2017, David Hone et Holtz ont envisagé des fonctions possibles pour creuser des sources d'eau ou des proies difficiles à atteindre, ainsi que pour creuser dans le sol pour construire des nids.

## Paléoécologie

### Préférence d'habitat
Plusieurs indices laissent penser que les spinosauridés étaient des prédateurs semi-aquatiques.

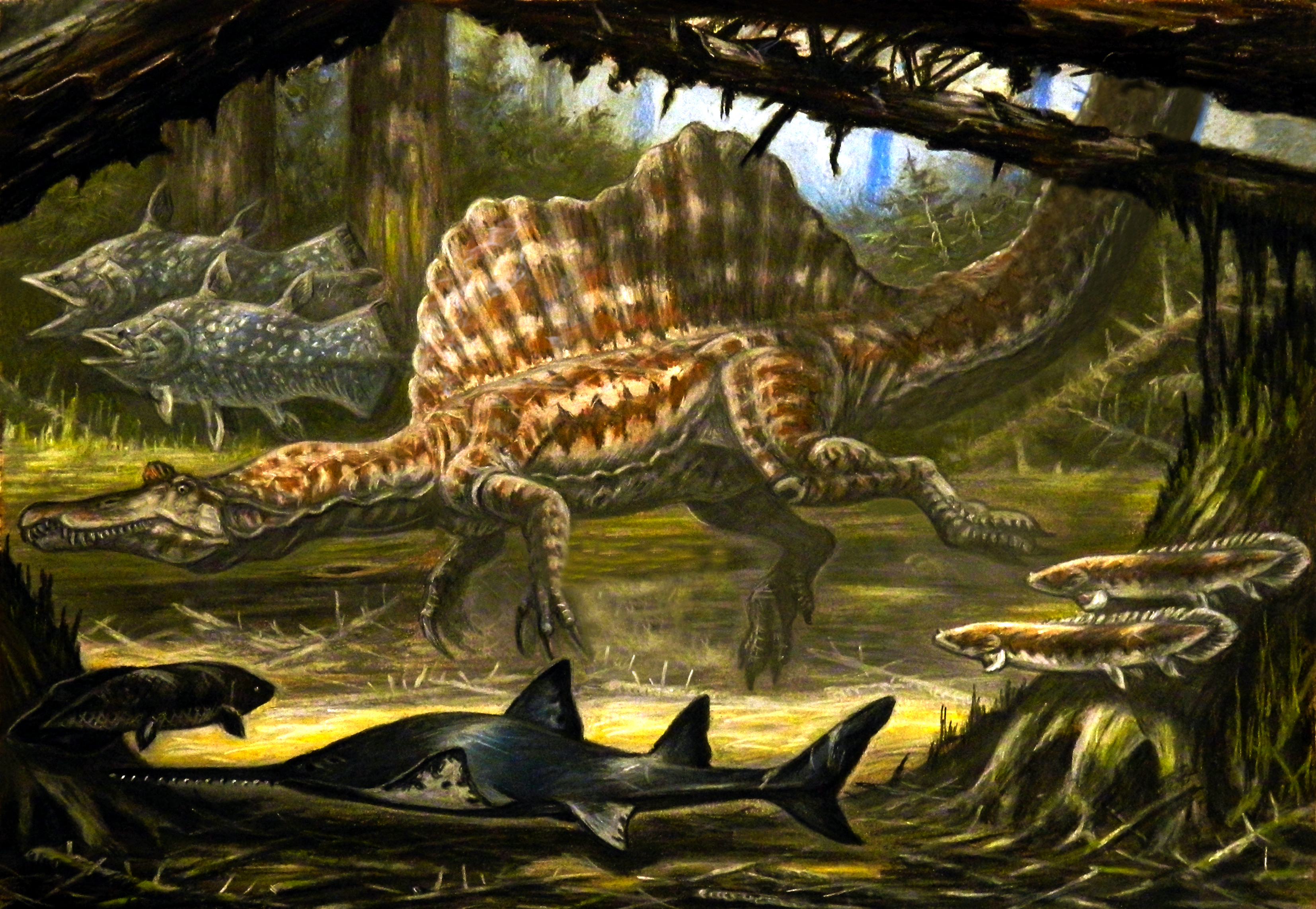
Restauration de Spinosaurus nageant parmi les animaux aquatiques contemporains des lits de Kem Kem

Une publication de 2010 de Romain Amiot et ses collègues a révélé que la composition isotopique 18O/16O des os de spinosauridés indiquent des modes de vie semi-aquatique. Les rapports isotopiques des dents de Baryonyx, Irritator, et Spinosaurus ont été comparés aux compositions isotopiques de théropodes, tortues et crocodiliens contemporains. L'étude a révélé que, parmi les théropodes, les rapports isotopiques des spinosauridés étaient plus proches de ceux des tortues et des crocodiliens. Les spécimens de Siamosaurus avaient tendance à avoir la plus grande différence par rapport aux ratios des autres théropodes, et le Spinosaurus avait tendance à avoir le moins de différence. Les auteurs ont conclu que les spinosauridés, comme les crocodiliens et les hippopotames modernes, passaient une grande partie de leur vie quotidienne dans l'eau. Les auteurs ont également suggéré que leur grande taille corporelle pourrait être un sous-produit évolutif de leur préférence pour les modes de vie semi-aquatiques et la piscivorie : sans nécessité de rivaliser avec d'autres grands théropodes pour se nourrir, ils auraient pu atteindre des longueurs énormes.
En 2018, une analyse a été menée sur le tibia partiel d'une spinosaurine indéterminée du début de l'Albien, l'os provenait d'un sous-adulte entre 7 et 13 m de longueur encore en croissance modérément rapide avant sa mort. Ce spécimen a été trouvé dans le bassin d'Araripe au Brésil et transporté à l'Université de San Carlos pour un scanner, où il a révélé une ostéosclérose (densité osseuse élevée). Cette condition n'avait auparavant été observée que chez Spinosaurus, comme un moyen possible de contrôler sa flottabilité. La présence de cette condition sur le fragment de patte a montré que des adaptations semi-aquatiques chez les spinosauridés étaient déjà présentes au moins 10 millions d'années avant l'apparition de Spinosaurus aegyptiacus. En 2020, un article scientifique de paléontologues publié dans la revue scientifique Cretaceous Research a trouvé des preuves taphonomiques dans le groupe Kem Kem qui soutiendraient que le Spinosaurus est un dinosaure semi-aquatique.

### Distribution

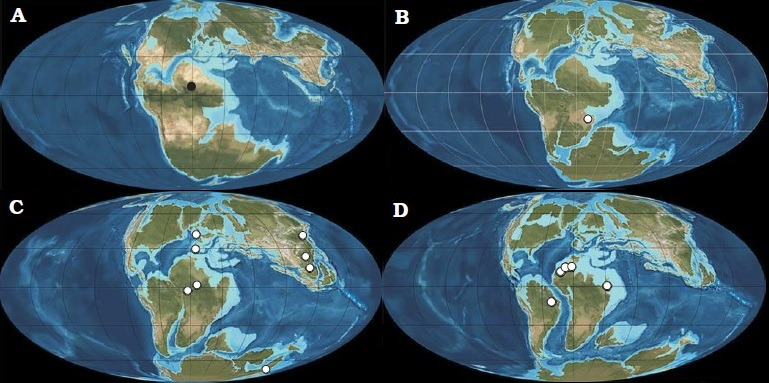
Emplacements généralisés des découvertes de fossiles de spinosauridés du Bajocien–Bathonien (A), Tithonien (B), Barrémien−Aptien (C), et Albien−Cénomanien (D) indiqués sur les cartes de ces périodes.

Des spinosauridés confirmés ont été trouvés sur tous les continents à l'exception de l'Amérique du Nord, de l'Australie et de l'Antarctique, dont le premier était Spinosaurus aegyptiacus, découvert dans la formation de Bahariya en Égypte. Les Baryonychines étaient communs, comme Baryonyx, qui a vécu pendant le Barrémien d'Angleterre et d'Espagne. Le spécimen du Portugal, autrefois interprété comme Baryonyx, est maintenant considéré comme Iberospinus. Des dents de type Baryonyx se trouvent également dans les sédiments de l'Hauterivien antérieur et de l'Aptien ultérieur d'Espagne, ainsi que de l'Hauterivien d'Angleterre,. Les Baryonychines étaient représentés en Afrique, avec Suchomimus tenerensis et Cristatusaurus lapparenti ainsi que des dents de type Baryonyx de l'Aptien du Niger,, ainsi qu'en Europe, avec Suchosaurus cultridens et S. girardi d'Angleterre ; et des dents de type Baryonyx sont également signalées dans les Ashdown Sands du Sussex, en Angleterre, et dans la province de Burgos, en Espagne. Un autre spinosauridé européen, Camarillasaurus cirugedae, est connu du Barrémien d'Espagne.

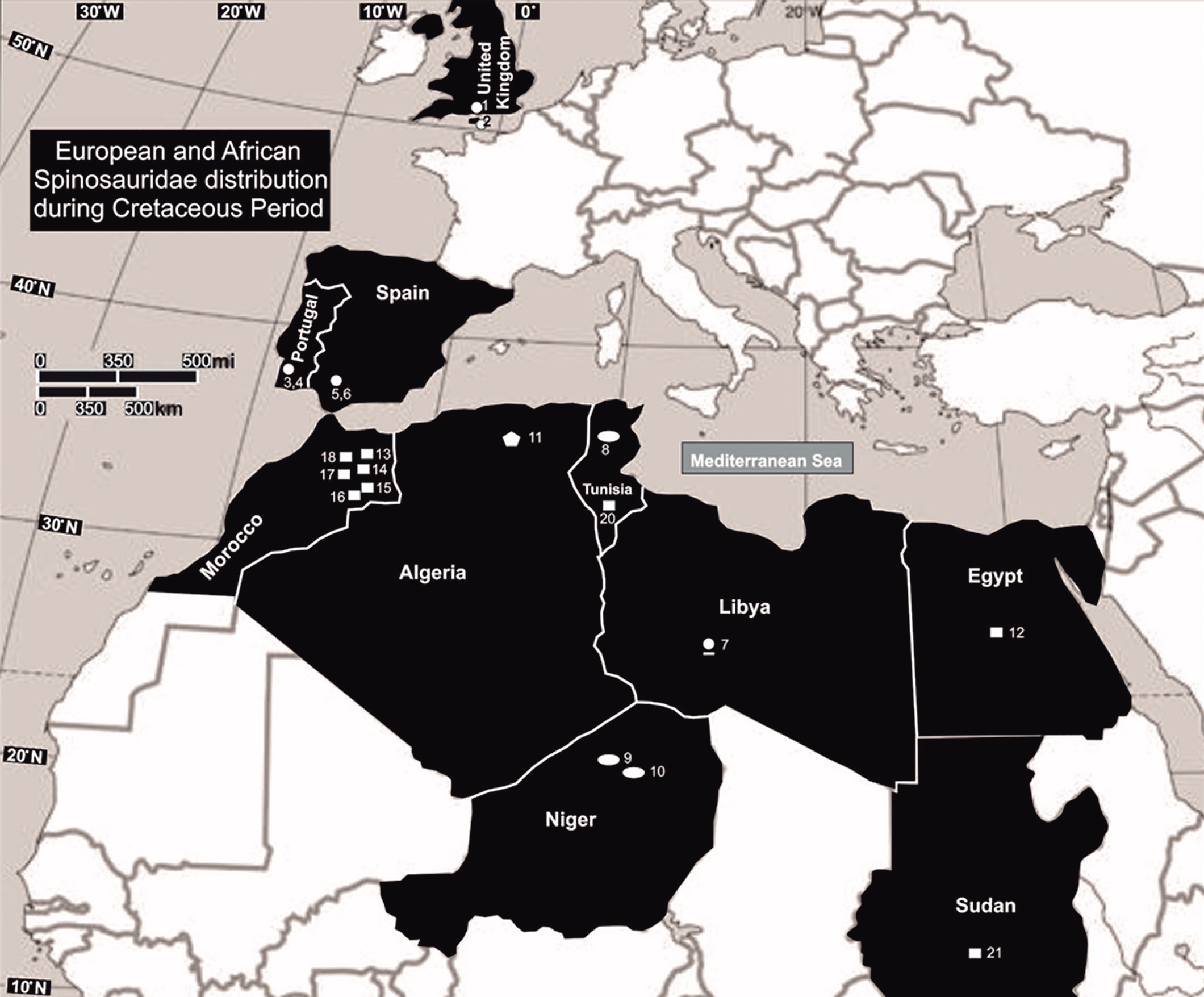
Répartition des spinosauridés en Afrique du Nord et en Europe.

Le premier enregistrement de spinosaurines provient d'Europe, avec l'espèce barrémique Vallibonavenatrix cani d'Espagne. Les spinosaurines sont également présents dans les sédiments albiens de Tunisie et d'Algérie, et dans les sédiments cénomaniens d'Égypte et du Maroc. En Afrique, les baryonychines étaient courantes à l'Aptien, puis remplacées par les spinosaurines à l'Albien et au Cénomanien comme dans les lits de Kem Kem au Maroc, qui abritaient un écosystème contenant de nombreux grands prédateurs coexistants,. Un fragment d'une mâchoire inférieure de spinosaurine du Crétacé inférieur a également été signalé en Tunisie et fait référence à Spinosaurus. L'aire de répartition de Spinosaurinae s'est également étendue à l'Amérique du Sud, en particulier au Brésil, avec les découvertes d'Irritator challengeri, d'Angaturama limai et d'Oxalaia quilombensis,. Il y avait aussi une dent fossile en Argentine qui a été référée aux Spinosauridae par Leonardo Salgado et ses collègues. Cette référence est mise en doute par Gengo Tanaka, qui propose Hamadasuchus, un crocodilien, comme l'animal d'origine le plus probable pour ces dents.

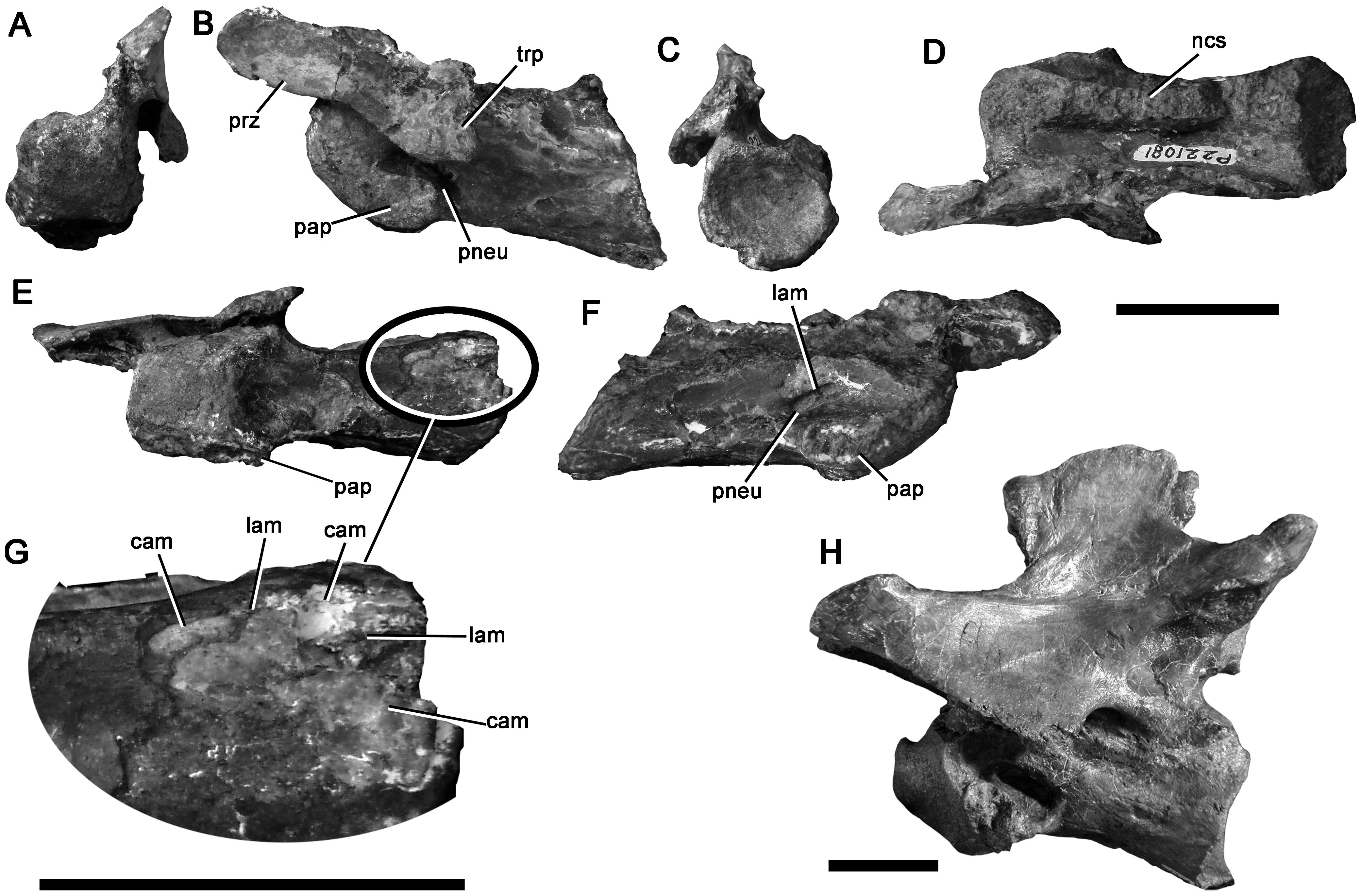
NMV P221081, vertèbre cervicale d'un éventuel spinosauridé australien sous différents angles, comparée à celle de Baryonyx (en bas à droite)

Des squelettes partiels et de nombreuses dents fossiles indiquent que les spinosauridés étaient répandus en Asie ; trois taxons - tous des spinosaurines - ont été nommés : Siamosaurus suteethorni de Thaïlande, "Sinopliosaurus" fusuiensis de Chine et Ichthyovenator laosensis du Laos,,. Des dents de spinosauridés ont été trouvées en Malaisie ; ce sont les premiers restes de dinosaures découverts dans le pays. Certains spécimens intermédiaires étendent la gamme connue des spinosauridés au-delà des dates les plus récentes des taxons nommés. Une seule dent de baryonychine a été trouvée au milieu du Santonien, dans la formation Majiacun du Henan, en Chine. Cependant, la dent est dépourvue de synapomorphies spinosauridés. À la Cantalera-1, un site du début de la formation barrémien de Blesa à Treul, en Espagne, deux types de dents de spinosauridés ont été trouvés, et ils ont été attribués, provisoirement, en tant que taxons indéterminés de spinosaurine et de baryonychine. Un spinosauridé indéterminé a été découvert dans la formation d'Eumeralla du Crétacé précoce, en Australie. Il est connu à partir d'une seule vertèbre cervicale partielle de 4 cm de long, désignée NMV P221081. Il manque la majeure partie de l'arc neural. Le spécimen provient d'un juvénile estimé à environ 2 à 3 mètres de long. De tous les spinosauridés, il ressemble le plus à Baryonyx. En 2019, il a été suggéré que la vertèbre appartenait plutôt à un théropode mégaraptoride, par opposition à un spinosaure.